# Liste der Biografien/Kell
Liste der Biografien |
Portal Biografien |
Personensuche
# |
A |
B |
C |
D |
E |
F |
G |
H |
I |
J |
K |
L |
M |
N |
O |
P |
Q |
R |
S |
T |
U |
V |
W |
X |
Y |
Z |
?
 
Ka |
Kb |
Kc |
Kd |
Ke |
Kf |
Kg |
Kh |
Ki |
Kj |
Kl |
Km |
Kn |
Ko |
Kp |
Kr |
Ks |
Kt |
Ku |
Kv |
Kw |
Ky |
Kx |
Kz
 
Kea |
Keb |
Kec |
Ked |
Kee |
Kef |
Keg |
Keh |
Kei |
Kej |
Kek |
Kel |
Kem |
Ken |
Keo |
Kep |
Ker |
Kes |
Ket |
Keu |
Kev |
Kew |
Kex |
Key |
Kez
 
Kela |
Kelb |
Kelc |
Keld |
Kele |
Kelh |
Keli |
Kelk |
Kell |
Kelm |
Keln |
Kelo |
Kelp |
Kels |
Kelt |
Kelz
Die Liste der Biografien führt alle Personen auf, die in der deutschsprachigen Wikipedia einen Artikel haben. Dieses ist eine Teilliste mit 1181 Einträgen von Personen, deren Namen mit den Buchstaben „Kell“ beginnt.

## Kell
- Kell, Adolf (1934–2021), deutscher Berufs- und Wirtschaftspädagoge
- Kell, Alfred (1870–1935), sächsischer Offizier und Schriftsteller
- Kell, Ayla (* 1990), US-amerikanische Schauspielerin
- Kell, George (1922–2009), US-amerikanischer Baseballspieler
- Kell, Johann Heinrich (1880–1961), deutscher Pädagoge und Heimatforscher
- Kell, Johann Karl (* 1693), deutscher Dichter geistlicher Lyrik
- Kell, John Robert (1902–1983), englischer Bauingenieur auf dem Gebiet Heizung, Lüftung, Klimatechnik
- Kell, Julius (1813–1849), deutscher Pädagoge, MdL
- Kell, Klaus (* 1955), deutscher Klassischer und Provinzialrömischer Archäologe
- Kell, Nikolai Georgijewitsch (1883–1965), russisch-sowjetischer Geodät und Hochschullehrer
- Kell, Vernon (1873–1942), englischer Offizier und der Gründer und erste Generaldirektor des britischen Geheimdienstes MI5

### Kella
- Kelland, Clarence Budington (1881–1964), US-amerikanischer Schriftsteller
- Kelland, Philip (1808–1879), britischer Mathematiker und Präsident der Royal Society of Edinburgh
- Kellar, Becky (* 1975), kanadische Eishockeyspielerin
- Kellar, Harry (1849–1922), US-amerikanischer ZauberkünstlerHarry Kellar (1849–1922)

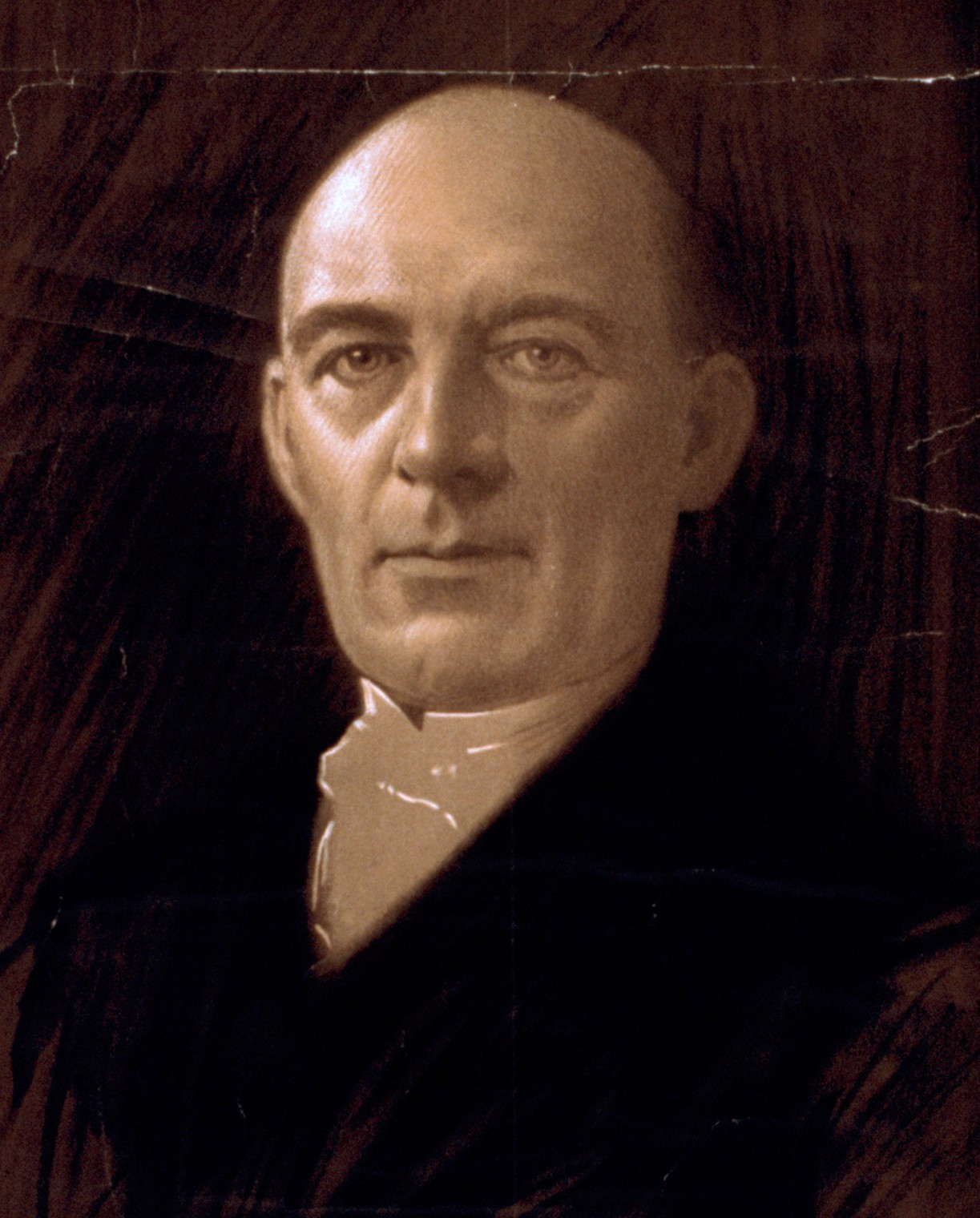
Harry Kellar (1849–1922)

- Kellas, Alexander Mitchell (1868–1921), schottischer Chemiker, Entdeckungsreisender und Bergsteiger
- Kellaway, Cecil (1890–1973), US-amerikanisch-australisch-britischer Schauspieler
- Kellaway, Geoff (* 1986), englisch-walisischer Fußballspieler
- Kellaway, Kate (* 1957), britische Journalistin
- Kellaway, Lucy (* 1959), britische Wirtschaftsjournalistin
- Kellaway, Renna (1934–2024), britische Pianistin und Musikpädagogin
- Kellaway, Roger (* 1939), US-amerikanischer Jazz-Pianist, -Komponist und -Produzent

### Kellb
- Kellberg, Louise (1826–1917), deutsche Opernsängerin (Sopran)

### Kelle
- Kelle Marie (* 1980), britisches Model und Pornodarstellerin
- Kelle, Birgit (* 1975), deutsche Journalistin, Publizistin und feminismuskritische AktivistinBirgit Kelle (* 1975)

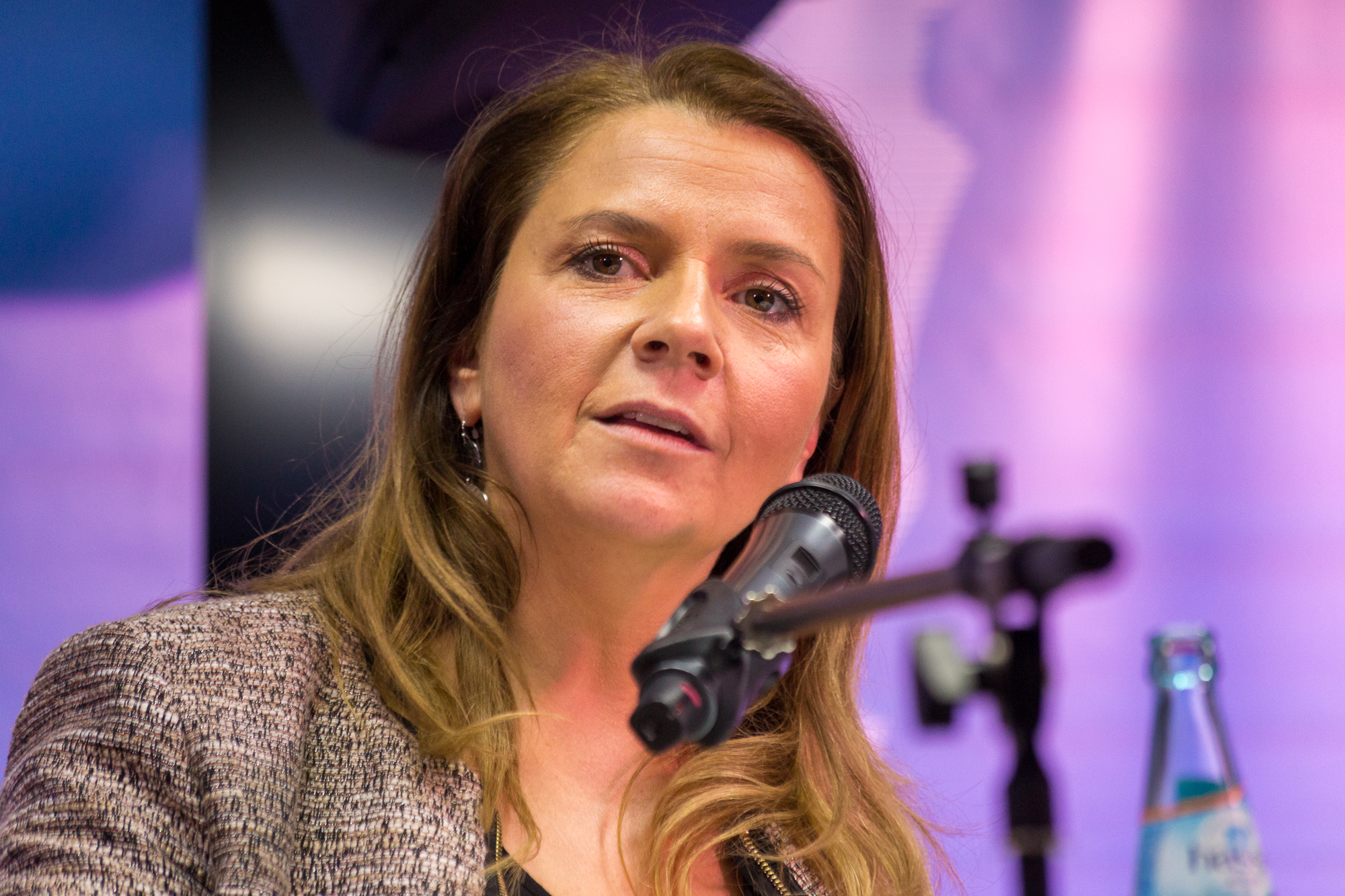
Birgit Kelle (* 1975)

- Kelle, Dirk (* 1967), deutscher Handballspieler
- Kelle, Ernst (1885–1954), deutscher Maler
- Kelle, Helga (* 1961), deutsche Erziehungswissenschaftlerin und Hochschullehrerin
- Kelle, Herbert (1930–2012), deutscher SED-Funktionär in der DDR
- Kelle, Karl Gottfried (1770–1843), evangelischer Theologe, Pfarrer und Autor
- Kelle, Karl-Heinz (* 1941), deutscher Flottillenadmiral der Deutschen Marine
- Kelle, Klaus (* 1959), deutscher Journalist, Publizist und MedienunternehmerKlaus Kelle (* 1959)

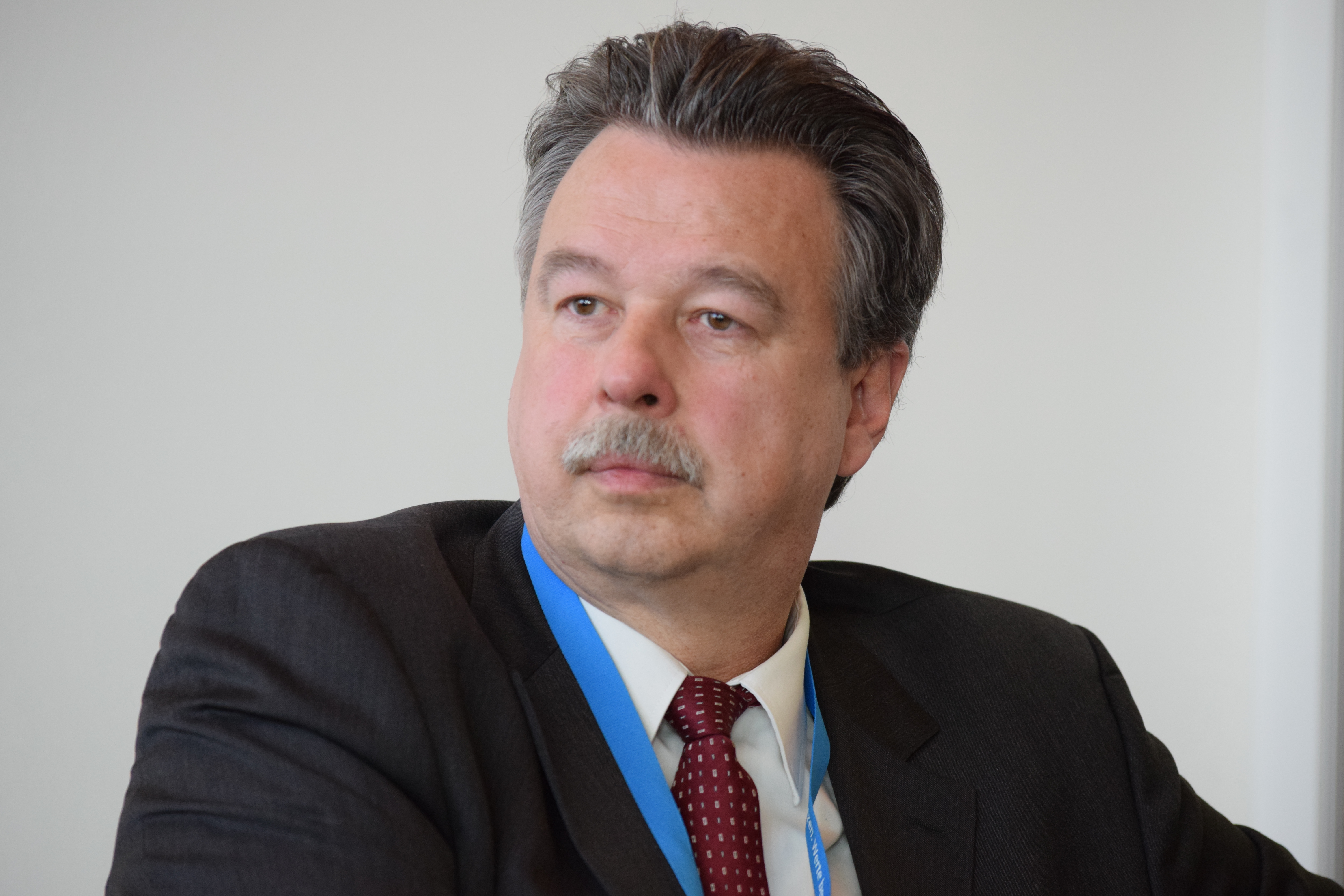
Klaus Kelle (* 1959)

- Kelle, Matthias (* 1982), deutscher Schauspieler
- Kelle, Udo (* 1960), deutscher Soziologe

#### Kellec
- Kelleci, Tufan (* 1993), türkischer Fußballspieler
- Kelleci, Zehra (* 2000), türkische Schauspielerin
- Kelleciyan, Schamram (1870–1955), armenische Chansonsängerin

#### Kelleh
- Kelleher, Billy (* 1968), irischer Politiker (Fianna Fáil)
- Kelleher, Byron (* 1976), neuseeländischer Rugby-Union-Spieler
- Kelleher, Caoimhín (* 1998), irischer Fußballtorwart
- Kelleher, Catherine McArdle (1939–2023), US-amerikanische Politikwissenschaftlerin
- Kelleher, Chris (* 1975), US-amerikanischer Eishockeyspieler
- Kelleher, Colm (* 1957), irisch-britischer Bankmanager
- Kelleher, James (1930–2013), kanadischer Politiker, Unterhausmitglied, Bundesminister, Senator
- Kelleher, Keely (* 1984), US-amerikanische Skirennläuferin
- Kelleher, Louis Francis (1889–1946), US-amerikanischer römisch-katholischer Geistlicher, Weihbischof in Boston
- Kelleher, Robert (1913–2012), US-amerikanischer Tennisspieler, Funktionär und Jurist
- Kelleher, Tim, US-amerikanischer Schauspieler
- Kelleher, Tom (1925–2011), US-amerikanischer Schiedsrichter im American Football
- Kelleher, Tyler (* 1995), US-amerikanischer Eishockeyspieler

#### Kellei
- Kellein, Dieter (* 1940), deutscher Brigadegeneral
- Kellein, Sandra (* 1958), deutsche Schriftstellerin
- Kellein, Thomas (* 1955), deutscher Kunsthistoriker

#### Kellem
- Kellem, Butch (* 1944), amerikanischer Jazzmusiker (Posaune, Gesang)

#### Kellen
- Kellen, Anna-Maria (1918–2017), amerikanische Philanthropin deutscher Herkunft
- Kellen, David van der (1827–1895), niederländischer Historien-, Genre- und Interieurmaler
- Kellen, Henri (1927–1950), luxemburgischer Radrennfahrer
- Kellen, Konrad (1913–2007), deutsch-amerikanischer Politologe und Autor
- Kellen, Stephen M. (1914–2004), deutsch-amerikanischer Bankier
- Kellenbach, Katharina von (* 1960), deutsche evangelische Theologin
- Kellenbenz, Hermann (1913–1990), deutscher Historiker
- Kellenbenz, Reinhold (* 1937), deutscher Fußballspieler
- Kellenberg, Walter Philip (1901–1986), US-amerikanischer Geistlicher
- Kellenberger, Eduard (1920–2004), Schweizer Molekularbiologe
- Kellenberger, Emil (1864–1943), Schweizer Sportschütze
- Kellenberger, Jakob (1793–1873), Schweizer Politiker
- Kellenberger, Jakob (* 1944), Schweizer DiplomatJakob Kellenberger (* 1944)

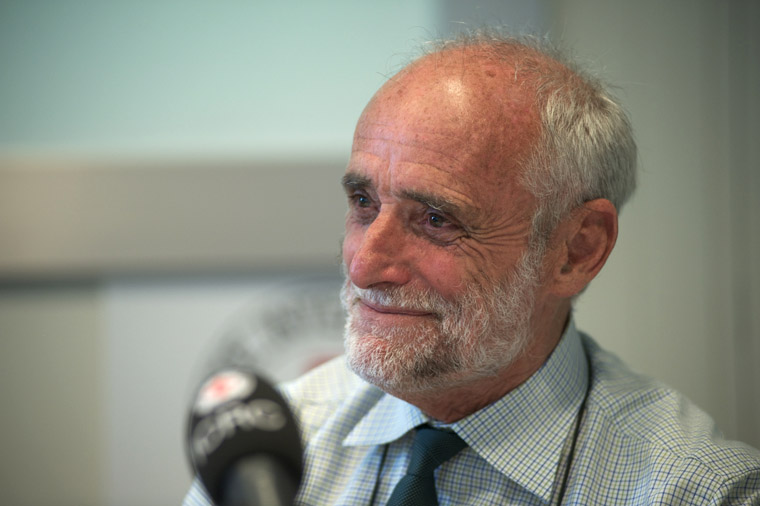
Jakob Kellenberger (* 1944)

- Kellenberger, Konrad (1907–1976), Schweizer Feinmechaniker und Uhrensammler
- Kellenberger, Steve (* 1987), Schweizer Eishockeyspieler
- Kellenberger-Gujer, Grete (1919–2011), Schweizer Molekularbiologin
- Kellendonk, Frans (1951–1990), niederländischer Schriftsteller und Übersetzer
- Kelleners, Helmut (* 1939), deutscher Automobilrennfahrer
- Kelleners, Ralf (* 1968), deutscher Automobilrennfahrer
- Kelleners, Wim (* 1950), niederländischer Radrennfahrer
- Kellens, Christian (1925–2019), belgischer Jazzmusiker
- Kellens, Jean (* 1944), belgischer Iranist

#### Keller

##### Keller J
- Keller Jenny, Tina (1887–1985), Schweizer Ärztin und Psychotherapeutin

##### Keller R
- Keller Rueff, Carlos (1897–1974), Chefideologe der Nationalsozialistischen Bewegung Chiles

##### Keller S
- Keller Stern, Joan (* 1944), US-amerikanische Filmproduzentin und Filmschauspielerin

##### Keller V
- Keller von Schleitheim, Josef (1825–1906), bayerischer General der Infanterie

##### Keller, A – Keller, W

###### Keller, A
- Keller, Aaron (* 1975), japanischer Eishockeyspieler kanadischer Herkunft
- Keller, Aaron (* 1993), deutscher Schauspieler
- Keller, Aaron (* 2004), Schweizer Fussballspieler
- Keller, Adalbert (* 1959), deutscher römisch-katholischer Theologe
- Keller, Adelbert von (1812–1883), deutscher Romanist, Germanist, Übersetzer und Herausgeber
- Keller, Adolf (1813–1891), badischer Generalmajor, nach 1871 preußischer Generalleutnant
- Keller, Adolf (1872–1963), Schweizer evangelisch-reformierter Theologe
- Keller, Adolf (1879–1969), Schweizer Arzt und Naturheilkundler
- Keller, Al (1920–1961), US-amerikanischer Rennfahrer
- Keller, Albert (1885–1962), Schweizer Textilunternehmer, Gemeindepräsident, Kantonsrat und Nationalrat
- Keller, Albert (1932–2010), deutscher Theologe und Philosoph
- Keller, Albert Galloway (1874–1956), US-amerikanischer Soziologe an der Yale University
- Keller, Albert von (1844–1920), deutscher Maler Schweizer Herkunft
- Keller, Alessandra (* 1996), Schweizer MountainbikerinAlessandra Keller (* 1996)

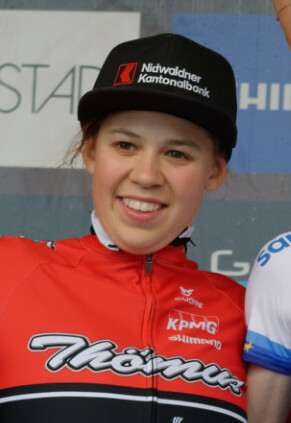
Alessandra Keller (* 1996)

- Keller, Alfred (1875–1945), österreichischer Architekt und Maler
- Keller, Alfred (1882–1974), deutscher Generaloberst der Luftwaffe im Zweiten Weltkrieg
- Keller, Alfred (1902–1955), deutscher Bildhauer, Dermoplastiker, Modellbauer, Taxidermist
- Keller, Alfred (1907–1987), Schweizer Komponist und Dirigent
- Keller, Alice (1896–1992), Schweizer Wirtschaftswissenschaftlerin, Direktorin und Frauenrechtlerin
- Keller, Alice (* 1964), britisch-schweizerische Bibliothekarin
- Keller, Alois (1788–1866), deutscher Maler
- Keller, Alwine von (1878–1965), deutsche Pädagogin und Psychoanalytikerin
- Keller, Andrea (* 1973), australische Jazzmusikerin (Piano, Komposition)
- Keller, Andrea (* 1981), Schweizer Kulturpublizistin und Künstlerin
- Keller, Andreas (* 1958), deutscher Schauspieler
- Keller, Andreas (* 1965), deutscher Hockeyspieler
- Keller, Andreas (* 1965), deutscher Gewerkschafter
- Keller, Andreas (* 1967), deutscher SchlagzeugerAndreas Keller (* 1967)

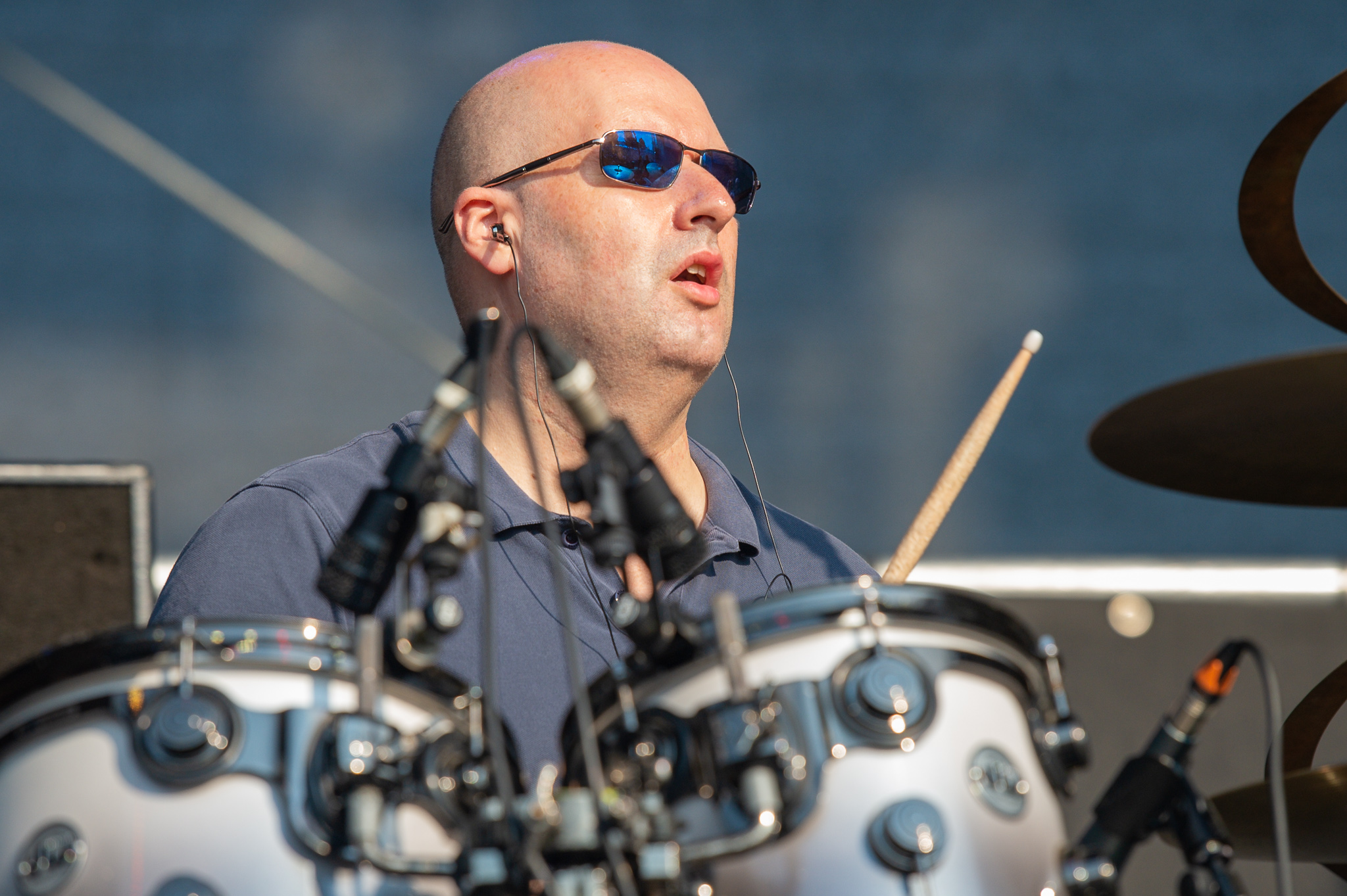
Andreas Keller (* 1967)

- Keller, Anna (1879–1962), Schweizer Lehrerin, Schriftstellerin und Frauenrechtlerin
- Keller, Anton (* 1775), deutscher Maler
- Keller, Anton (1831–1852), Schweizer Maler
- Keller, Anton (1934–2025), Schweizer Politiker (CVP)
- Keller, Anton Leodegar (1673–1752), Schweizer Ratsmitglied, Vogt und Tagsatzungsgesandter
- Keller, Arnold (1841–1934), Schweizer Militär
- Keller, Arnold (1897–1972), deutscher Philologe, Numismatiker und Fachautor
- Keller, Arthur (1868–1934), deutscher Mediziner
- Keller, August (1877–1953), Mitglied des Provinziallandtages der Provinz Hessen-Nassau
- Keller, Augustin (* 1754), Oberbefehlshaber der Armee der Helvetischen Republik
- Keller, Augustin (1805–1883), Schweizer Politiker
- Keller, Axel (* 1977), deutscher Fußballtorwart

###### Keller, B
- Keller, Beat (1598–1663), Bibliothekar des Klosters St. Gallen
- Keller, Beat (* 1958), Schweizer Molekular- und Pflanzenbiologe
- Keller, Beat (* 1966), Schweizer Politiker (CVP)
- Keller, Berndt (* 1946), deutscher Verwaltungswissenschaftler und Volkswirt
- Keller, Bernhard (1608–1660), Abt des Klosters Wettingen
- Keller, Bernhard (* 1962), Schweizer Mathematiker
- Keller, Bernhard (* 1967), deutscher Kameramann
- Keller, Bernhard Jott (* 1950), deutscher Maler
- Keller, Berthold (1927–2012), deutscher Gewerkschafter, Vorsitzende der Gewerkschaft Textil-Bekleidung (1978–1990)
- Keller, Bettina G. (* 1980), Chemikerin und Hochschullehrerin
- Keller, Bill (* 1949), US-amerikanischer Journalist
- Keller, Bruce (* 1960), deutsch-kanadischer Eishockeyspieler und -trainer
- Keller, Burkhard (* 1958), deutscher Handballspieler und -trainer

###### Keller, C
- Keller, Carl Urban (1772–1844), promovierter Jurist, Maler und Kunstliebhaber
- Keller, Carl-Albert (1920–2008), schweizerischer evangelischer Theologe, Missionar, Religionswissenschaftler und Mystikforscher
- Keller, Carsten (* 1939), deutscher Hockeyspieler
- Keller, Catherine (* 1953), US-amerikanische Theologin und Autorin
- Keller, Christian (* 1968), Schweizer Politiker (Grüne)
- Keller, Christian (* 1972), deutscher Schwimmer
- Keller, Christian (* 1978), deutscher FußballfunktionärChristian Keller (* 1978)

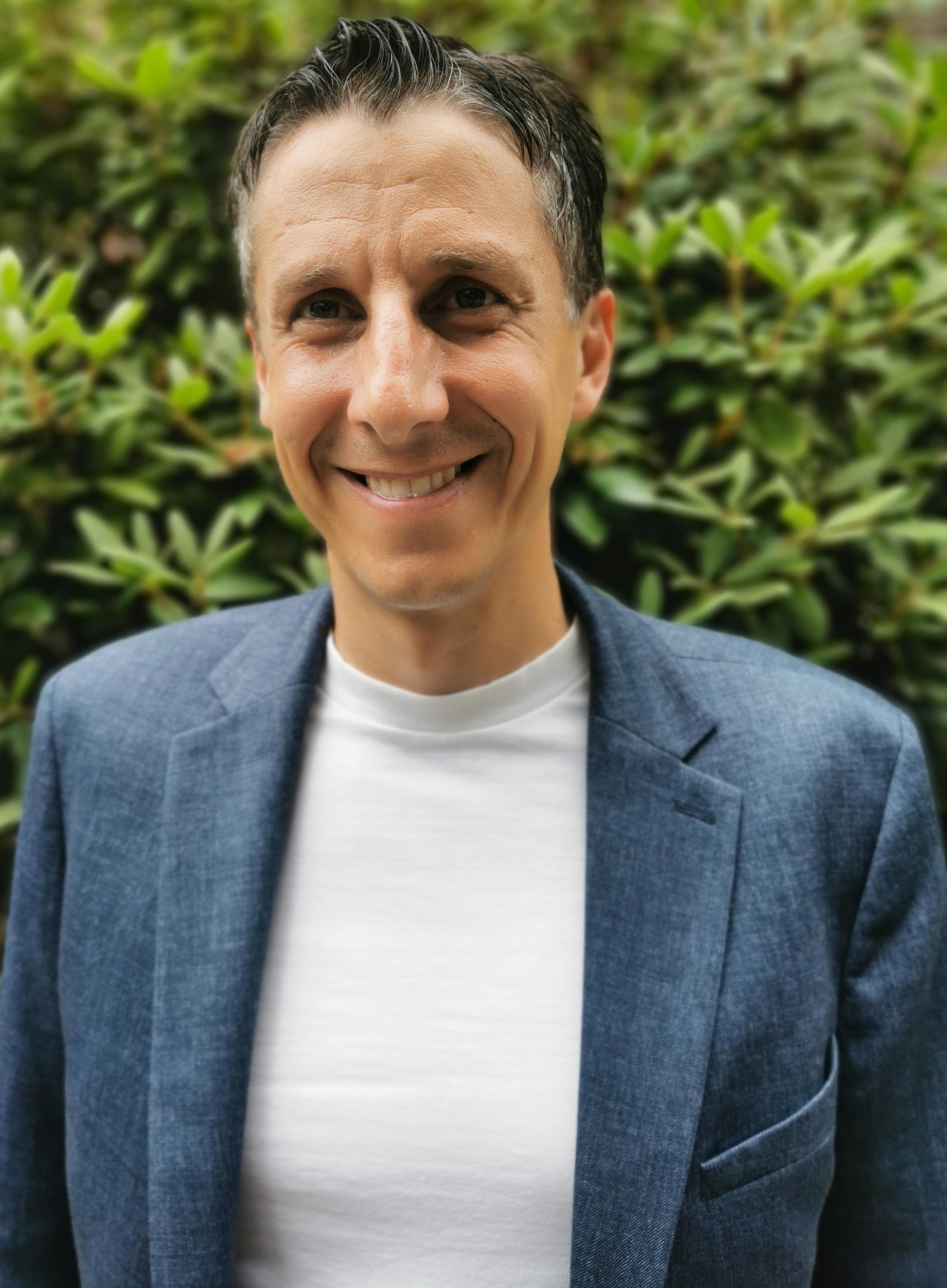
Christian Keller (* 1978)

- Keller, Christine (* 1959), Schweizer Juristin und Nationalrätin
- Keller, Christoph (1940–2015), deutscher, römisch-katholischer Geistlicher und Schriftsteller
- Keller, Christoph (* 1959), Schweizer Journalist, Radioreporter und Schriftsteller
- Keller, Christoph (* 1963), Schweizer Schriftsteller
- Keller, Christoph (* 1967), deutscher Installationskünstler
- Keller, Christoph (* 1969), deutscher Verleger, Hochschulprofessor, Herausgeber, Designer, Kurator und Schnapsbrenner
- Keller, Christoph Dietrich von (1699–1766), deutscher Politiker und Diplomat
- Keller, Christoph J. (* 1959), deutscher Komponist, Pianist, Musikpädagoge und Musikrezensent
- Keller, Christoph von (1757–1827), deutscher Politiker
- Keller, Claudia (* 1944), deutsche Schriftstellerin
- Keller, Claus, deutscher Kirchenlieddichter, der vermutlich reformiert war
- Keller, Clayton (* 1998), US-amerikanischer Eishockeyspieler
- Keller, Conrad (1836–1892), Schweizer Bankdirektor
- Keller, Conrad (1848–1930), Schweizer Zoologe
- Keller, Conrad (1879–1948), deutscher Bildhauer
- Keller, Constantin (1778–1864), österreichischer Ordensgeistlicher, Lehrer und Pomologe
- Keller, Constantin (* 2002), deutscher Schauspieler
- Keller, Cordula (* 1968), deutsche Ruderin
- Keller, Corina (* 1994), Schweizer Unihockeyspielerin
- Keller, Cornelius (1931–1994), deutscher Chemiker
- Keller, Curt (1918–1992), französischer Fußballspieler

###### Keller, D
- Keller, Daniel (* 1986), deutscher Politiker (SPD) und Sportfunktionär
- Keller, Daniel (* 1999), Schweizer Unihockeyspieler
- Keller, David H. (1880–1966), amerikanischer Psychiater und Science-Fiction-Autor
- Keller, Debbie (* 1975), US-amerikanische Fußballspielerin
- Keller, Detlef (* 1959), deutscher Elektronik-Musiker
- Keller, Dieter (1909–1985), deutscher Verleger, Fotograf, Druckereileiter und Kunstsammler
- Keller, Dietmar (* 1942), deutscher Politiker (SED, PDS), MdV, MdB, Minister für Kultur in der DDR
- Keller, Dietrich (* 1943), deutscher Basketballspieler
- Keller, Doris (* 1972), Sportmanagerin und Direktorin der UEFA Women’s EURO 2025

###### Keller, E
- Keller, Eduard (1815–1904), deutscher Violinist, Musikpädagoge und Musikprofessor
- Keller, Eduard (1944–2013), Schweizer Musikverleger
- Keller, Eduard von (1796–1877), deutscher Verwaltungsbeamter
- Keller, Ella (1875–1929), Schweizer Zeichnerin, Entwerferin und Kunsthandwerkerin
- Keller, Emanuela (* 1964), Schweizer Medizinerin und Fachärztin
- Keller, Emil (1878–1965), Schweizer Politiker
- Keller, Emil Wolfgang (1932–2017), deutscher Volkswirt, Unternehmer und Politiker (CDU), MdL, rheinland-pfälzischer Landesminister
- Keller, Erhard (* 1944), deutscher EisschnellläuferErhard Keller (* 1944)

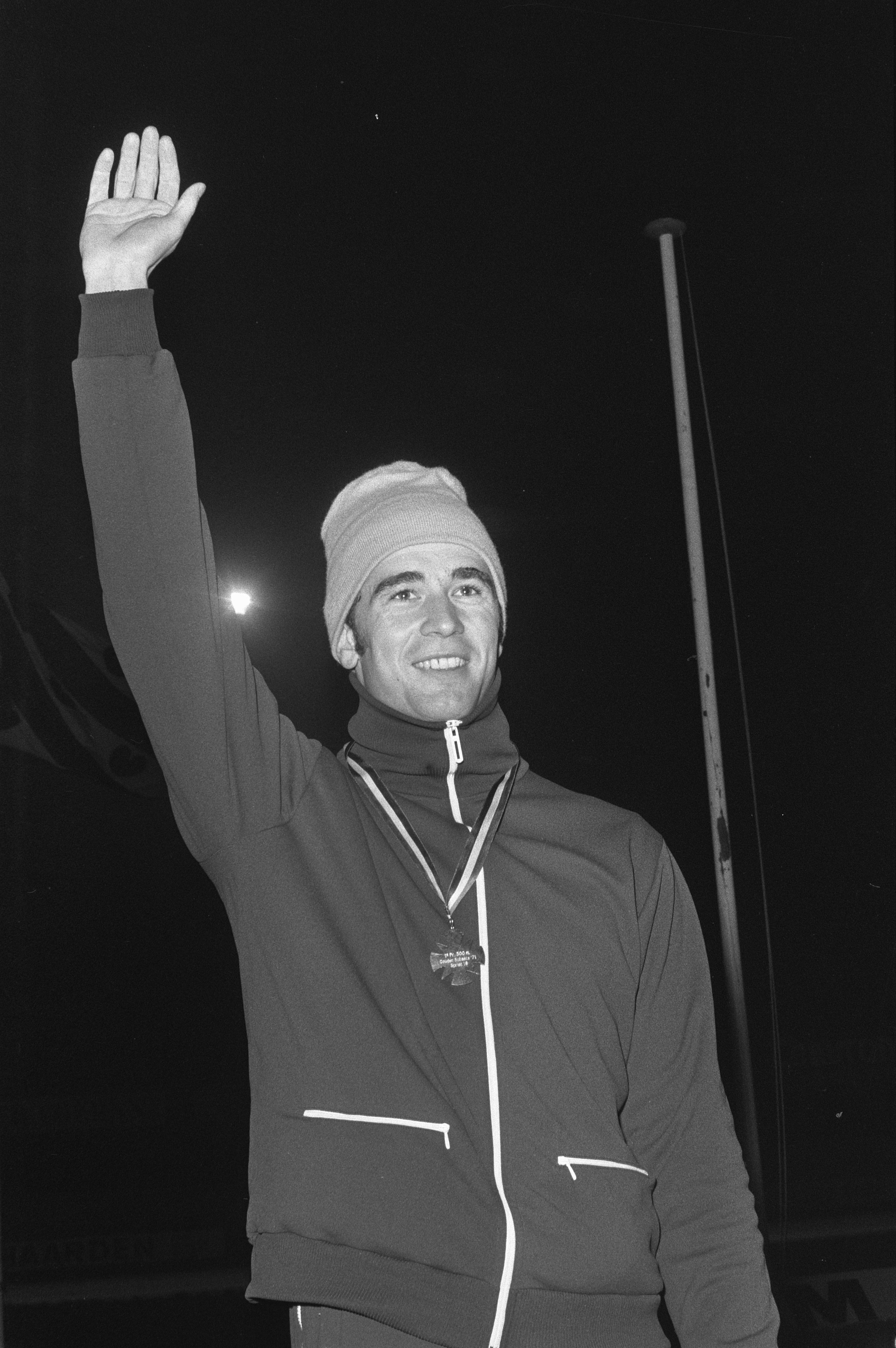
Erhard Keller (* 1944)

- Keller, Erich (1894–1977), deutscher evangelischer Pfarrer, Schulleiter, NSDAP-Mitglied und Gauredner
- Keller, Erich (1918–2010), deutscher Musiker, Komponist und Dirigent
- Keller, Erich (1919–2010), deutscher Maler, Bildhauer und Grafiker
- Keller, Ernst (1891–1968), Schweizer Grafikdesigner, Typograf, Bildhauer, Heraldiker und Lehrer
- Keller, Ernst (1900–1945), deutscher Politiker (NSDAP), MdR
- Keller, Ernst (1900–1963), deutscher Politiker (FDP), MdB
- Keller, Erwin (1905–1971), deutscher Hockeyspieler
- Keller, Erwin (1937–2014), deutscher Archäologe
- Keller, Esther (* 1984), Schweizer Moderatorin, Autorin und Politikerin der Grünliberalen Partei
- Keller, Eugen (1880–1948), Schweizer Theaterdirektor, Schauspieler und Regisseur
- Keller, Eugen (1904–1995), deutscher Maler und Bildhauer
- Keller, Eugen (1925–2020), Schweizer Bauingenieur und Politiker
- Keller, Eugen von (1843–1938), bayerischer Generalleutnant
- Keller, Eva B. (* 1956), Schweizer Politikerin (SP) und Kantonsrätin
- Keller, Eva Maria (* 1948), deutsche Theaterschauspielerin
- Keller, Evelyn Fox (1936–2023), US-amerikanische Philosophin

###### Keller, F
- Keller, Fabienne (* 1959), französische Politikerin, MdEPFabienne Keller (* 1959)

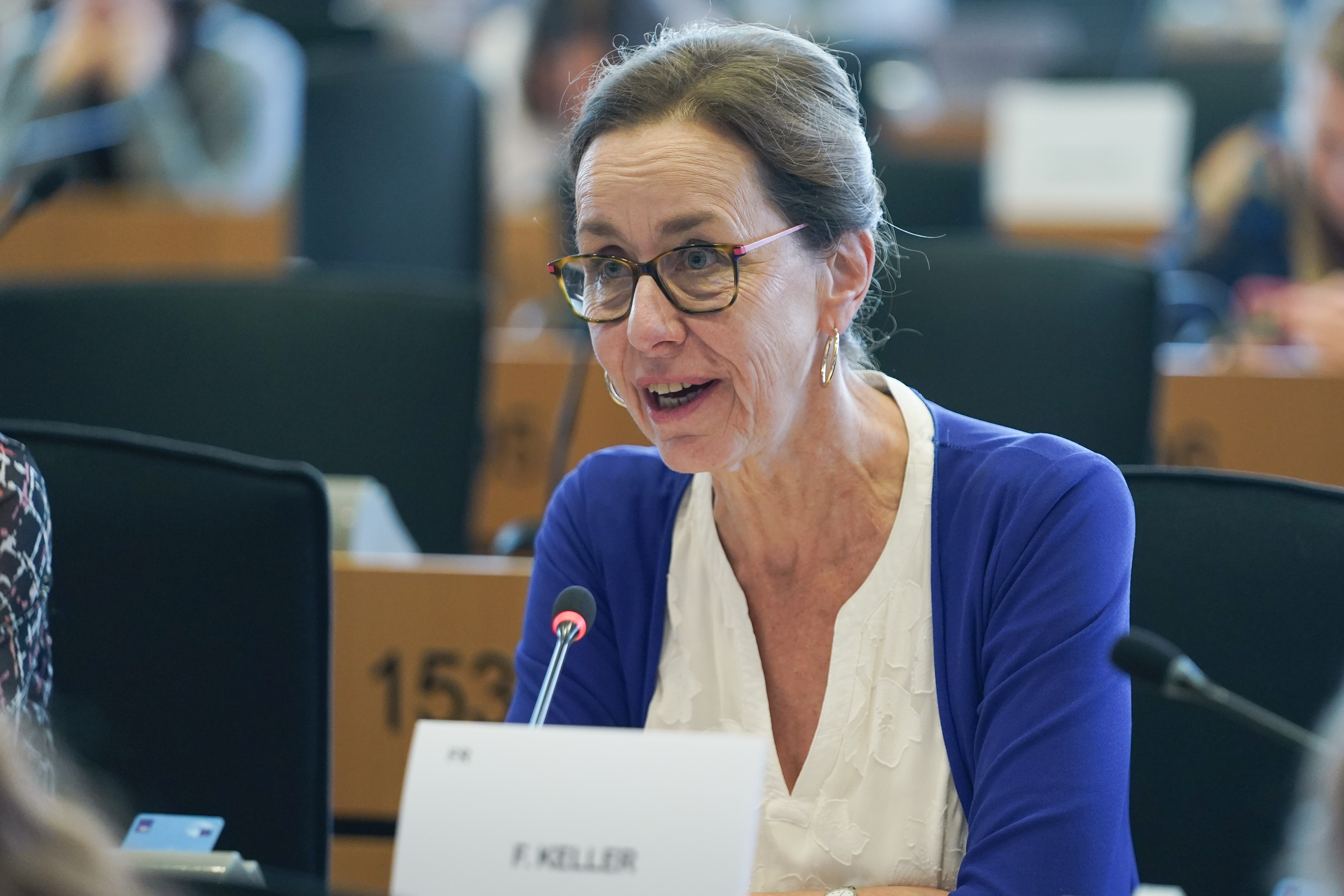
Fabienne Keller (* 1959)

- Keller, Felix (* 1975), Schweizer Politiker (FDP)
- Keller, Ferdinand (1800–1881), Schweizer Archäologe und Altertumsforscher
- Keller, Ferdinand (1842–1922), deutscher Maler und HochschullehrerFerdinand Keller (1842–1922)

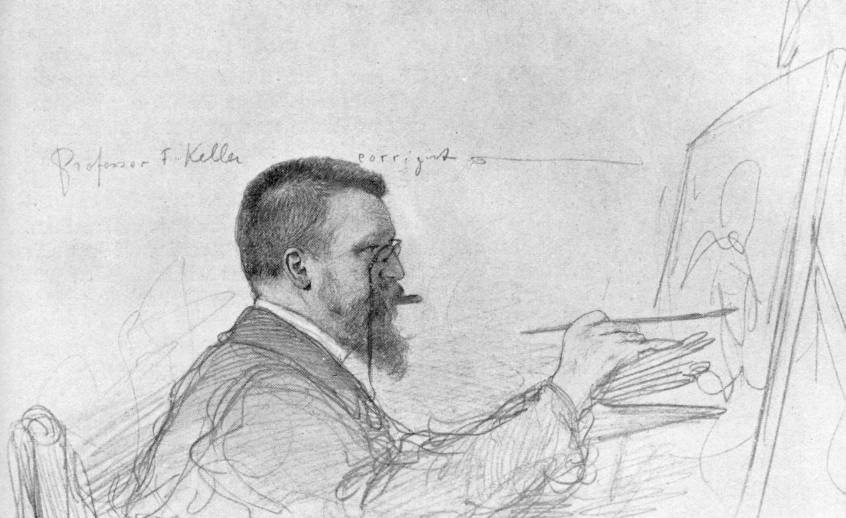
Ferdinand Keller (1842–1922)

- Keller, Ferdinand (1936–2002), deutscher Musikredakteur
- Keller, Ferdinand (1946–2023), deutscher Fußballspieler
- Keller, Fernanda (* 1963), brasilianische Triathletin
- Keller, Florian (* 1976), deutscher Eishockeyspieler
- Keller, Florian (* 1981), deutscher Hockeyspieler
- Keller, Florian (* 1983), Schweizer Politiker
- Keller, François (* 1973), französischer Fußballspieler und -trainer
- Keller, Frank P. (1913–1977), US-amerikanischer Filmeditor
- Keller, Franz (1682–1724), Baumeister der Deutschordensballei Franken
- Keller, Franz (1773–1838), badischer Beamter
- Keller, Franz (1807–1870), deutscher Bauingenieur, badischer Baubeamter und Hochschullehrer
- Keller, Franz (1821–1896), deutscher Kupferstecher und Radierer der Düsseldorfer Schule
- Keller, Franz (1852–1938), deutscher Arzt und schwäbischer Heimatforscher
- Keller, Franz (1873–1944), deutscher Theologe
- Keller, Franz (1913–1991), Schweizer Psychologe
- Keller, Franz (1927–2007), deutscher Winzer und Gastronom
- Keller, Franz (* 1945), deutscher Nordischer Kombinierer und Skispringer
- Keller, Franz (* 1950), deutscher Koch
- Keller, Franz Anton († 1838), badischer Verwaltungsjurist
- Keller, Franz-Emil (1843–1925), deutscher Orgelbauer
- Keller, Fred (* 1965), amerikanischer Politiker der Republikanischen Partei
- Keller, Fredy (* 1967), Schweizer Berufsoffizier (Brigadier)
- Keller, Frieda (1879–1942), verurteilte Kindsmörderin sowie Schneiderin und NäherinFrieda Keller (1879–1942)

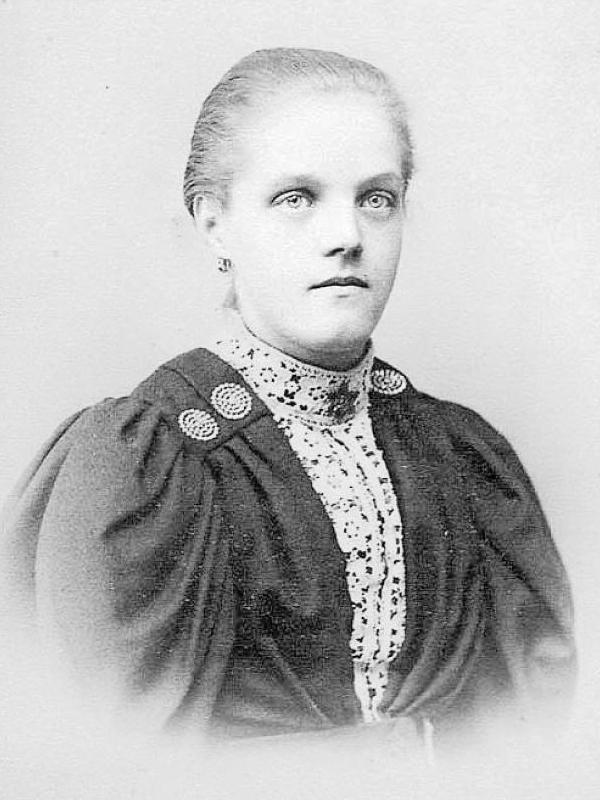
Frieda Keller (1879–1942)

- Keller, Friedrich (1838–1913), deutscher Vizekonsul in der Templerkolonie in Haifa (1878–1908)
- Keller, Friedrich Eduard (1859–1929), deutscher Schriftsteller und Pionier des Wassersports
- Keller, Friedrich Gottlob (1816–1895), deutscher Erfinder
- Keller, Friedrich Ludwig (1799–1860), Schweizer, Preusse, Jurist, Politiker, Akademiker
- Keller, Friedrich von (1840–1914), deutscher Maler
- Keller, Friedrich von (1873–1960), deutscher Diplomat
- Keller, Fritz (1878–1938), österreichischer Architekt
- Keller, Fritz (1891–1943), deutscher Geistlicher und Widerstandskämpfer gegen den Nationalsozialismus
- Keller, Fritz (1913–1985), französischer Fußballspieler
- Keller, Fritz (1915–1994), deutscher Maler
- Keller, Fritz (1950–2023), österreichischer Historiker und Geschichtsarbeiter
- Keller, Fritz (* 1957), deutscher Winzer, Weinhändler, Gastronom, Hotelier und FußballfunktionärFritz Keller (* 1957)

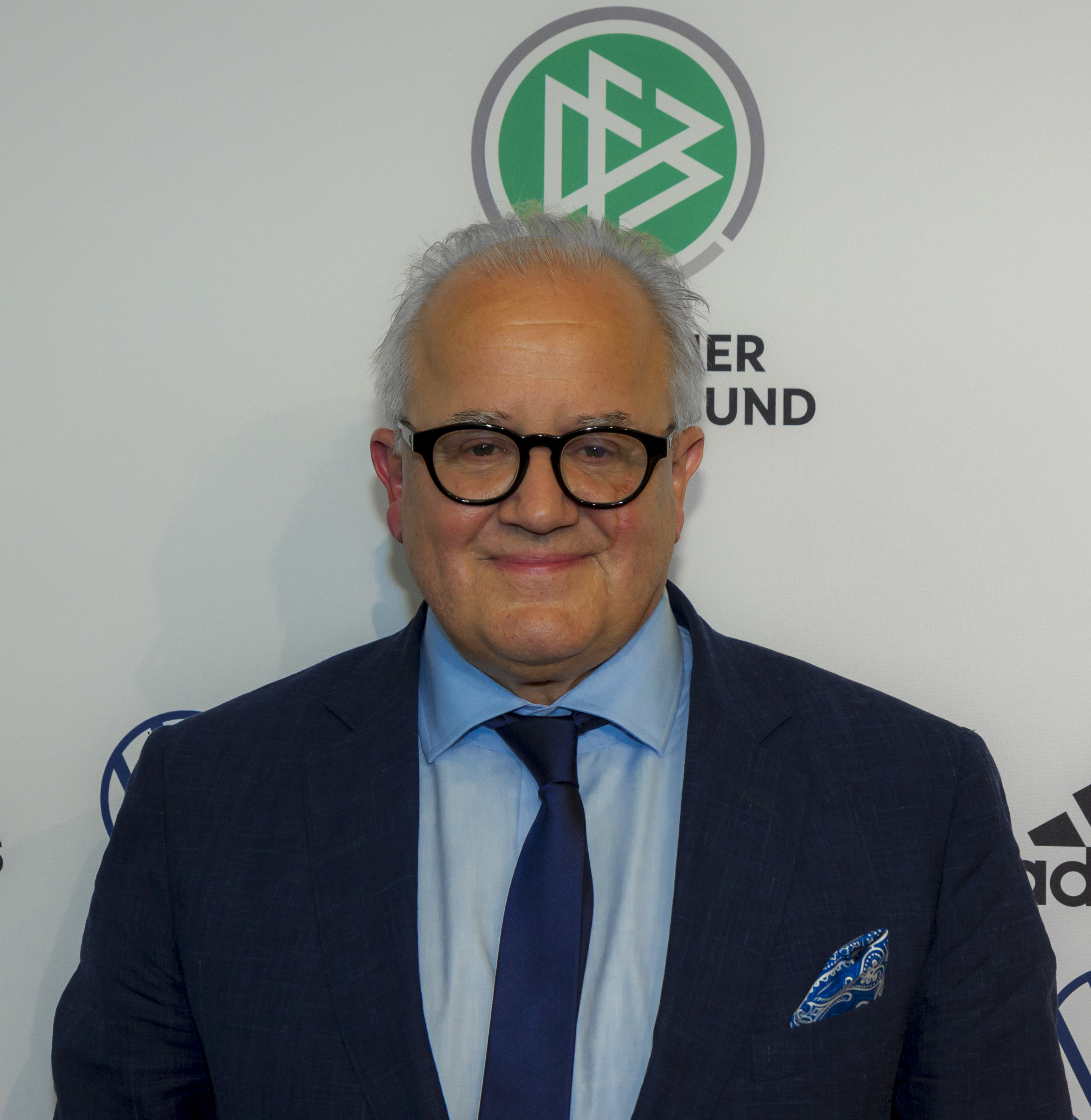
Fritz Keller (* 1957)

- Keller, Fritz von (1850–1923), deutscher Forstmann und Politiker, MdR
- Keller, Fritz-Eugen (1941–2018), deutscher Kunsthistoriker und Bibliothekar

###### Keller, G
- Keller, Gabriela (* 1975), deutsche Investigativreporterin und Autorin
- Keller, Georg (1576–1640), deutscher Kupferstecher, Radierer, Zeichner und Maler
- Keller, Georg (1890–1975), Mitglied des Provinziallandtages der Provinz Hessen-Nassau
- Keller, Georg Heinrich (1624–1702), Württemberger evangelischer Theologe
- Keller, Georges (1930–2022), Schweizer Physiker, Manager und Rektor einer Fachhochschule
- Keller, Georges Frédéric (1899–1981), brasilianisch-schweizerischer Galerist, Kunstsammler und Mäzen
- Keller, Géraldine (* 1966), französische Sängerin (Sopran)
- Keller, Gerard (1829–1899), niederländischer Schriftsteller und Zeitungsredakteur
- Keller, Gerhard (1903–1981), deutscher Geologe und Hochschullehrer
- Keller, Gerhard (1905–1984), deutscher Maler und Kunsterzieher
- Keller, Gerhard auf dem (1604–1675), deutscher Offizier und Stadtkommandant von Bremen
- Keller, Gerta (* 1945), US-amerikanische Geologin und Paläontologin
- Keller, Ginette (1925–2010), französische Komponistin
- Keller, Gottfried († 1704), deutscher Komponist des Barock
- Keller, Gottfried (1819–1890), Schweizer Schriftsteller und DichterGottfried Keller (1819–1890)

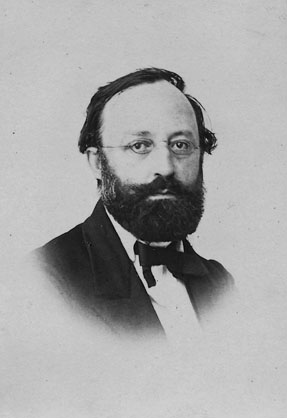
Gottfried Keller (1819–1890)

- Keller, Gottfried (1873–1945), Schweizer Politiker (FDP)
- Keller, Greta (1903–1977), österreichische Chansonsängerin
- Keller, Guido (1892–1929), italienischer Soldat, Publizist, politischer Abenteurer
- Keller, Gustav (1863–1952), Schweizer Kupferdrucker und Topographischer Zeichner
- Keller, Gustav (1867–1932), Schweizer Politiker und Rechtsanwalt
- Keller, Gustav von (1805–1897), preußischer Beamter und Politiker
- Keller, Guy von (1908–2005), Schweizer Diplomat

###### Keller, H
- Keller, Hagen (* 1937), deutscher HistorikerHagen Keller (* 1937)

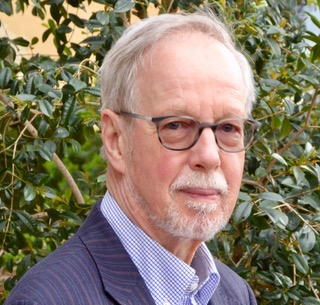
Hagen Keller (* 1937)

- Keller, Hagen (* 1968), deutscher Fotograf, Regisseur und Dozent
- Keller, Hannes (1934–2022), Schweizer Tauch- und Computerpionier sowie Unternehmer
- Keller, Hannes W. (1939–2023), Schweizer Physiker, Unternehmer und Mäzen
- Keller, Hans (* 1898), deutscher Erfinder
- Keller, Hans (1903–1956), deutscher Politiker (NSDAP), Bürgermeister von Detmold
- Keller, Hans (1908–1970), deutscher Völkerrechtler
- Keller, Hans (1908–1999), Schweizer Diplomat
- Keller, Hans (1919–1985), britischer Musiker und Musikwissenschaftler
- Keller, Hans (1920–1992), deutscher Verwaltungsbeamter, Landrat und Regierungspräsident
- Keller, Hans (* 1931), deutscher Eisschnellläufer
- Keller, Hans (* 1959), deutscher Fotograf
- Keller, Hans Heinrich (1922–2012), Schweizer Mathematiker
- Keller, Hans Peter (1915–1989), deutscher Schriftsteller
- Keller, Hans von (1852–1916), preußischer Generalleutnant
- Keller, Hans-Erich (1922–1999), Schweizer Romanist und Mediävist
- Keller, Hans-Ulrich (* 1943), deutscher Astronom
- Keller, Hansruedi (* 1948), Schweizer Radrennfahrer
- Keller, Harald (1903–1989), deutscher Kunsthistoriker
- Keller, Harald (* 1958), deutscher Journalist, Sachbuch- und Romanautor und Fotograf
- Keller, Harry (1913–1987), US-amerikanischer Filmeditor, Filmregisseur und -produzent
- Keller, Heide (1939–2021), deutsche Schauspielerin und Drehbuchautorin
- Keller, Heidi (* 1945), deutsche Entwicklungspsychologin
- Keller, Heinrich (1728–1802), Schweizer Pfarrer und Gehörlosenlehrer
- Keller, Heinrich (1771–1832), Schweizer Bildhauer und Schriftsteller
- Keller, Heinrich (1778–1862), Schweizer Panoramazeichner und Kartograph
- Keller, Heinrich (1826–1890), deutscher Kaufmann, hessischer Politiker und Abgeordneter
- Keller, Heinrich (1918–1990), deutscher Hornist
- Keller, Heinrich (* 1940), österreichischer Jurist und Politiker (SPÖ), Abgeordneter zum Nationalrat, Mitglied des Bundesrates
- Keller, Heinz (1906–1984), Schweizer Konservator
- Keller, Heinz (1917–2014), deutscher Chemiker und Forschungsmanager
- Keller, Heinz (1928–2019), Schweizer Künstler
- Keller, Heinz (* 1942), Schweizer Sportfunktionär und Sportpädagoge
- Keller, Heinz Simon (* 1959), Schweizer Schauspieler und Regisseur
- Keller, Helen (1880–1968), amerikanische SchriftstellerinHelen Keller (1880–1968)

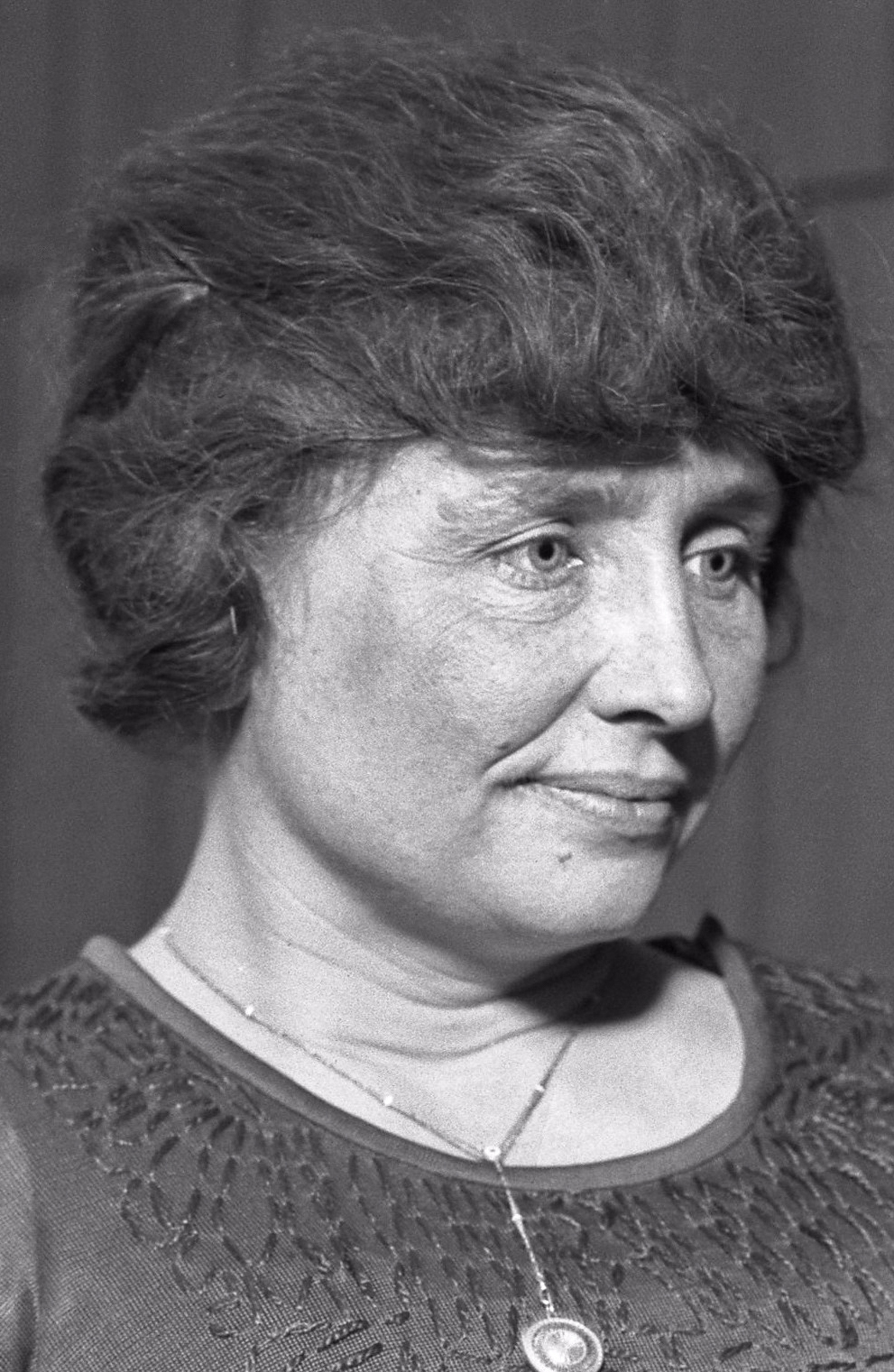
Helen Keller (1880–1968)

- Keller, Helen (* 1964), Schweizer Rechtswissenschafterin
- Keller, Helga (1921–2013), deutsch-israelische Filmeditorin
- Keller, Henry (1869–1949), US-amerikanischer Maler und Kunstlehrer
- Keller, Herbert (1922–1990), deutscher Theaterintendant und Textdichter
- Keller, Herbert (1925–2008), US-amerikanischer Mathematiker
- Keller, Hermann (1851–1924), deutscher Hydrologe
- Keller, Hermann (1885–1967), deutscher evangelischer Kirchenmusiker und Musikwissenschaftler
- Keller, Hermann (1945–2007), Schweizer Politiker (SP)
- Keller, Hermann (1945–2018), deutscher Komponist und Pianist
- Keller, Hermann (* 1993), deutscher Radrennfahrer
- Keller, Hildegard Elisabeth (* 1960), Schweizer Literaturwissenschaftlerin
- Keller, Hiram (1944–1997), US-amerikanischer Bühnen- und Filmschauspieler
- Keller, Holm (* 1967), deutscher Dramaturg, Theaterwissenschaftler und Verwaltungswissenschaftler
- Keller, Homer (1915–1996), US-amerikanischer Komponist und Musikpädagoge
- Keller, Horst Uwe (* 1941), deutscher Astronom und Physiker
- Keller, Hugo (1887–1948), Schweizer Gesangslehrer, Dirigent, Chorleiter und Chorgründer

###### Keller, I
- Keller, Ines (* 1964), sorbische Ethnologin
- Keller, Inge (1923–2017), deutsche SchauspielerinInge Keller (1923–2017)

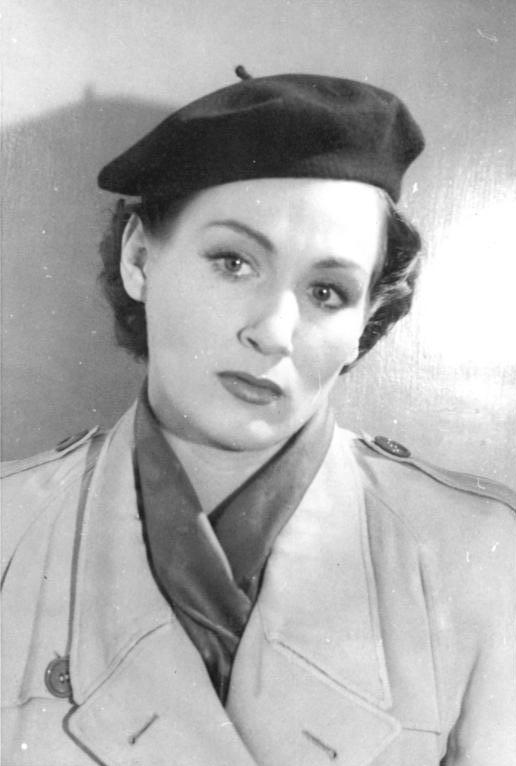
Inge Keller (1923–2017)

- Keller, Irene (* 1950), Schweizer Politikerin der FDP.Die Liberalen (FDP)
- Keller, Isaak (1530–1596), Schweizer Mediziner
- Keller, Isabella (* 1953), Schweizer Weitspringerin und Sprinterin
- Keller, Ivonne (* 1970), deutsche Schriftstellerin

###### Keller, J
- Keller, Jack (1911–1978), US-amerikanischer Hürdenläufer
- Keller, Jack (1942–2003), US-amerikanischer Pokerspieler
- Keller, Jakob (1873–1961), Landtagsabgeordneter Volksstaat Hessen
- Keller, Jan (* 1955), tschechischer Politiker
- Keller, Jan (* 1982), schweizerischer Handballspieler
- Keller, Jan (* 1991), Schweizer Bahn- und Strassenradrennfahrer
- Keller, Jean (1844–1921), deutscher Architekt des Historismus
- Keller, Jean (1905–1990), französischer Mittel- und Langstreckenläufer
- Keller, Jeffrey (* 1989), deutscher Eishockeyspieler und -trainer
- Keller, Jens (* 1970), deutscher Fußballspieler und -trainerJens Keller (* 1970)

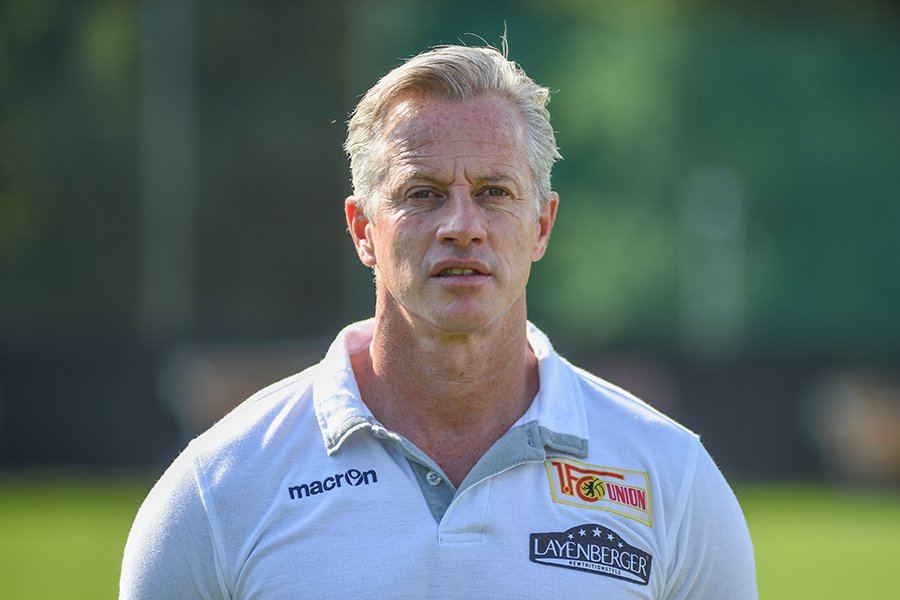
Jens Keller (* 1970)

- Keller, Jerry (* 1937), US-amerikanischer Sänger und Songschreiber
- Keller, Jim, US-amerikanischer Mikroprozessor-Ingenieur
- Keller, Joachim (* 1967), deutscher Fußballspieler
- Keller, Joël (* 1995), Schweizer Fussballspieler
- Keller, Johann (1811–1892), Mitglied des nassauischen Kommunallandtages
- Keller, Johann Balthasar (1638–1702), Schweizer Goldschmied und Kanonengießer
- Keller, Johann Baptist von (1774–1845), deutscher römisch-katholischer Geistlicher, Bischof von Rottenburg
- Keller, Johann Christoph (1732–1801), deutscher Baumeister
- Keller, Johann Evangelist (1824–1910), deutscher Bürgermeister und Politiker (NLP), MdR
- Keller, Johann Georg Wilhelm von (1710–1785), preußischer Generalleutnant, Gouverneur von Stettin
- Keller, Johann Heinrich (1627–1708), schweizerischer Kunstschreiner
- Keller, Johann Jakob (1635–1700), Schweizer Goldschmied und Kanonengießer
- Keller, Johann Jakob (1665–1747), Schweizer Kunstschreiner und Bildhauer
- Keller, Johann Jakob (1823–1903), Industrieller und Politiker
- Keller, Johann Jakob (1847–1914), Schweizer Bierbrauer und Politiker
- Keller, Johann Josef (1870–1926), deutscher Unternehmer und Firmengründer
- Keller, Johann Konrad (* 1944), deutscher Jurist, Verwaltungsbeamter und Politiker (SPD)
- Keller, Johann Michael Claudius (1800–1865), deutscher Komponist und Kirchenmusiker
- Keller, Johann Michael der Jüngere (1721–1794), deutscher Baumeister, Stadtbaumeister in Schwäbisch Gmünd
- Keller, Johann Michael, der Ältere (1687–1735), deutscher Baumeister
- Keller, Johannes (1802–1877), Schweizer Mediziner und Politiker
- Keller, Johannes (* 1968), Schweizer Literaturwissenschafter und Hochschullehrer
- Keller, Johannes Emil (1879–1953), Schweizer Sektengründer
- Keller, Johannes Martin (1766–1829), Landtagsabgeordneter Großherzogtum Hessen
- Keller, Jörg, Schweizer Bildhauer und Bildschnitzer
- Keller, Jörg (* 1938), deutscher Petrologe, Mineraloge, Geochemiker und Vulkanologe
- Keller, Jörg Achim (* 1966), deutscher Jazz-MusikerJörg Achim Keller (* 1966)

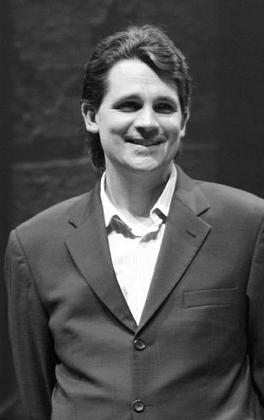
Jörg Achim Keller (* 1966)

- Keller, Josef (* 1861), deutscher Reichsgerichtsrat
- Keller, Josef (1887–1981), deutscher Konditor, Erfinder der Schwarzwälder Kirschtorte
- Keller, Josef (1910–2000), deutscher katholischer Theologe, Historiker, Linguist und Heimatforscher
- Keller, Josef (* 1947), Schweizer Politiker (CVP)
- Keller, Josef (* 1949), deutscher Politiker (CDU), MdL
- Keller, Josefine (* 2003), deutsche Schauspielerin
- Keller, Joseph († 1823), deutscher Maler
- Keller, Joseph (1853–1900), deutscher Politiker
- Keller, Joseph B. (1923–2016), US-amerikanischer Mathematiker
- Keller, Joseph von (1811–1873), deutscher Kupferstecher
- Keller, Judith (* 1946), Schweizer Entwicklungshelferin
- Keller, Judith (* 1961), Schweizer Schauspielerin, Regisseurin, Musikern und Autorin
- Keller, Judith (* 1985), schweizerische Schriftstellerin
- Keller, Julia, US-amerikanische Schriftstellerin, Journalistin und Hochschullehrerin
- Keller, Julius (1847–1911), deutscher Gymnasiallehrer
- Keller, Julius Talbot (1890–1946), deutscher Jurist, Landwirt und expressionistischer Lyriker
- Keller, Justin (* 1986), kanadischer Eishockeyspieler

###### Keller, K
- Keller, Karl (1798–1873), evangelischer Pfarrer und Parlamentarier
- Keller, Karl (1823–1904), deutscher Maler
- Keller, Karl (1839–1928), deutscher Ingenieur, Maschinenbaumechaniker sowie Hochschullehrer
- Keller, Karl (1879–1951), Oberbürgermeister von Gießen
- Keller, Karl (1914–1987), deutscher Arzt und Mundartautor
- Keller, Karl Oskar (1877–1942), deutscher Jurist und Generalstaatsanwalt beim Verwaltungsgerichtshof München
- Keller, Karlheinz (1921–2012), deutscher Jurist, Präsident des Oberlandesgericht Karlsruhe
- Keller, Kasey (* 1969), US-amerikanischer Fußballtorhüter
- Keller, Katharina von (* 1982), deutsche Synchronsprecherin
- Keller, Katja (* 1970), deutsche SchauspielerinKatja Keller (* 1970)

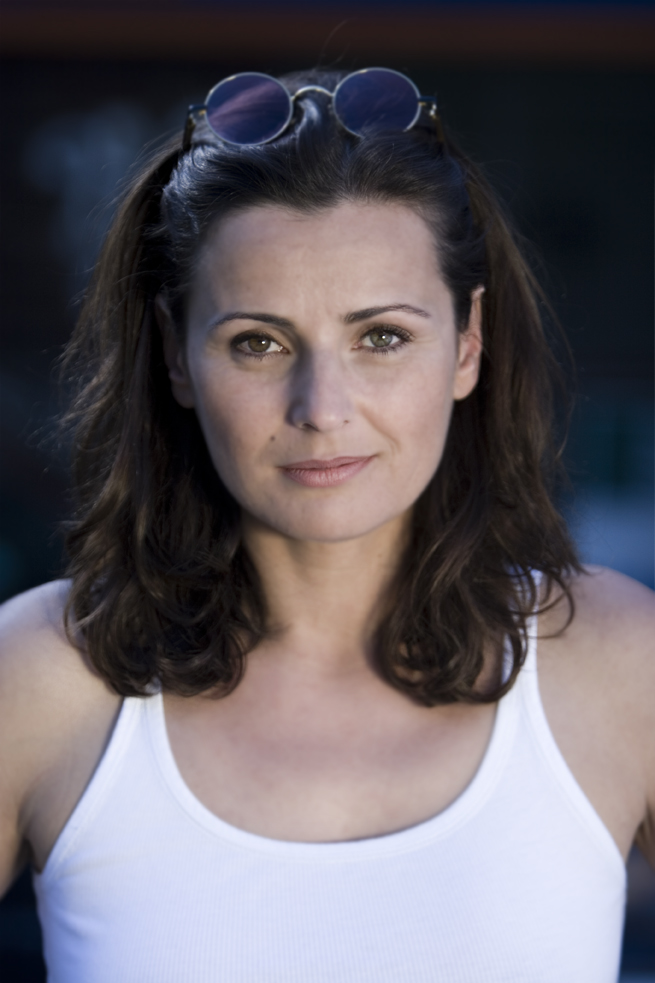
Katja Keller (* 1970)

- Keller, Katrin (* 1962), deutsche Pädagogin und Historikerin
- Keller, Kent E. (1867–1954), US-amerikanischer Politiker
- Keller, Kilian (1839–1908), deutscher Landwirt, Bürgermeister und Politiker (NLP), MdR
- Keller, Kilian (* 1993), deutscher Eishockeyspieler
- Keller, Klaus Heinrich (1938–2018), deutscher Maler
- Keller, Klete (* 1982), US-amerikanischer Schwimmer
- Keller, Konrad (1876–1952), Schweizer Textilunternehmer, Landwirt, Gemeindepräsident, Kantonsrat und Regierungsrat aus dem Kanton Appenzell Ausserrhoden
- Keller, Krista (1931–1988), deutsche Schauspielerin

###### Keller, L
- Keller, Lara (* 1991), Schweizer Fussballspielerin
- Keller, Laurent (* 1961), Schweizer Evolutionsbiologe
- Keller, Lea (* 1990), Schweizer Unihockeyspielerin
- Keller, Leo (1895–1966), österreichischer Architekt
- Keller, Leodegar (1642–1722), Schweizer Landschreiber, Kleinrat und Salzdirektor
- Keller, Leonhard (* 1952), deutscher Landwirt und Senator (Bayern)
- Keller, Lilly (1929–2018), Schweizer Künstlerin
- Keller, Lilo (* 1946), Schweizer Musikerin und Lobpreisleiterin
- Keller, Lina (* 2000), deutsche Schauspielerin
- Keller, Lorose (1932–2016), deutsche Schauspielerin, Sängerin, Schriftstellerin und Malerin
- Keller, Lothar (* 1965), deutscher Journalist und Fernsehmoderator
- Keller, Ludwig (1773–1853), deutscher Politiker und Weingutbesitzer
- Keller, Ludwig (1839–1911), deutscher Jurist und Politiker
- Keller, Ludwig (1849–1915), deutscher Archivar, Freimaurer-Historiker
- Keller, Ludwig (1865–1925), deutscher Historien-, Landschafts-, Marine-, Genre- und Porträtmaler der Düsseldorfer Schule
- Keller, Ludwig (1888–1950), deutscher Politiker (SPD), Mitglied der Stadtverordnetenversammlung von Groß-Berlin
- Keller, Ludwig von (1760–1835), deutscher Politiker
- Keller, Luisa (* 2001), deutsche Volleyballspielerin
- Keller, Luise (* 1984), deutsche Radrennfahrerin
- Keller, Luzius (* 1938), Schweizer Romanist

###### Keller, M
- Keller, Maik (* 1972), deutscher OffizierMaik Keller (* 1972)

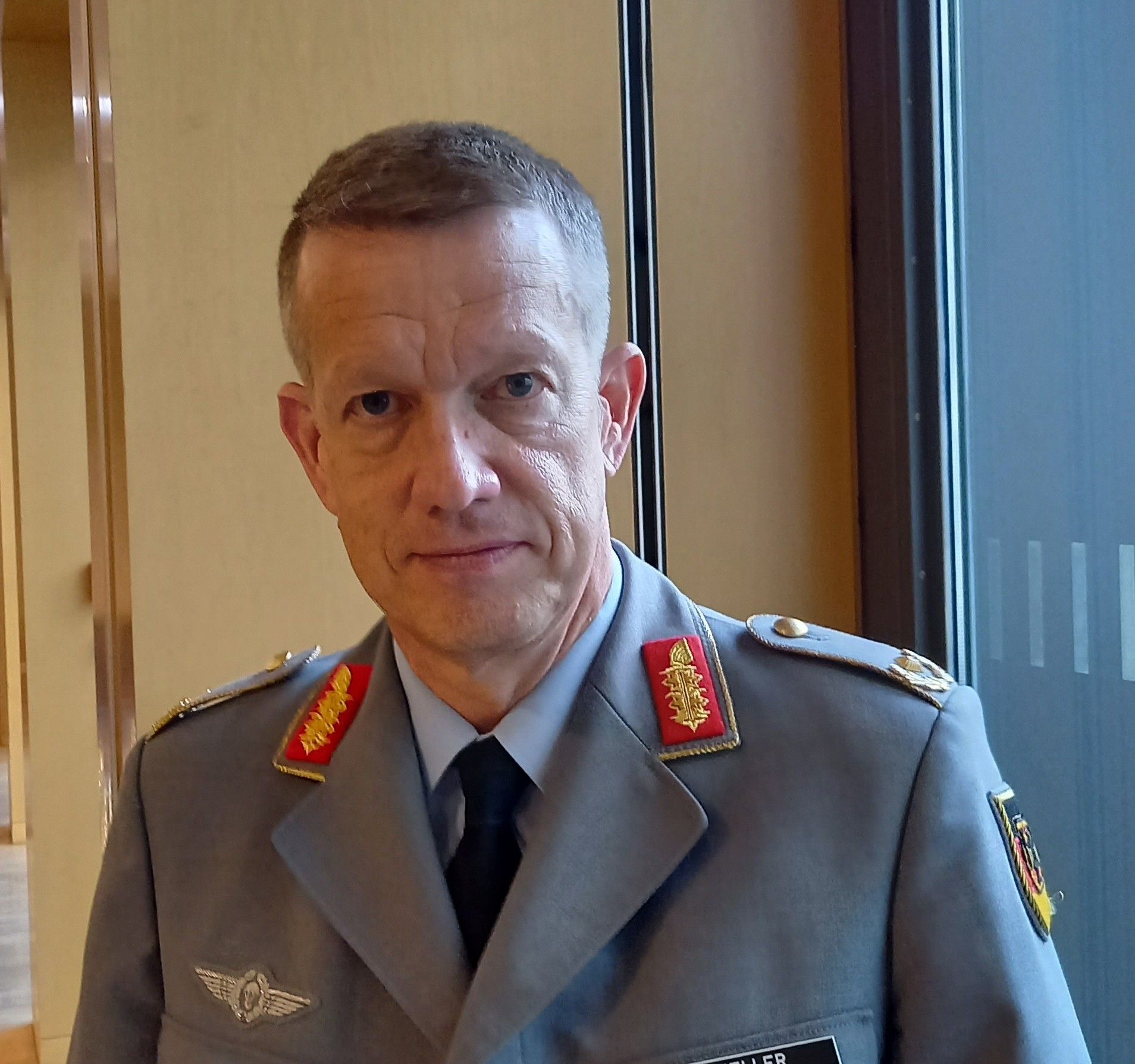
Maik Keller (* 1972)

- Keller, Marc (* 1968), französischer Fußballspieler
- Keller, Marcel (* 1960), deutscher Bühnenbildner und Regisseur
- Keller, Maria (1893–1990), österreichische Sportlerin
- Keller, Maria (1905–1998), deutsche Künstlerin
- Keller, Marion (1910–1998), deutsche Journalistin
- Keller, Mark (* 1965), deutscher Schauspieler und SängerMark Keller (* 1965)

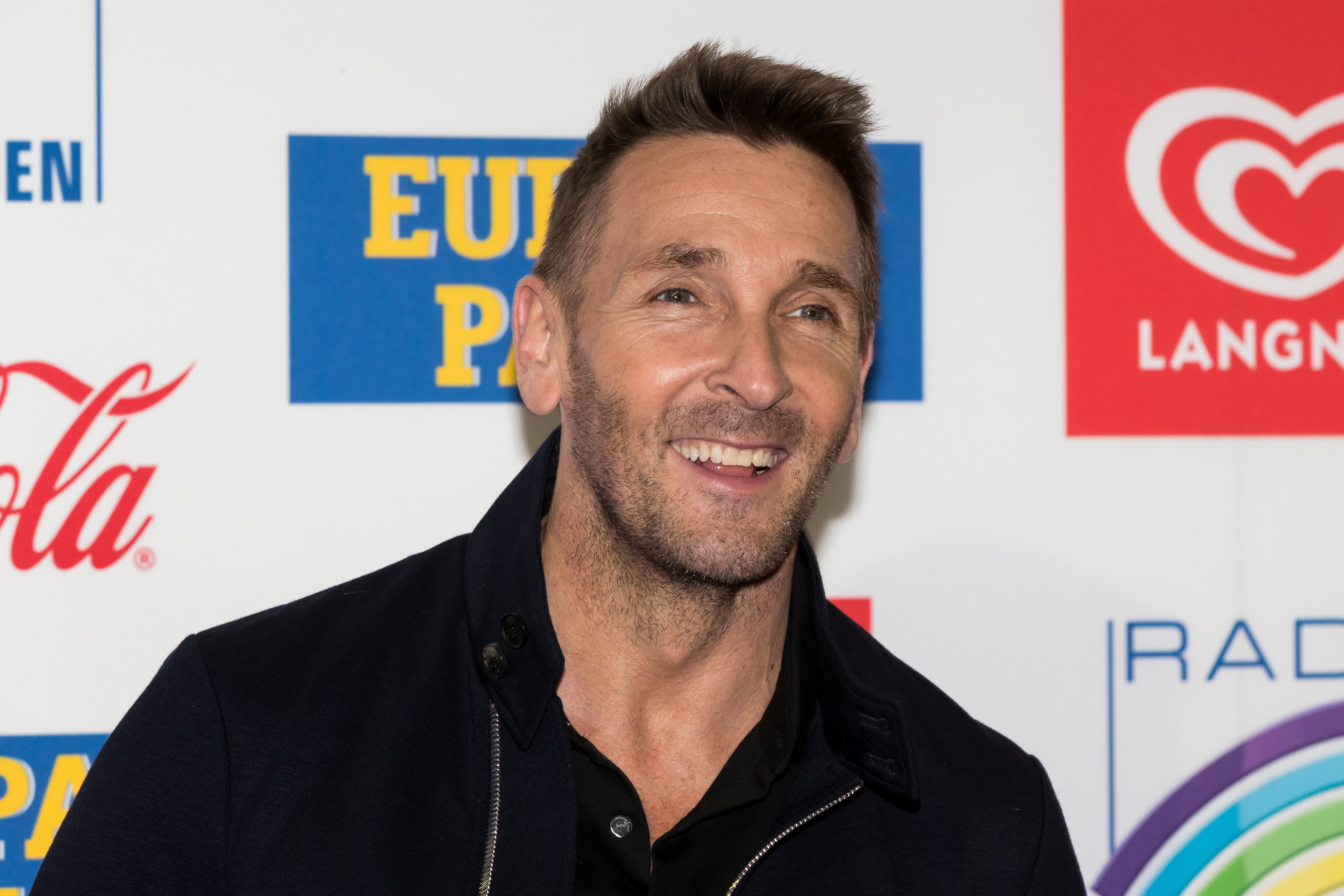
Mark Keller (* 1965)

- Keller, Markus (* 1947), Schweizer Theaterregisseur, -leiter und -autor
- Keller, Markus (* 1966), deutscher Ökotrophologe, Ernährungswissenschaftler und Buchautor
- Keller, Markus (* 1967), Schweizer Triathlet
- Keller, Markus (* 1982), Schweizer Snowboarder
- Keller, Markus (* 1989), deutscher Eishockeytorwart und -funktionär
- Keller, Marthe (* 1945), Schweizer Schauspielerin
- Keller, Martin, deutscher Wissenschaftler
- Keller, Martin (* 1970), Schweizer Agronom
- Keller, Martin (* 1986), deutscher Sprinter
- Keller, Martina (* 1960), deutsche Wissenschaftsjournalistin
- Keller, Marvin (* 2002), Schweizer Fussballtorhüter
- Keller, Mary Kenneth (1913–1985), US-amerikanische Informatikerin
- Keller, Mary Page (* 1961), US-amerikanische Schauspielerin
- Keller, Mathilde von (1853–1945), Hofdame der Kaiserin Auguste Viktoria, Königin von PreußenMathilde von Keller (1853–1945)

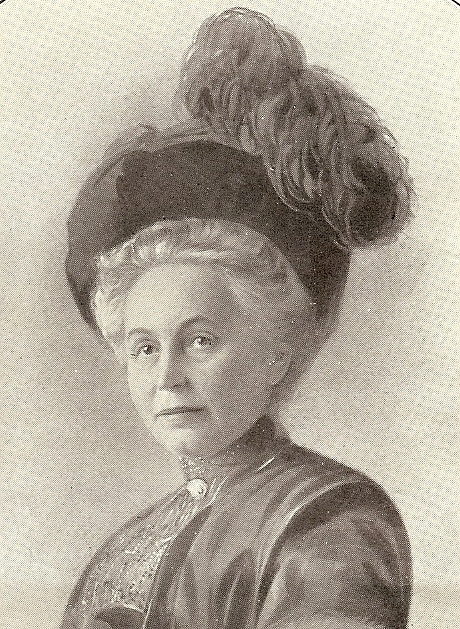
Mathilde von Keller (1853–1945)

- Keller, Matthias (* 1956), deutscher Pianist, Organist, Komponist und Musikjournalist
- Keller, Matthias (* 1963), deutscher Volleyball-Nationalspieler
- Keller, Matthias (* 1970), deutscher Musiker, Sänger und Synchronsprecher
- Keller, Matthias (* 1974), deutscher Fußballspieler
- Keller, Max (1770–1855), deutscher Komponist und Organist
- Keller, Max (1883–1969), deutscher Verwaltungsjurist und Freiburger Bürgermeister
- Keller, Max (1924–2003), Schweizer Sachbuchautor und Rechtswissenschaftler
- Keller, Max (* 1945), Schweizer Lichtdesigner, Dozent und Autor
- Keller, Max E. (* 1947), Schweizer Komponist und Jazz-Pianist
- Keller, Max Leo (1897–1956), Schweizer Ingenieur und Politiker der Frontenbewegung
- Keller, Maximilian (1880–1959), deutscher Maler
- Keller, Megan (* 1996), US-amerikanische Eishockeyspielerin
- Keller, Meinrad (* 1964), Schweizer Berufsoffizier im Range eines Brigadiers
- Keller, Michael, US-amerikanischer Tontechniker
- Keller, Michael (1896–1961), katholischer Geistlicher und Bischof von Münster
- Keller, Michael (* 1949), deutscher Schachkomponist
- Keller, Michael (* 1949), deutscher Politiker (SPD)
- Keller, Michael (* 1963), deutscher Gestalter
- Keller, Michael (* 1971), deutscher Politiker (CDU), MdBB
- Keller, Mitch (* 1973), deutscher Musiker und Singer-Songwriter

###### Keller, N
- Keller, Nadine (* 2000), Schweizer Tennisspielerin
- Keller, Natascha (* 1977), deutsche HockeyspielerinNatascha Keller (* 1977)

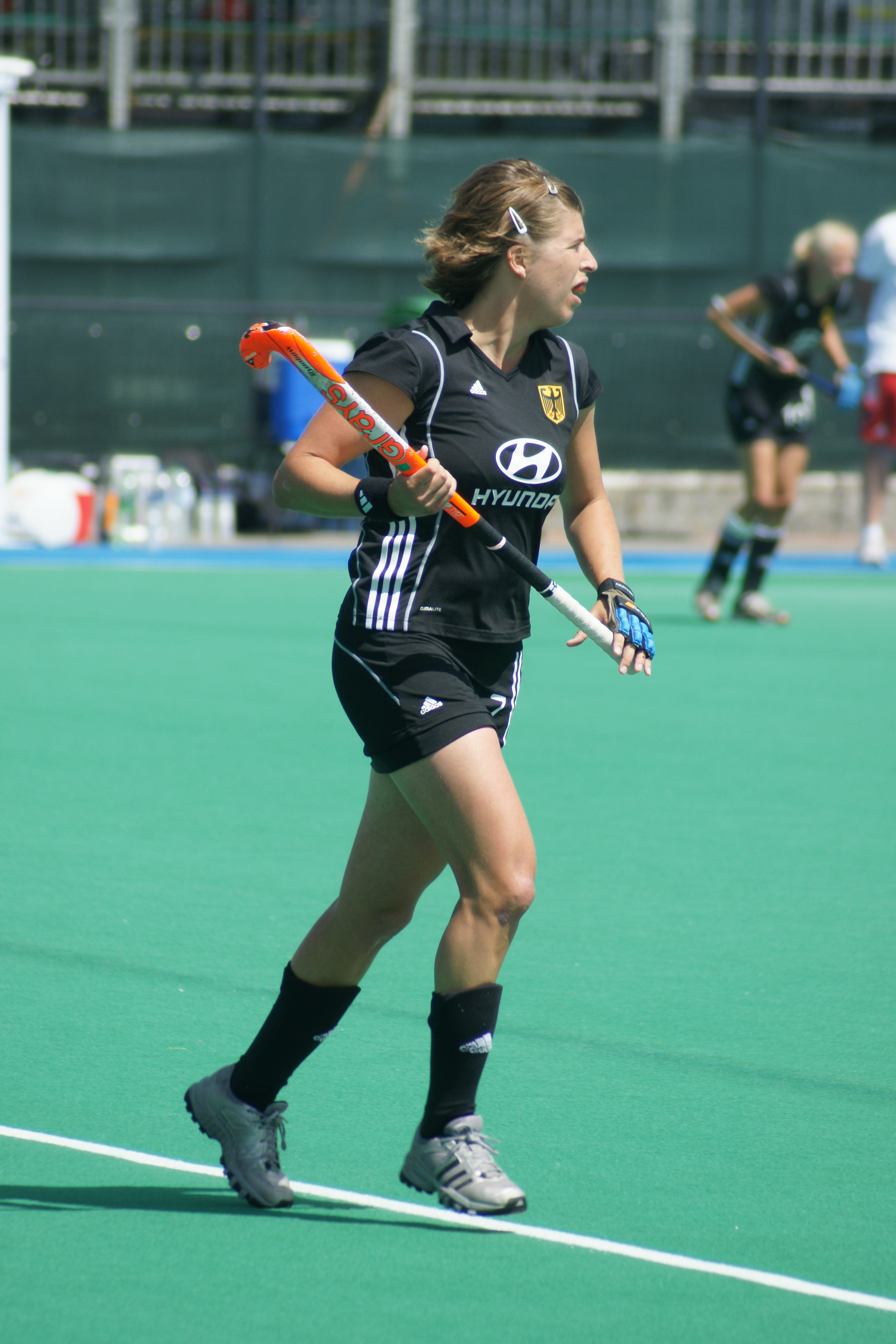
Natascha Keller (* 1977)

- Keller, Nora Okja (* 1965), US-amerikanische Autorin mit teilweiser koreanischer Abstammung
- Keller, Nuh Ha Mim (* 1954), US-amerikanischer Sufi-Sheikh der Tariqa Schadhiliyya

###### Keller, O
- Keller, Olaf (1945–2019), deutscher Fußballtorwart und Fußballtrainer
- Keller, Olivier (* 1971), Schweizer Eishockeyspieler und -funktionär
- Keller, Oscar (1878–1927), US-amerikanischer Politiker
- Keller, Oskar (1877–1959), deutscher Apotheker und Lebensmittelchemiker
- Keller, Oskar (1889–1945), Schweizer Lehrer, Linguist und Mundartforscher
- Keller, Ott-Heinrich (1906–1990), deutscher Mathematiker
- Keller, Otto (1830–1907), deutscher Politiker, MdR
- Keller, Otto (1838–1927), deutscher Klassischer Philologe
- Keller, Otto (1875–1931), schwäbischer Schriftsteller und Komponist
- Keller, Otto (1879–1947), deutscher Politiker (DVP)
- Keller, Otto (1916–2003), Schweizer Politiker (FDP) und Unternehmer
- Keller, Otto (1926–2018), österreichischer Landwirt und Politiker (ÖVP), Abgeordneter zum Nationalrat
- Keller, Otto (1939–2014), deutscher Fußballspieler

###### Keller, P
- Keller, Patrick (* 1991), deutscher SynchronsprecherPatrick Keller (* 1991)

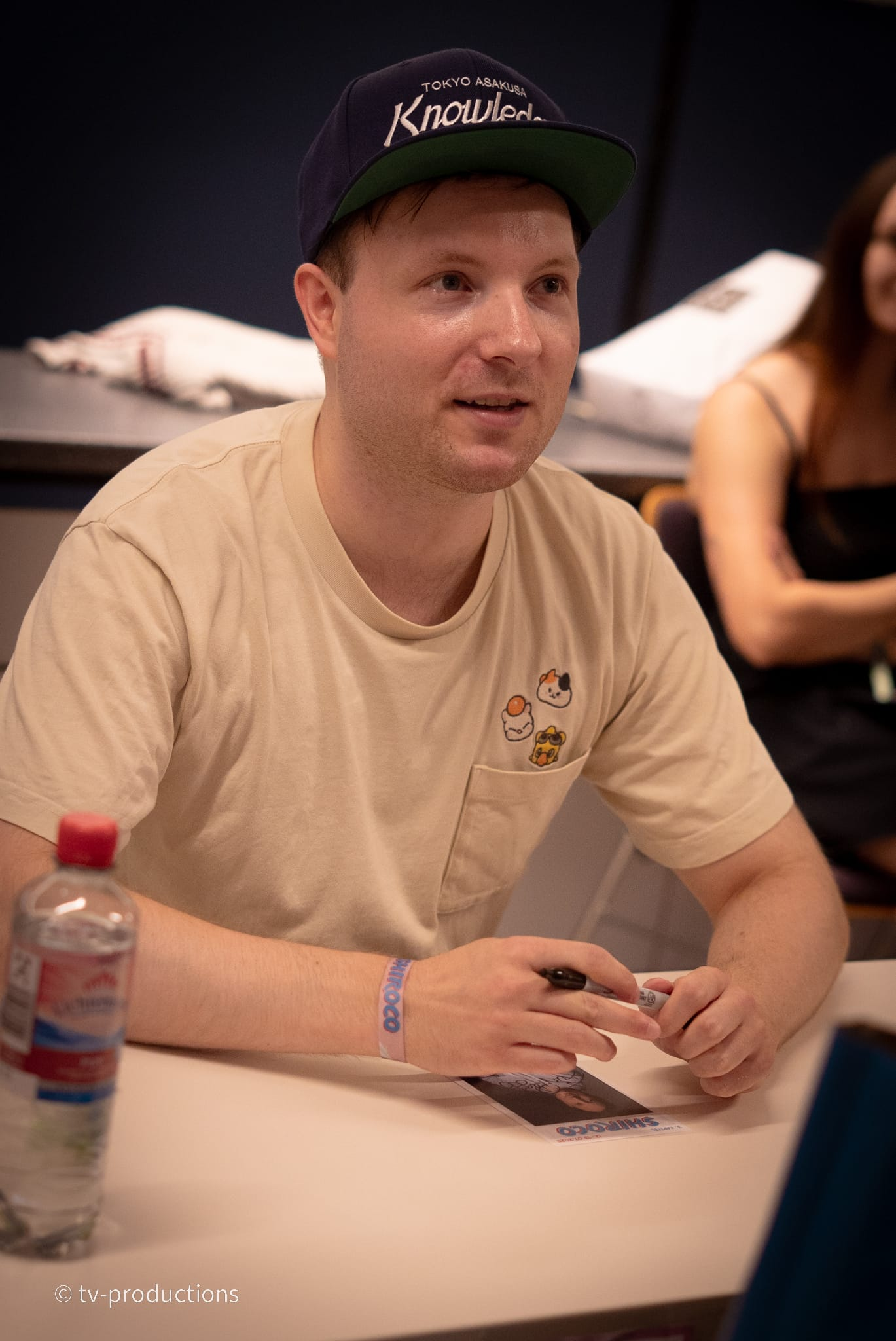
Patrick Keller (* 1991)

- Keller, Paul (1873–1932), schlesischer Publizist und Schriftsteller
- Keller, Paul (1895–1969), deutscher Politiker (GB/BHE, GDP), MdL
- Keller, Paul (1938–1998), Schweizer Automobilrennfahrer
- Keller, Paul (1940–2022), deutscher Mineraloge, Kristallograph sowie Hochschullehrer
- Keller, Paul Anton (1907–1976), österreichischer Schriftsteller
- Keller, Peter (1906–1985), deutscher Politiker (CDU), MdL
- Keller, Peter (1937–2024), deutscher Politiker (CSU), MdB
- Keller, Peter (1954–2014), deutscher Sporthistoriker und Autor
- Keller, Peter (* 1961), deutscher Fußballspieler und -trainer
- Keller, Peter (* 1970), deutscher Musiker
- Keller, Peter (* 1971), Schweizer Journalist, Politiker und Parteifunktionär (SVP)
- Keller, Peter Tico (* 1942), Schweizer Musiker und Elektroingenieur
- Keller, Philipp (1858–1908), deutscher Landwirt und Politiker, MdR
- Keller, Philipp (1891–1973), deutscher Arzt und Schriftsteller
- Keller, Pius (1825–1904), deutscher Augustinermönch

###### Keller, R
- Keller, Rachel (* 1992), US-amerikanische SchauspielerinRachel Keller (* 1992)

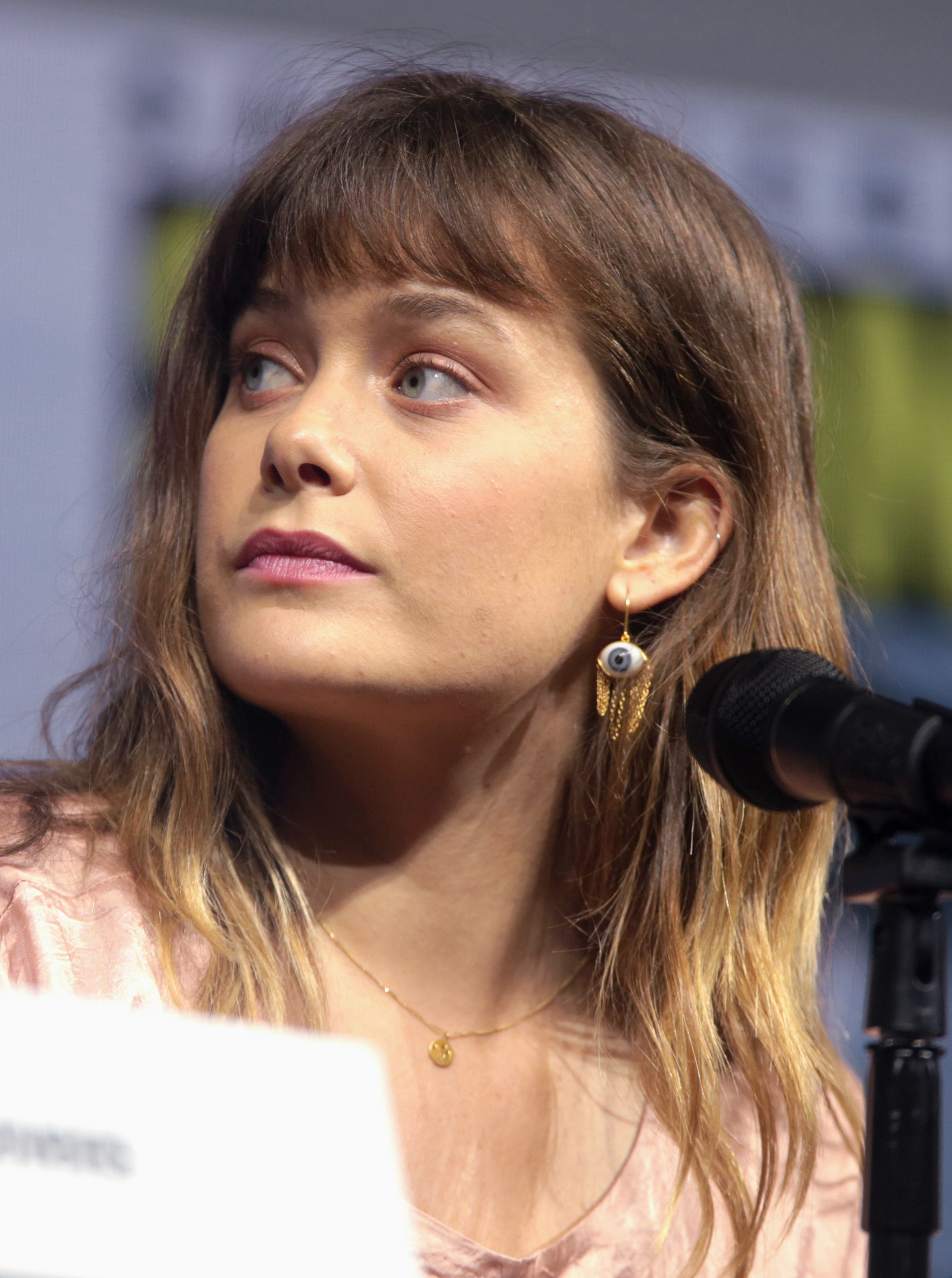
Rachel Keller (* 1992)

- Keller, Rainer (* 1944), deutscher Jurist und Hochschullehrer
- Keller, Rainer (* 1954), deutscher Brigadegeneral
- Keller, Rainer (1965–2022), deutscher Politiker (SPD), MdB
- Keller, Ralf (* 1963), deutscher Radrennfahrer
- Keller, Raphael (* 1973), Schweizer Fußballspieler
- Keller, Regine (* 1957), deutsche Fußballspielerin
- Keller, Regine (* 1962), deutsche Landschaftsarchitektin und Hochschullehrerin
- Keller, Regula (1497–1573), Schweizer Nonne, Buchmeisterin und Priorin
- Keller, Regula N. (* 1970), Schweizer Politikerin (Grüne)
- Keller, Reiner (1921–1995), deutscher Geograph und Hydrologe
- Keller, Reiner (* 1962), deutscher Soziologe
- Keller, Reinhard (* 1945), deutscher Politiker (bis 1993 Deutsche Soziale Union, danach parteilos)
- Keller, Renard, königlich dänischer Oberst und Chef des Leib-Regiments
- Keller, René (1900–2003), Schweizer Jurist und Oberauditor der Militärjustiz
- Keller, René (1914–1997), Schweizer Diplomat
- Keller, Ric (* 1964), US-amerikanischer Politiker
- Keller, Rick (* 1961), amerikanischer Jazzmusiker (Alt-, Tenor- und Sopransaxophon)
- Keller, Robert (1854–1939), Schweizer Lehrer, Rektor und Botaniker
- Keller, Robert (1901–1972), deutscher Widerstandskämpfer gegen den Nationalsozialismus
- Keller, Robert (* 1967), deutscher Jurist
- Keller, Rod (1900–1954), kanadischer Offizier, zuletzt Major-General im Zweiten Weltkrieg
- Keller, Roger (* 1977), Schweizer Basketballspieler
- Keller, Roland (1938–2020), Schweizer Pneumologe
- Keller, Rolf (1916–1987), deutscher Verleger
- Keller, Rolf (1930–1993), Schweizer Architekt
- Keller, Rolf (1935–1998), deutscher Ministerialbeamter
- Keller, Rolf (* 1956), deutscher Historiker
- Keller, Rosemarie (* 1937), Schweizer Schriftstellerin
- Keller, Rudi (* 1942), deutscher Linguist und Germanist
- Keller, Rudolf (1875–1964), US-amerikanischer Biochemiker, Publizist sowie Verleger österreichisch-tschechoslowakischer Herkunft
- Keller, Rudolf (1878–1960), deutscher Verwaltungsbeamter
- Keller, Rudolf (1917–1993), deutscher Schachspieler
- Keller, Rudolf Ernst (1920–2014), Schweizer Germanist
- Keller, Rupprecht von (1910–2003), deutscher Diplomat
- Keller, Ruth (* 1959), Schweizer Turnerin
- Keller, Ryan (* 1984), kanadischer Eishockeyspieler und -trainer

###### Keller, S
- Keller, Sam (* 1966), Schweizer Museumsdirektor
- Keller, Samuel (1856–1924), Schweizer evangelischer Theologe, Evangelist und Schriftsteller
- Keller, Sander (* 1979), niederländischer Fußballspieler
- Keller, Sandra (* 1973), deutsche Schauspielerin
- Keller, Siegbert (1937–2015), deutscher Architekt und Bauökonom
- Keller, Siegmund (1870–1943), deutscher Rechtshistoriker und Bibliothekar
- Keller, Simone (* 1980), Schweizer Pianistin
- Keller, Ska (* 1981), deutsche Politikerin (Bündnis 90/Die Grünen), MdEPSka Keller (* 1981)

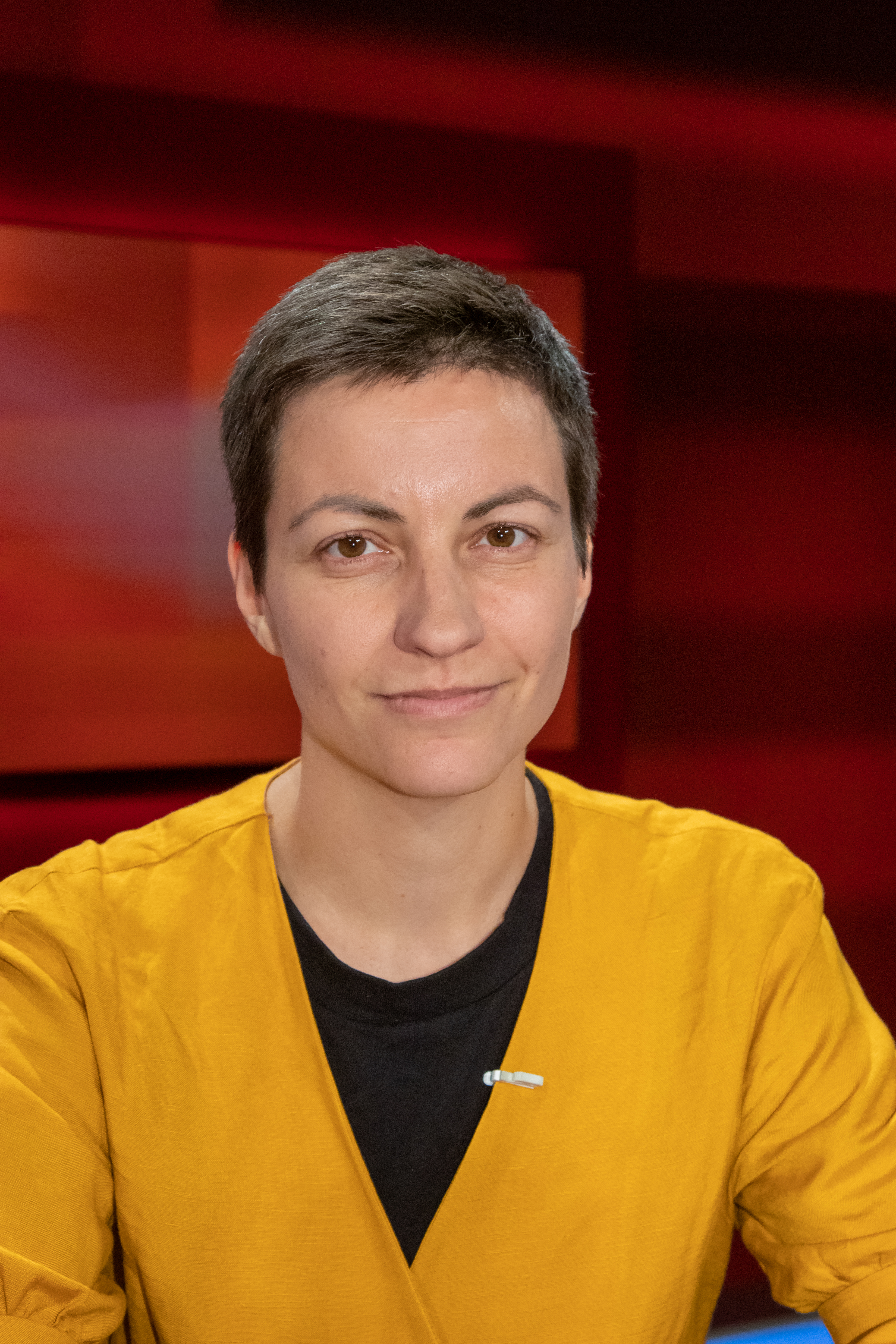
Ska Keller (* 1981)

- Keller, Sonja (* 1984), Schweizer evangelische Theologin
- Keller, Sophie (1850–1929), dänische Opernsängerin und Gesangslehrerin
- Keller, Stefan (* 1958), Schweizer Schriftsteller, Journalist und Historiker
- Keller, Stefan (* 1960), Schweizer Journalist, Autor und Unternehmer
- Keller, Stefan (* 1967), deutscher Schriftsteller und Dozent
- Keller, Stefan (* 1974), Schweizer Komponist
- Keller, Stephan (* 1946), deutscher Diplomat
- Keller, Stephan (* 1970), deutscher Verwaltungsjurist und Politiker (CDU)Stephan Keller (* 1970)

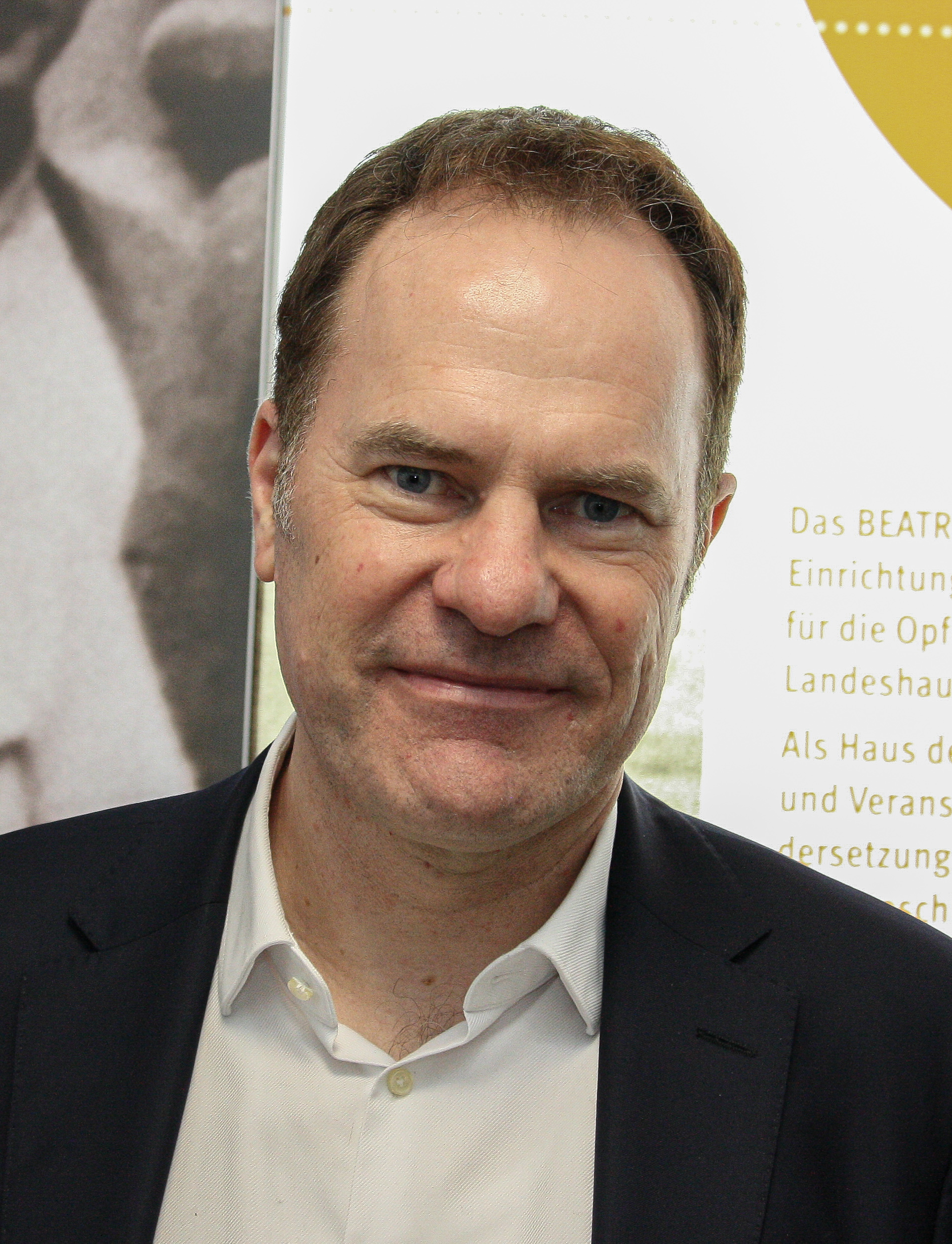
Stephan Keller (* 1970)

- Keller, Stephan (* 1979), Schweizer Fußballspieler
- Keller, Suzanne (1927–2010), österreichisch-amerikanische Soziologin

###### Keller, T
- Keller, Tanja, deutsch-thailändische Schauspielerin, Stuntfrau, Model und Kampfsportlehrerin
- Keller, Theo (1901–1980), Schweizer Ökonom und Hochschulrektor
- Keller, Thomas, deutscher Lokalpolitiker (Parteizugehörigkeit unsicher)
- Keller, Thomas (1922–1995), Schweizer Maler, Grafiker, Kunstpädagoge und Fasnacht-Larven-Gestalter
- Keller, Thomas (1924–1989), Schweizer Ruderer und Sportfunktionär
- Keller, Thomas (* 1954), deutsch-französischer Kulturwissenschaftler
- Keller, Thomas (* 1955), US-amerikanischer Küchenchef, Gastronom und Kochbuchautor
- Keller, Thomas (* 1967), Schweizer Wirtschaftsinformatiker
- Keller, Thomas (* 1999), deutscher Fußballspieler
- Keller, Timothy (1950–2023), US-amerikanischer presbyterianischer Theologe, Pastor, Bestsellerautor und Gründer der Redeemer Presbyterian Church Manhattan und Redeemer City to City
- Keller, Tino (* 1981), deutscher Unternehmer
- Keller, Tobias (* 1964), deutscher Politiker (AfD), MdL
- Keller, Tom (* 1985), Schweizer Filmemacher
- Keller, Tomo (* 1974), deutscher Violinist
- Keller, Tore (1905–1988), schwedischer Fußballspieler

###### Keller, U
- Keller, Udo (1941–2012), deutscher Unternehmer und Ehrensenator der Universität Tübingen
- Keller, Ulrich (* 1944), deutscher Kunsthistoriker und Hochschullehrer
- Keller, Ulrich (* 1969), deutscher Hochschullehrer und Rechtspfleger
- Keller, Urs Peter (* 1945), Schweizer Künstlermanager und Musikproduzent
- Keller, Ursula (* 1940), deutsche Journalistin, Dramaturgin und Autorin
- Keller, Ursula (* 1959), Schweizer Laserphysikerin
- Keller, Ursula (* 1964), deutsche Autorin und Übersetzerin
- Keller, Uwe (* 1962), deutscher Schauspieler

###### Keller, V
- Keller, Verena (* 1942), deutsche Opernsängerin (Mezzosopran)
- Keller, Verena (* 1945), Schweizer Schauspielerin und Schriftstellerin
- Keller, Véréna (* 1952), Schweizer Sozialarbeiterin und Sachliteraturautorin
- Keller, Verena (* 1956), Schweizer Biologin
- Keller, Victor (1760–1827), deutscher Benediktiner
- Keller, Virginia (* 1955), deutsche Fußballspielerin

###### Keller, W
- Keller, Walter (1894–1967), deutscher Pädiater und Hochschullehrer
- Keller, Walter (1901–1994), Schweizer Maler, Zahnarzt und Maschineningenieur
- Keller, Walter (1934–2023), deutscher Verwaltungsjurist
- Keller, Walter (1938–2023), deutscher Zellbiologe und Molekularbiologe
- Keller, Walter (1953–2014), Schweizer Autor, Verleger und Galerist
- Keller, Walter Alvares (1908–1965), Schweizer Schriftsteller
- Keller, Walther (1869–1952), deutscher Verleger
- Keller, Werner (1909–1980), deutscher Journalist und Sachbuchautor
- Keller, Werner (1930–2018), deutscher Germanist und Literaturwissenschaftler
- Keller, Werner (1934–2020), Schweizer Klarinettist des Traditional Jazz und Unternehmer
- Keller, Wilfried (1918–1991), deutscher Politiker (GB/BHE), MdL, MdB
- Keller, Wilhelm (1823–1888), Schweizer Architekt
- Keller, Wilhelm (1866–1941), österreichisch-böhmischer Politiker (Deutsche Fortschrittspartei) und Industrieller
- Keller, Wilhelm (1909–1987), Schweizer Philosoph
- Keller, Wilhelm (1920–2008), österreichischer Komponist, Musiker und Autor
- Keller, Willi (* 1942), Schweizer Bauernmaler
- Keller, Willi (* 1944), Schweizer Maler und Fotograf
- Keller, Willy, deutscher Radrennfahrer
- Keller, Willy (1900–1979), deutscher Theaterregisseur, Journalist und Übersetzer
- Keller, Wolfgang (1873–1943), deutscher Literaturwissenschaftler und Neuphilologe

##### Keller-

###### Keller-E
- Keller-Engels, Veronika (* 1972), deutsche Juristin, Präsidentin des Bundesamtes für JustizVeronika Keller-Engels (* 1972)

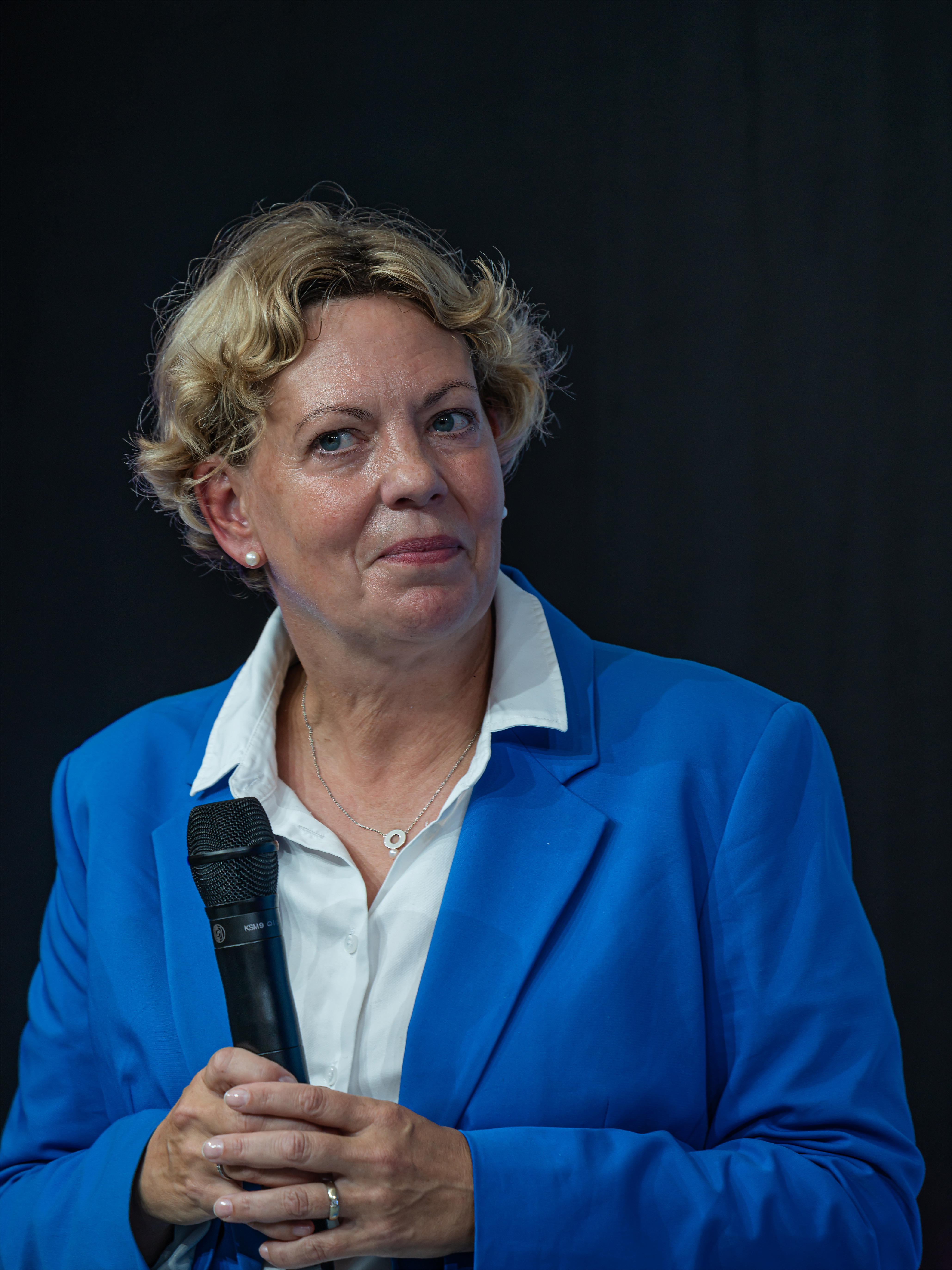
Veronika Keller-Engels (* 1972)

###### Keller-H
- Keller-Hämmerle, Jasmine (* 1966), österreichische Triathletin
- Keller-Hermann, Marie (1868–1952), österreichische Malerin
- Keller-Herrmann, Edith (1921–2010), deutsche Schachspielerin

###### Keller-I
- Keller-Inhelder, Barbara (* 1968), Schweizer Politikerin (SVP)

###### Keller-J
- Keller-Jordan, Henriette (1835–1909), deutsche Schriftstellerin

###### Keller-K
- Keller-Kühne, Josef W. (1902–1991), deutscher Maler, Zeichner und Grafiker

###### Keller-L
- Keller-Leuzinger, Franz (1835–1890), deutscher Ingenieur, Forschungsreisender, Kartograph, Maler, Illustrator, Kunstgewerbler und Schriftsteller

###### Keller-M
- Keller-Messahli, Saïda (* 1957), tunesisch-schweizerische Romanistin und islamische Menschenrechtsaktivistin

###### Keller-N
- Keller-Nebri, Kurt (1874–1946), Film- und Theaterschauspieler

###### Keller-R
- Keller-Reutlingen, Paul Wilhelm (1854–1920), deutscher Landschafts- und Genremaler

###### Keller-S
- Keller-Schneider, Manuela (* 1959), Schweizer Erziehungswissenschaftlerin
- Keller-Sutter, Karin (* 1963), Schweizer Politikerin (FDP)Karin Keller-Sutter (* 1963)

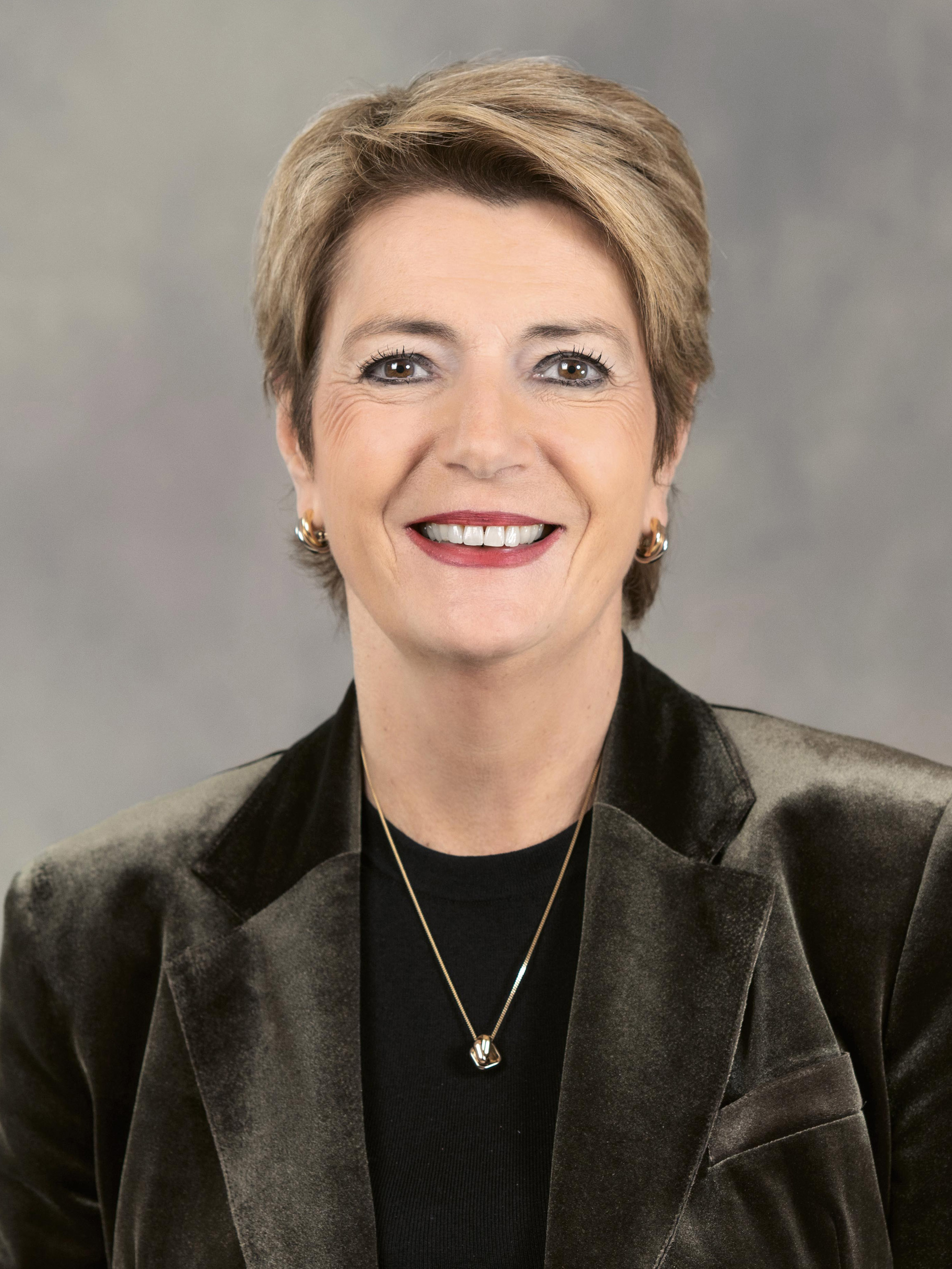
Karin Keller-Sutter (* 1963)

###### Keller-T
- Keller-Tarnuzzer, Karl (1891–1973), Schweizer Lehrer und Archäologe

###### Keller-W
- Keller-Wossidlo, Harriet (* 1948), deutsch-schweizerische Fachärztin für Lungen- und Bronchialheilkunde sowie für Pneumologie

##### Kellerb
- Kellerbauer, Barbara (* 1943), deutsche Chansonsängerin
- Kellerbauer, Theodor Norbert (1839–1918), deutscher Feuerwehrfunktionär

##### Kellere
- Kellerer, Albrecht (1935–2022), deutscher Physiker, Strahlenbiologe und Professor
- Kellerer, Hans (1902–1976), deutscher Statistiker
- Kellerer, Hans-Georg (1934–2005), deutscher Mathematiker
- Kellerer, Josef (* 1946), deutscher Kommunalpolitiker (CSU)
- Kellerer, Julian (* 1989), österreichischer Leichtathlet
- Kellerer, Monika (* 1960), deutsche Wissenschaftlerin, Fachärztin und Professorin für Innere Medizin
- Kellerer, Sidonie (* 1978), deutsch-französische Philosophin

##### Kellerh
- Kellerhals, Arnold (1905–1975), Schweizer Justizvollzugsbeamter
- Kellerhals, Erich (1939–2017), deutscher Unternehmer
- Kellerhals, Hans (1897–1966), Schweizer Justizvollzugsbeamter
- Kellerhals, Otto (1870–1945), Schweizer Justizvollzugsbeamter
- Kellerhals, Otto (1901–1990), Schweizer Staatsbeamter
- Kellerhals, Rudolf (1898–1960), Schweizer Jurist
- Kellerhals, Ruth (* 1957), Schweizer Mathematikerin
- Kellerhoff, Sven Felix (* 1971), deutscher Historiker, Journalist und Sachbuchautor
- Kellerhoven, Joseph (1789–1849), deutscher Maler
- Kellerhoven, Moritz (1758–1830), deutscher Maler

##### Kellerm
- Kellerman Reed, Ivy (1877–1968), US-amerikanische Esperantistin
- Kellerman, Annette (1886–1975), australische Schwimmerin und SchauspielerinAnnette Kellerman (1886–1975)

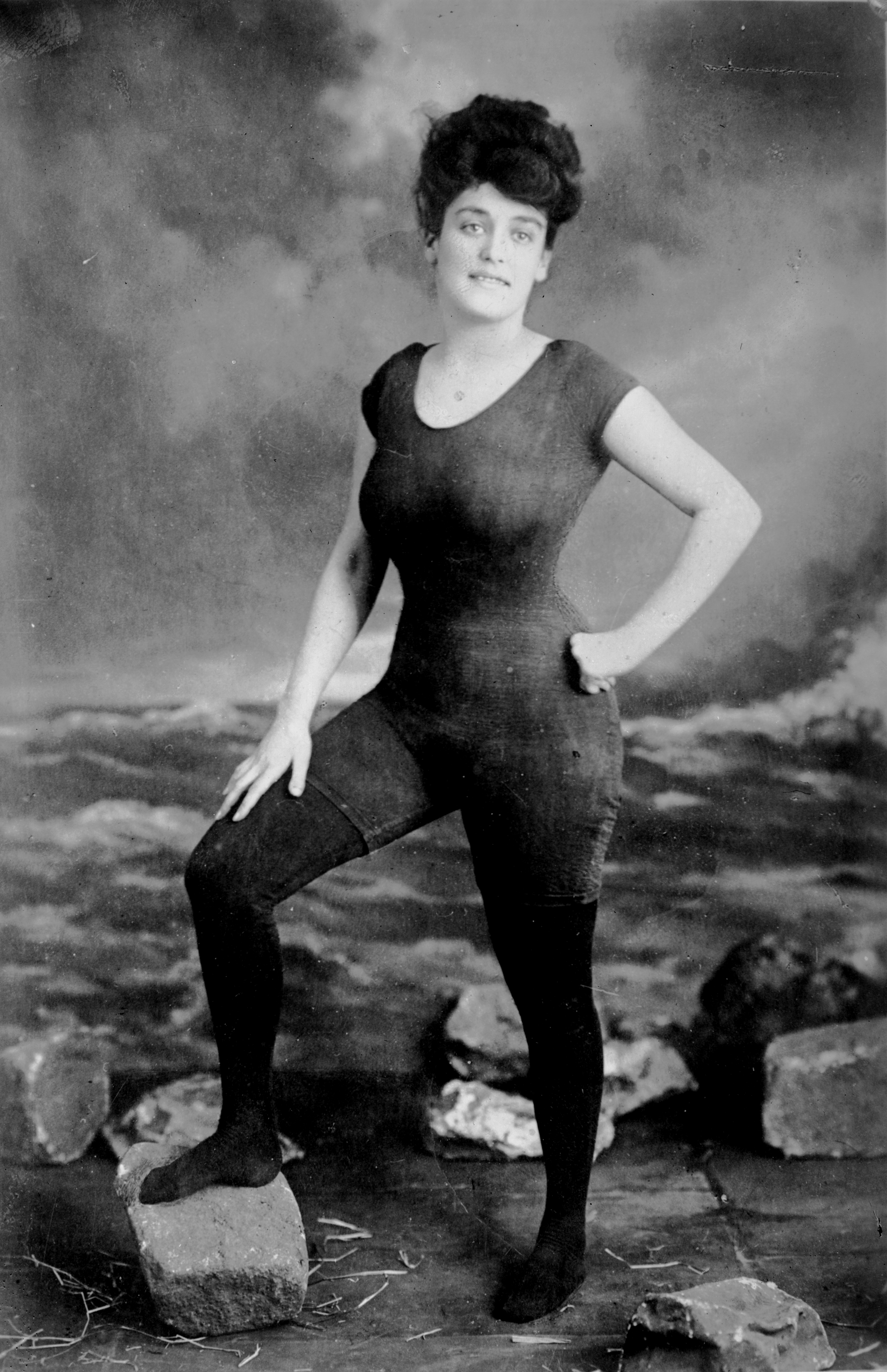
Annette Kellerman (1886–1975)

- Kellerman, Barbara (* 1949), britische Schauspielerin
- Kellerman, Faye (* 1952), US-amerikanische Schriftstellerin
- Kellerman, Jesse (* 1978), US-amerikanischer Psychologe und Roman- sowie Drehbuchautor
- Kellerman, Jonathan (* 1949), US-amerikanischer Kinderpsychologe und Romanautor
- Kellerman, Sally (1937–2022), US-amerikanische SchauspielerinSally Kellerman (1937–2022)

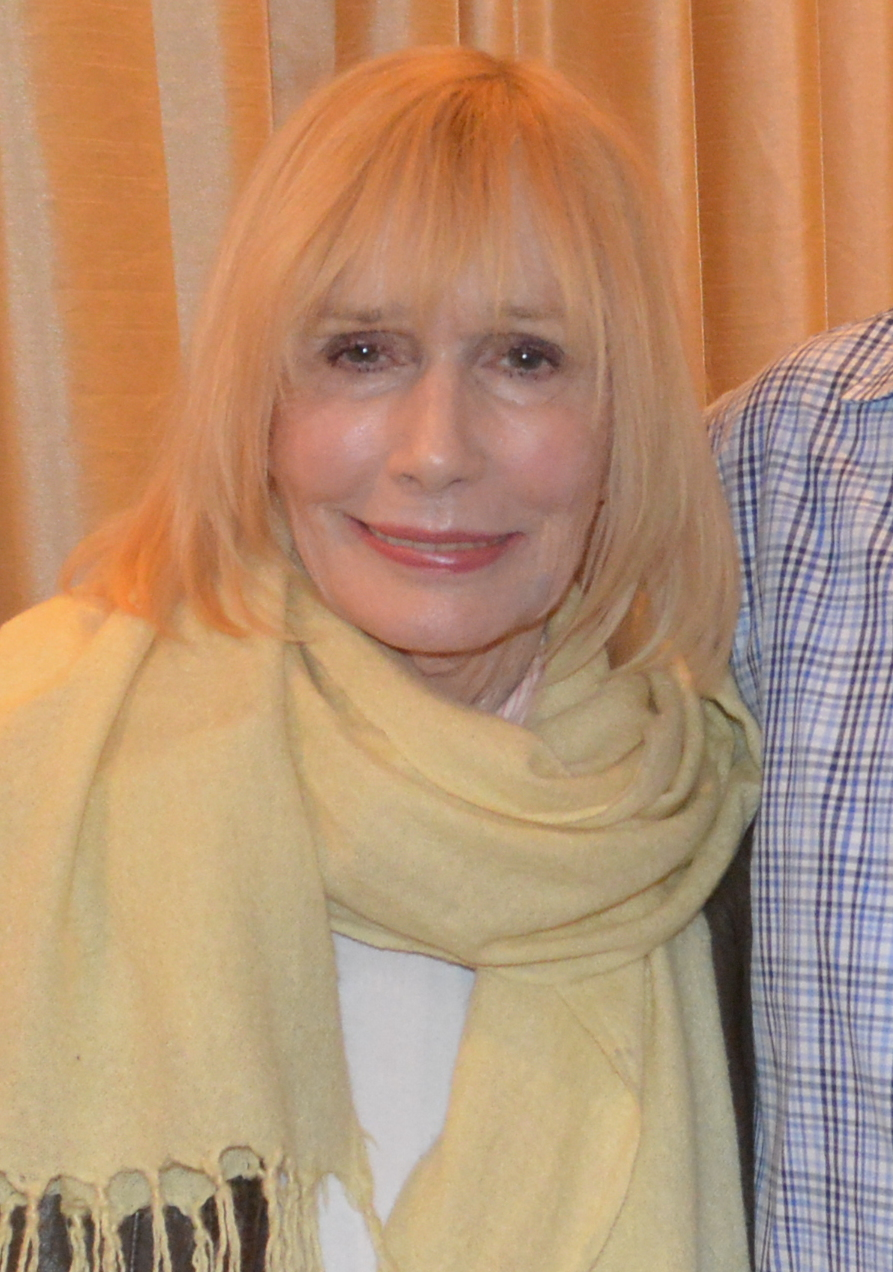
Sally Kellerman (1937–2022)

- Kellermann, Alfred (1920–2016), deutscher Jurist und Vorsitzender Richter am Bundesgerichtshof
- Kellermann, Benzion (1869–1923), deutscher Philosoph und Rabbiner
- Kellermann, Bernard Georg (1776–1847), Bischof von Münster
- Kellermann, Bernhard (1879–1951), deutscher Schriftsteller und Politiker
- Kellermann, Berthold (1853–1926), deutscher Pianist, Klavierpädagoge und Hochschullehrer
- Kellermann, Britta (* 1979), deutsche Politikerin (Bündnis 90/Die Grünen)
- Kellermann, Constantin Cäsar (1807–1888), deutscher Jurist und Politiker, MdL (Königreich Sachsen)
- Kellermann, Elisabeth (1892–1979), deutsche Zeichenlehrerin und Buchillustratorin
- Kellermann, Ernst Walter (1915–2012), deutsch-britischer Physiker
- Kellermann, Florian (* 1973), deutscher Journalist
- Kellermann, François Christophe Edmond (1802–1868), französischer Staatsmann und Diplomat
- Kellermann, François-Christophe (1735–1820), französischer General, Pair und Marschall von Frankreich
- Kellermann, François-Étienne (1770–1835), französischer Kavalleriegeneral
- Kellermann, Georg (1853–1925), deutscher Gewerkschaftsfunktionär
- Kellermann, Georg (* 1934), deutscher Fußballspieler
- Kellermann, Georgine (* 1957), deutsche JournalistinGeorgine Kellermann (* 1957)

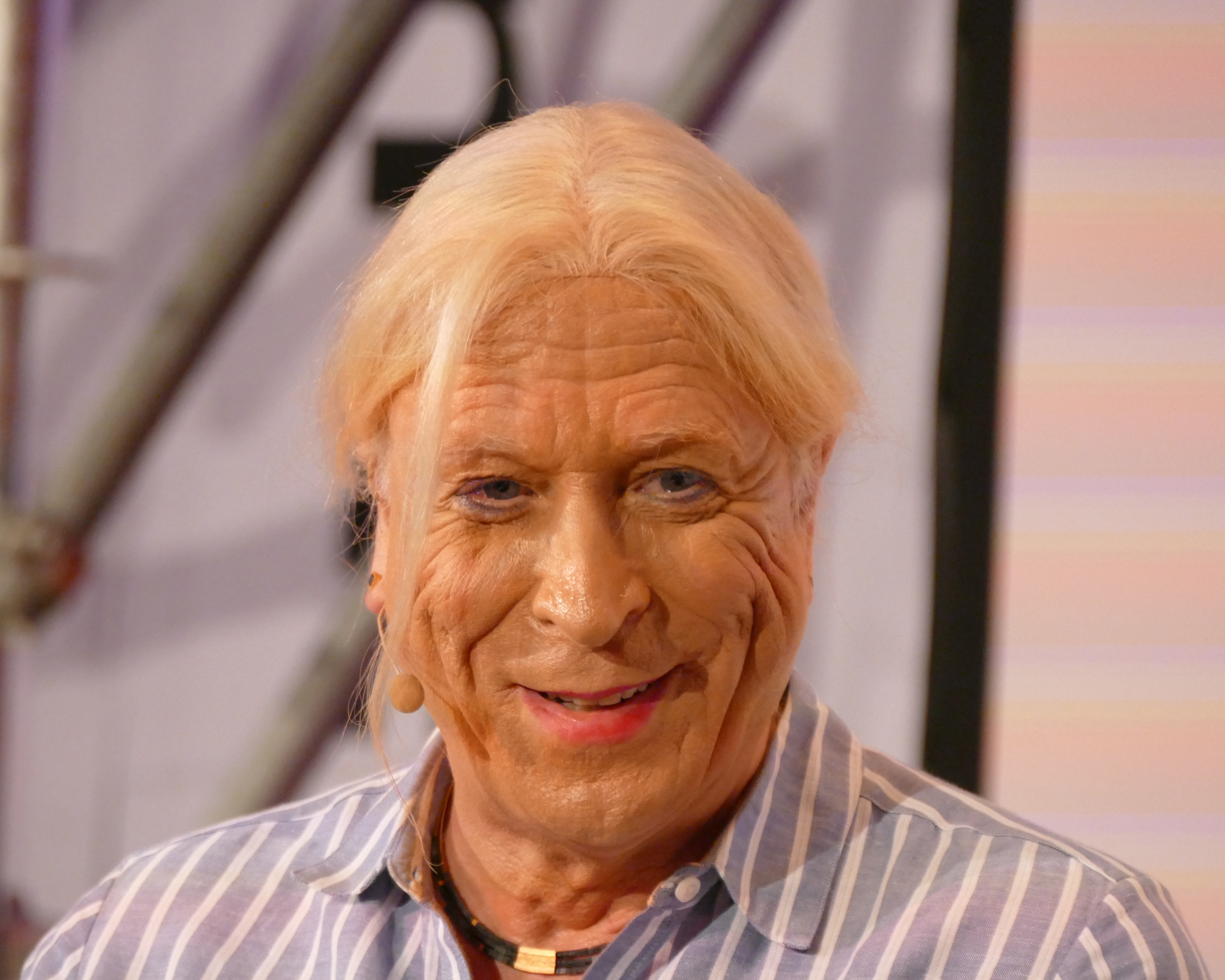
Georgine Kellermann (* 1957)

- Kellermann, Guido (* 1970), deutscher Fernsehmoderator
- Kellermann, Henry J. (1910–1998), deutschamerikanischer Jurist und Diplomat
- Kellermann, Hermann (1875–1965), deutscher Bergingenieur und Manager in der Montanindustrie, Vorstandsvorsitzender der Gutehoffnungshütte
- Kellermann, Hermann (1887–1954), deutscher Politiker, Gewerkschaftsfunktionär
- Kellermann, Jim (* 1995), englischer Fußballspieler
- Kellermann, Karina, deutsche Germanistin und Hochschullehrerin
- Kellermann, Kaspar († 1629), deutsches Opfer der Hexenverfolgungen
- Kellermann, Kenneth (* 1937), US-amerikanischer Astronom
- Kellermann, Klaus (* 1939), deutscher Radrennfahrer (DDR)
- Kellermann, Lone (1943–2005), dänische Sängerin und Schauspielerin
- Kellermann, Marcelle (1919–2015), frankobritische Sprachwissenschaftlerin
- Kellermann, Mechthild (* 1935), deutsche Bibliothekarin und Orientalistin
- Kellermann, Olaus (1805–1837), dänischer klassischer Philologe und Epigraphiker
- Kellermann, Paul (1905–1991), deutscher Dokumentarfilmer
- Kellermann, Paul (* 1937), deutsch-österreichischer Soziologe
- Kellermann, Ralf (* 1968), deutscher Fußballspieler und -trainer
- Kellermann, Ruth (1913–1999), deutsche Historikerin und Anthropologin
- Kellermann, Susan (* 1944), US-amerikanische Theater- und Filmschauspielerin
- Kellermann, Susanne (* 1974), deutsche Kamerafrau, Regisseurin, Produzentin und SchauspielerinSusanne Kellermann (* 1974)

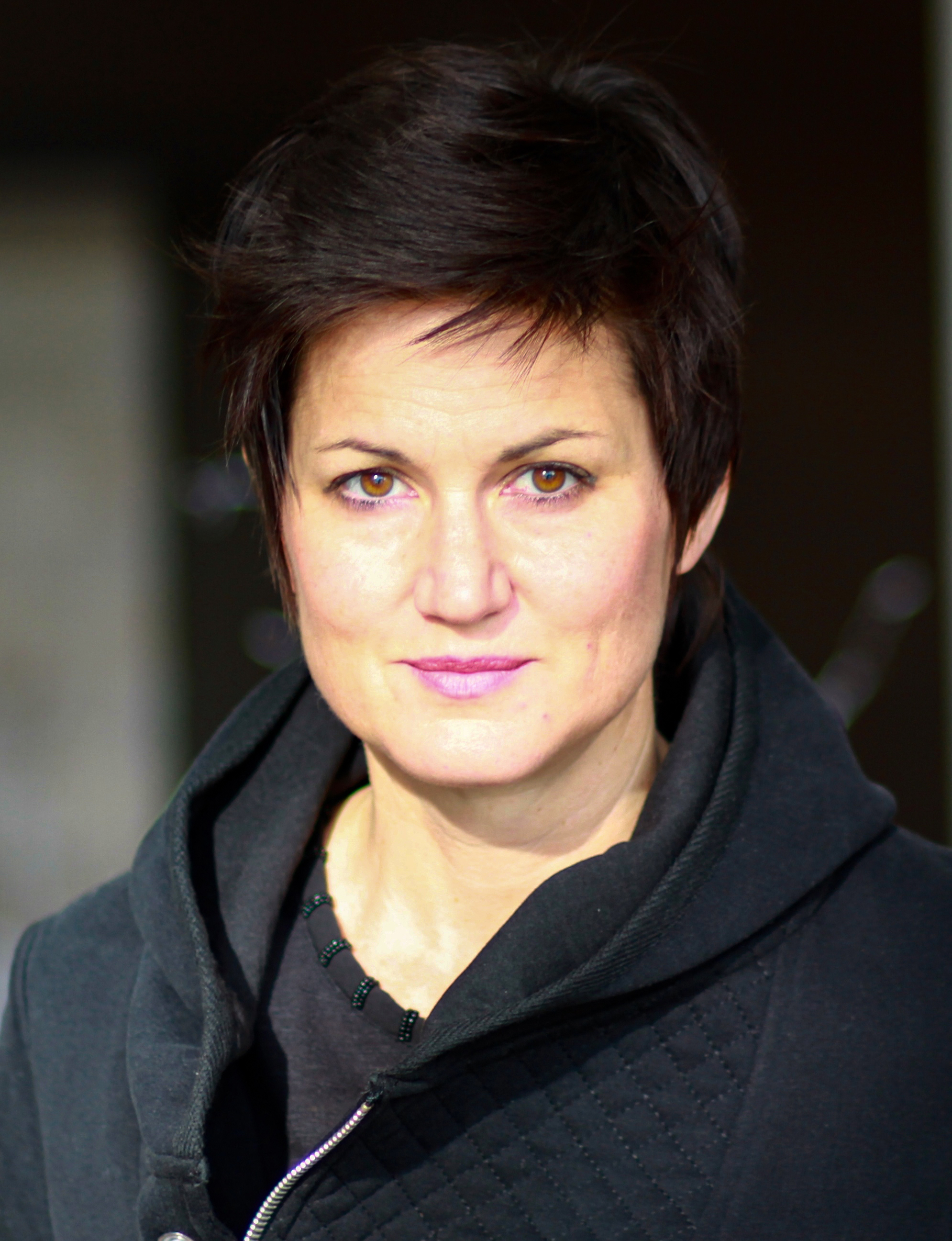
Susanne Kellermann (* 1974)

- Kellermann, Sven (* 1987), deutscher Volleyballspieler
- Kellermann, Theodor (1911–1945), deutscher römisch-katholischer Geistlicher
- Kellermann, Thomas (* 1970), deutscher Koch
- Kellermann, Ulrich (* 1936), evangelischer Alttestamentler
- Kellermann, Walter (1923–1990), deutscher Illustrator, Comiczeichner und -autor
- Kellermann, Wilhelm (1907–1980), deutscher Romanist und Mediävist
- Kellermann, Wilhelm (1936–2009), deutscher Fußballspieler
- Kellermayr, Gernot (* 1966), österreichischer Zehnkämpfer
- Kellermayr, Lisa-Maria (1985–2022), österreichische Ärztin
- Kellermayr, Rudolf (1921–2014), österreichischer Lehrer und Theaterkritiker
- Kellermeier, Jürgen (1939–2009), deutscher Fernsehjournalist
- Kellermeister von der Lund, Friedrich Wilhelm (1781–1859), preußischer Generalleutnant, Kommandant von Köln
- Kellermüller, Adolf (1895–1981), Schweizer Architekt

##### Kellers
- Kellers, Willi (* 1950), deutscher Jazzmusiker
- Kellersberger, Armin (1838–1905), Schweizer Politiker (FDP)
- Kellershohn, Helmut (* 1949), deutscher Historiker und Rechtsextremismusforscher
- Kellersmann, Christian (* 1960), deutscher Musikproduzent, auch Musiker und Musikwissenschaftler
- Kellersperg, Ernst (1822–1879), österreichischer Politiker

#### Kellet
- Kelletat, Andreas F. (* 1954), deutscher Sprach- und Übersetzungswissenschaftler, Hochschullehrer
- Kelletat, Dieter (* 1941), deutscher Geograph und Professor für Geographie
- Kelletat, Herbert (1907–2007), deutscher Musiker, Musikwissenschaftler, Organist, Autor von musikwissenschaftlichen Werken und Chorleiter
- Kelleter, Frank (* 1965), deutscher Amerikanist
- Kelleter, Peter (1908–1991), deutscher Ordensgeistlicher, römisch-katholischer Bischof von Bethlehem
- Kellett, Dalton (* 1993), kanadischer Automobilrennfahrer
- Kellett, Henry (1806–1875), Offizier der Royal Navy, Polarforscher und Ozeanograph
- Kellett, Stuart (* 1981), englischer Dartspieler
- Kellett-Bowman, Edward (1931–2022), britischer Politiker (Conservative Party), MdEP

#### Kelley
- Kelley, Abby (1811–1887), US-amerikanische Abolitionistin und Sozialreformerin
- Kelley, Alice (1932–2012), US-amerikanische Schauspielerin
- Kelley, Alton (1940–2008), US-amerikanischer Künstler
- Kelley, Audrey (1912–1982), US-amerikanische Schriftstellerin
- Kelley, Augustine B. (1883–1957), US-amerikanischer Politiker
- Kelley, Barry (1908–1991), US-amerikanischer Schauspieler
- Kelley, Bessie Mae (1890–1981), US-amerikanische Trickfilmanimatorin
- Kelley, Cathy (* 1988), US-amerikanische Fernsehmoderatorin und SportjournalistinCathy Kelley (* 1988)

Cathy Kelley (* 1988)

- Kelley, Charles (* 1981), US-amerikanischer Country-Musiker
- Kelley, Clarence M. (1911–1997), US-amerikanischer Regierungsbeamter und Direktor des Federal Bureau of Investigation (FBI)
- Kelley, Conner P. (* 1994), US-amerikanischer Schauspieler
- Kelley, David (* 1951), US-amerikanischer Ingenieur
- Kelley, David E. (* 1956), US-amerikanischer Filmproduzent
- Kelley, DeForest (1920–1999), US-amerikanischer SchauspielerDeForest Kelley (1920–1999)

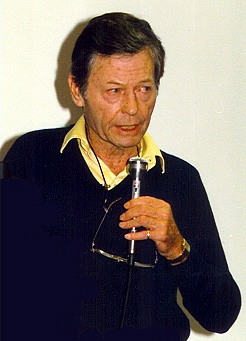
DeForest Kelley (1920–1999)

- Kelley, Devin (* 1986), US-amerikanische Schauspielerin
- Kelley, Douglas M. (1912–1958), US-amerikanischer Psychiater
- Kelley, Edgar Stillman (1857–1944), US-amerikanischer Komponist, Dirigent, Organist, Pianist, Musikkritiker und Musikpädagoge
- Kelley, Edith Summers (1884–1956), kanadische Schriftstellerin
- Kelley, Edward (1555–1597), englischer Alchemist
- Kelley, Elijah (* 1986), US-amerikanischer Schauspieler, Sänger und Tänzer
- Kelley, Florence (1859–1932), US-amerikanische Aktivistin, Sozialistin, Frauen- und Kinderrechtlerin
- Kelley, Greg (* 1973), US-amerikanischer Jazz- und Improvisationsmusiker (Trompete, Elektronik, auch Perkussion, Gesang)
- Kelley, Gregory (1944–1961), US-amerikanischer Eiskunstläufer
- Kelley, Hall J. (1790–1874), US-amerikanischer Autor, Werber für die US-amerikanische Besiedlung Oregons
- Kelley, Harold H. (1921–2003), US-amerikanischer Psychologe
- Kelley, Harrison (1836–1897), US-amerikanischer Politiker
- Kelley, Jessica (* 1982), US-amerikanische Skirennläuferin
- Kelley, John Edward (1853–1941), US-amerikanischer Politiker
- Kelley, John J. (1930–2011), US-amerikanischer Marathonläufer
- Kelley, John L. (1916–1999), US-amerikanischer Mathematiker
- Kelley, Johnny (1907–2004), amerikanischer Marathonläufer
- Kelley, Josh (* 1980), US-amerikanischer Sänger und SongwriterJosh Kelley (* 1980)

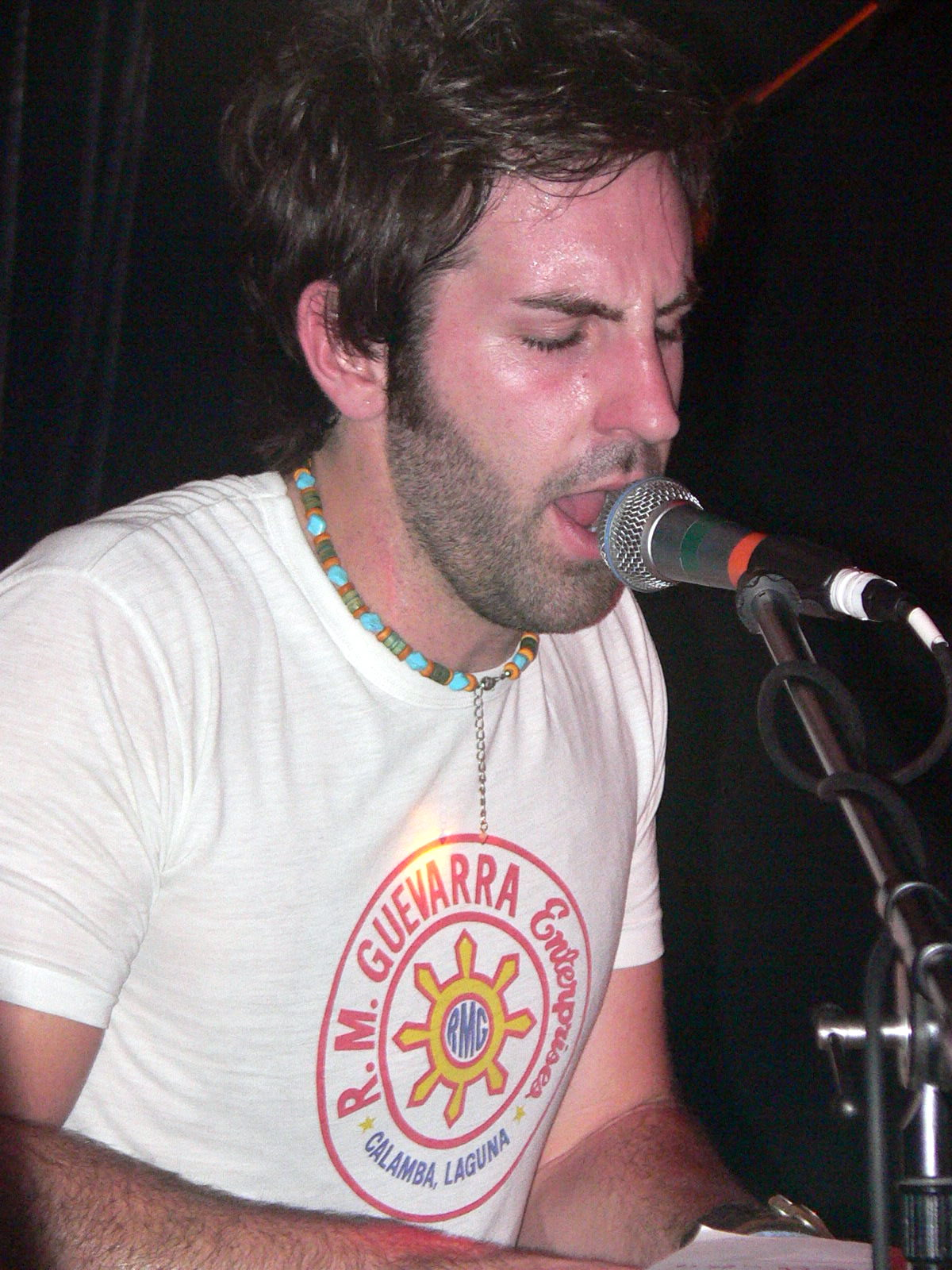
Josh Kelley (* 1980)

- Kelley, Kathlyn (1919–2006), US-amerikanische Hochspringerin
- Kelley, Kevin (1943–2002), US-amerikanischer Schlagzeuger
- Kelley, Kevin (* 1967), US-amerikanischer Boxer
- Kelley, Leo P. (1928–2002), amerikanischer Schriftsteller
- Kelley, Levi R. (1899–1967), US-amerikanischer Politiker und Treasurer von Vermont
- Kelley, Malcolm David (* 1992), US-amerikanischer Schauspieler
- Kelley, Manuela (* 1976), deutsche Tätowiererin
- Kelley, Margaret (* 1954), US-amerikanische Malerin und Künstlerin
- Kelley, Mike (* 1954), US-amerikanischer Installations- und Performancekünstler
- Kelley, Mike (* 1967), US-amerikanischer Drehbuchautor sowie Produzent
- Kelley, Nathalie (* 1985), australische SchauspielerinNathalie Kelley (* 1985)

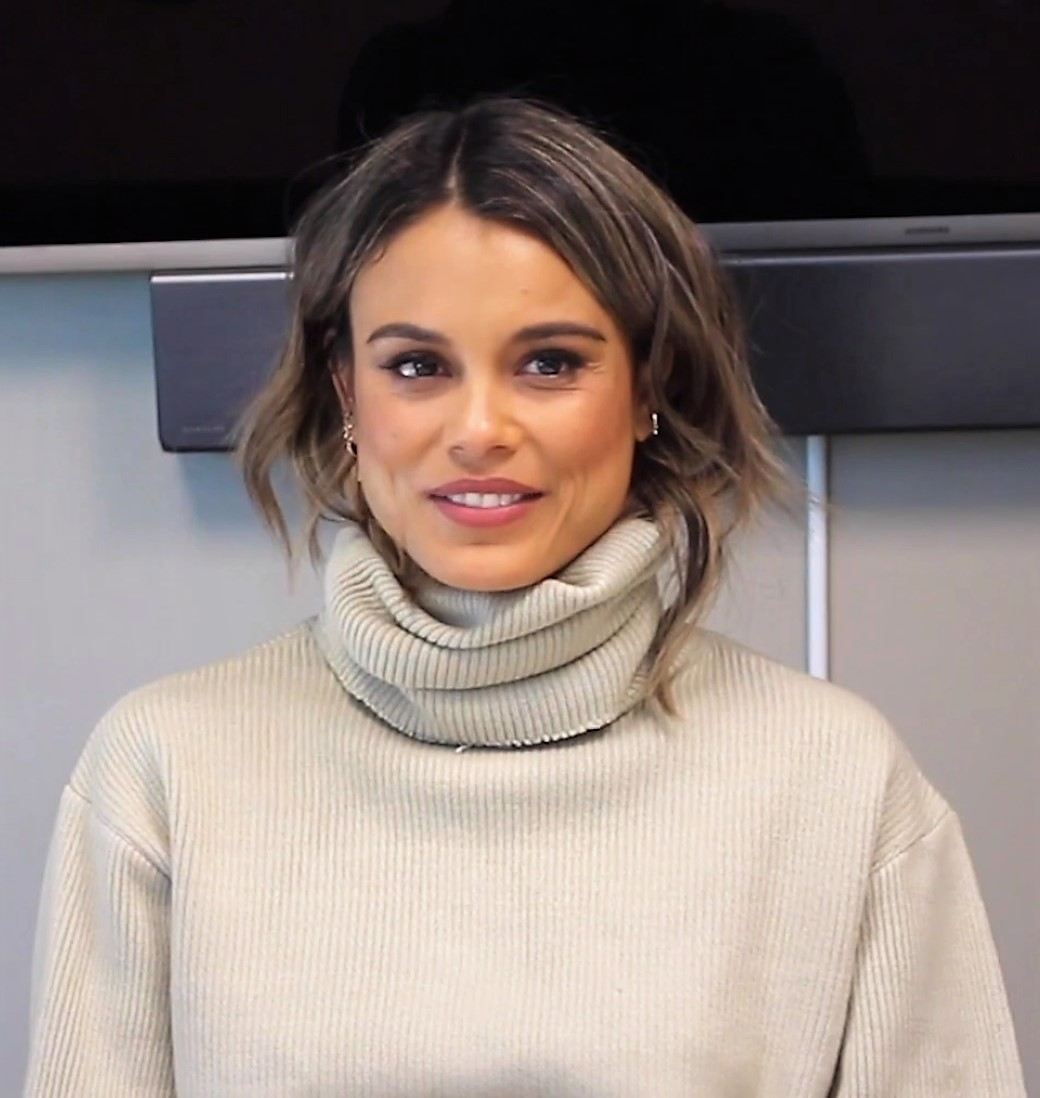
Nathalie Kelley (* 1985)

- Kelley, Patrick H. (1867–1925), US-amerikanischer Politiker
- Kelley, Paul X. (1928–2019), US-amerikanischer General (USMC)
- Kelley, Peck (1898–1980), US-amerikanischer Musiker
- Kelley, Robby (* 1990), US-amerikanischer Skirennläufer
- Kelley, Robert E. (1933–2021), US-amerikanischer Offizier, Generalleutnant der US Air Force
- Kelley, Ryan (* 1986), US-amerikanischer Schauspieler
- Kelley, Sheila (* 1961), US-amerikanische Schauspielerin
- Kelley, Susan (* 1954), US-amerikanische Eiskunstläuferin
- Kelley, Tim (* 1986), US-amerikanischer Skirennläufer
- Kelley, Tom (1914–1984), US-amerikanischer Fotograf
- Kelley, W. Wallace (1902–1982), US-amerikanischer Kameramann
- Kelley, Walter T. (1897–1986), US-amerikanischer Imker
- Kelley, William (1929–2003), US-amerikanischer Schriftsteller und Drehbuchautor
- Kelley, William D. (1814–1890), US-amerikanischer Politiker
- Kelley, William Melvin (1937–2017), US-amerikanischer Schriftsteller

#### Kellez
- Këllezi, Abdyl (1919–1976), albanischer kommunistischer Politiker

### Kellg
- Kellgren, Johan Henrik (1751–1795), schwedischer Schriftsteller
- Kellgren, Jonas (1911–2002), britischer Mediziner

### Kellh
- Kellhuber, Lorenz (* 1990), deutscher Jazzmusiker (Piano, Komposition)

### Kelli
- Kelli, Keri (* 1971), US-amerikanischer Gitarrist
- Kelli-Leigh (* 1985), britische Sängerin
- Këlliçi, Belind (* 1987), albanischer Politiker der Forumi Rinor i Partise Demokratike (FRPD)
- Kellier, Derrick (* 1947), jamaikanischer Politiker (PNP)
- Kellig, Jürgen (* 1953), deutscher bildender Künstler und Grafikdesigner
- Kellig, Luca (* 2006), deutscher Basketballspieler
- Kelliher, Bill (* 1971), US-amerikanischer GitarristBill Kelliher (* 1971)

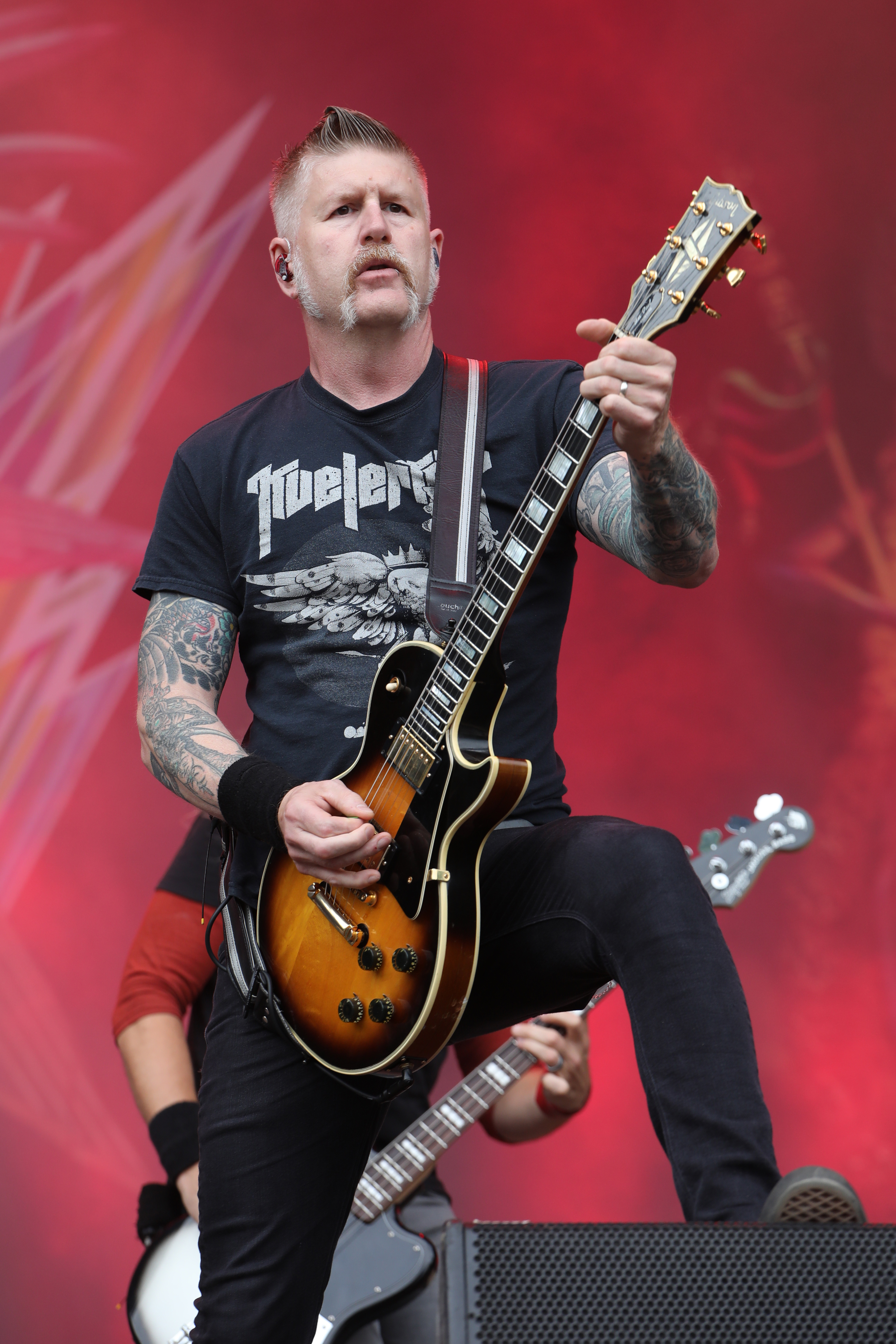
Bill Kelliher (* 1971)

- Kelling, Carl (1818–1898), deutschstämmiger Einwanderer in Neuseeland und Mitbegründer der deutschen Siedlung Ranzau
- Kelling, Fedor (1820–1909), deutschstämmiger Einwanderer in Neuseeland, Mitbegründer der deutschen Siedlung Ranzau und neuseeländischer Politiker
- Kelling, Georg (1866–1945), deutscher Chirurg und Gastroenterologe
- Kelling, George L. (1935–2019), US-amerikanischer Kriminologe und Sozialarbeiter
- Kelling, Gerhard (* 1942), deutscher Schriftsteller
- Kelling, Otto (* 1949), deutscher Politiker (SPD), Oberbürgermeister von Kiel
- Kelling, Peter († 2006), deutscher Polizist und Sportfunktionär
- Kelling, Petra (* 1944), deutsche Schauspielerin
- Kelling, Susanne, deutsche Mezzosopranistin
- Kellinger, Franz (1905–1941), österreichischer Fußballspieler
- Kellinghaus, Johannes (1881–1956), Oberbürgermeister der Stadt Osterfeld
- Kellinghusen, Georg (* 1947), deutscher Manager
- Kellinghusen, Hans (1885–1971), deutscher Archivar
- Kellinghusen, Heinrich (1796–1879), Hamburger Bürgermeister

### Kellm
- Kellman, Denis (* 1958), barbadischer Politiker
- Kellman, Joel (* 1994), schwedischer Eishockeyspieler
- Kellmann, Johann Karl (1721–1807), schwedischer Philologe und Hochschullehrer
- Kellmann, Klaus (* 1951), deutscher Historiker
- Kellmann-Hoppensack, Jutta (1945–1995), deutsche Politikerin (SPD), MdBB
- Kellmayer, Max (1901–1971), deutscher Kaufmann und Bürgermeister von Waldkirch
- Kellmeyer, Holger (* 1981), deutscher Autor und Lehrer
- Kellmeyer, Peachy (* 1944), amerikanische Tennisspielerin und -funktionärin

### Kelln
- Kellnberger, Norbert (1928–1986), deutscher Politiker (CSU), MdL
- Kellnberger, Peter (1921–1982), deutscher Wehrmachtsdeserteur, Lehrer, Autor, Künstler
- Kellndorfer, Veronika (* 1962), deutsche Künstlerin
- Kellner von Kirchheim, Johannes († 1470), deutscher Arzt
- Kellner von Köllenstein, Friedrich (1802–1881), österreichischer Offizier und Politiker
- Kellner von Zinnendorf, Johann Wilhelm (1731–1782), Gründer der Großen Landesloge der Freimaurer von Deutschland
- Kellner, Adolf (* 1897), tschechoslowakischer Politiker
- Kellner, Albrecht (* 1945), Physiker und Buchautor
- Kellner, Alexander (* 1961), brasilianischer Paläontologe
- Kellner, Altman (1902–1981), österreichischer Benediktiner, Musikhistoriker und Regens chori
- Kellner, Andreas († 1591), deutscher Buchdrucker
- Kellner, Anna (1862–1941), österreichische Übersetzerin
- Kellner, Beate (* 1963), deutsche Germanistin
- Kellner, Benedikt (* 1998), deutscher Handballspieler
- Kellner, Birgit (* 1969), österreichische Buddhismuskundlerin und Tibetologin
- Kellner, Carl (1826–1855), deutscher Optiker und ErfinderCarl Kellner (1826–1855)

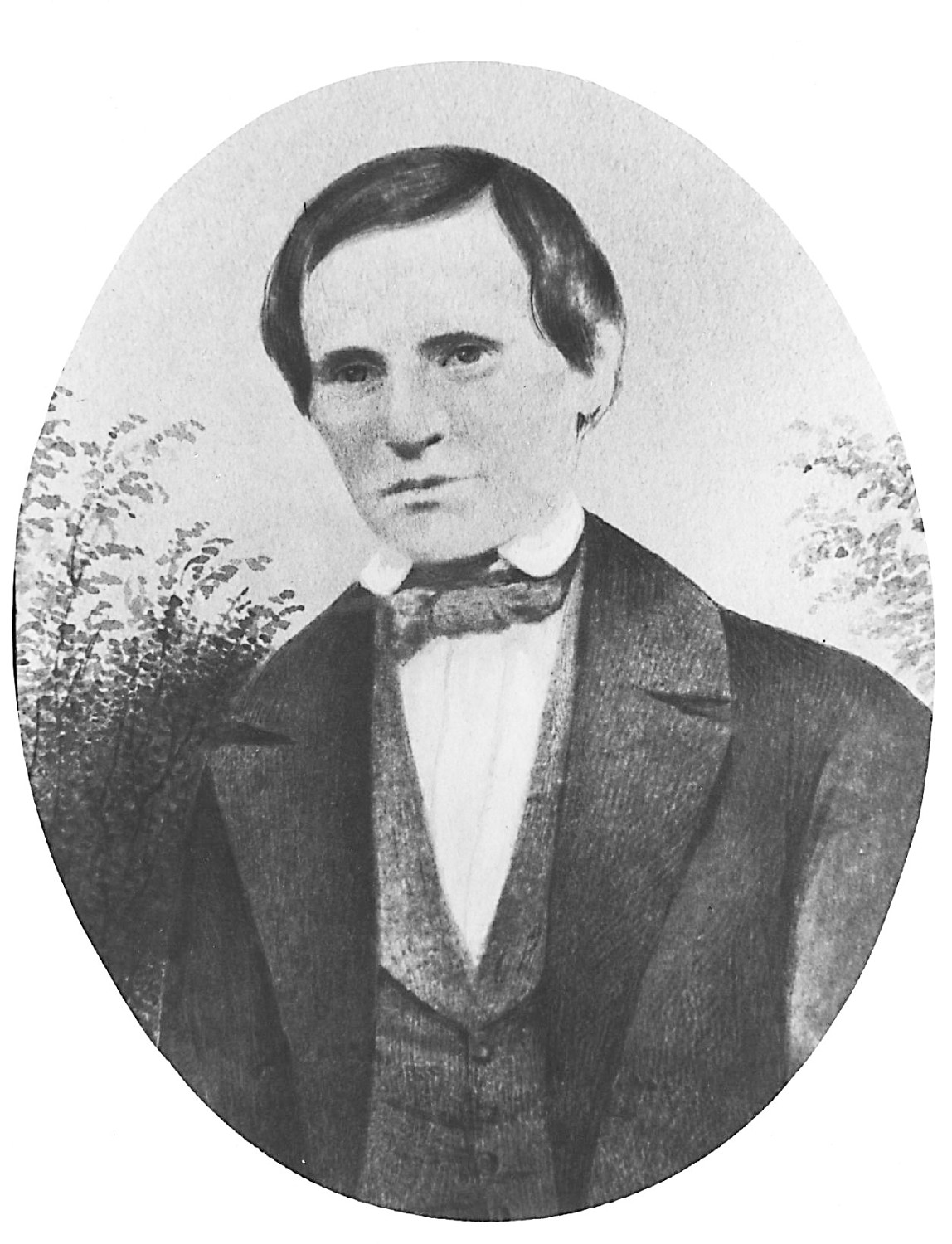
Carl Kellner (1826–1855)

- Kellner, Catherine (* 1970), US-amerikanische Schauspielerin
- Kellner, Christian (* 1954), deutscher Verbandsfunktionär, Hauptgeschäftsführer des Deutschen Verkehrssicherheitsrats
- Kellner, Christian (* 1971), deutscher Motorrad-Rennfahrer
- Kellner, David (1670–1748), deutscher Jurist, Dichter, Organist, Musiktheoretiker und Lautenist
- Kellner, Don († 2021), US-amerikanischer Fallschirmspringer
- Kellner, Dora Sophie (1890–1964), österreichische Journalistin, Schriftstellerin und Übersetzerin
- Kellner, Douglas (* 1943), amerikanischer Philosoph
- Kellner, Emma (* 1953), deutsche Politikerin (Bündnis 90/Die Grünen), MdL
- Kellner, Erich (* 1914), deutscher Kaufmann, Betriebsleiter und Politiker (LDPD), MdV
- Kellner, Florian (* 1982), deutscher Informatiker, Wirtschaftswissenschaftler und Hochschullehrer
- Kellner, Friedrich (1885–1970), deutscher Sozialdemokrat, Justizinspektor und TagebuchautorFriedrich Kellner (1885–1970)

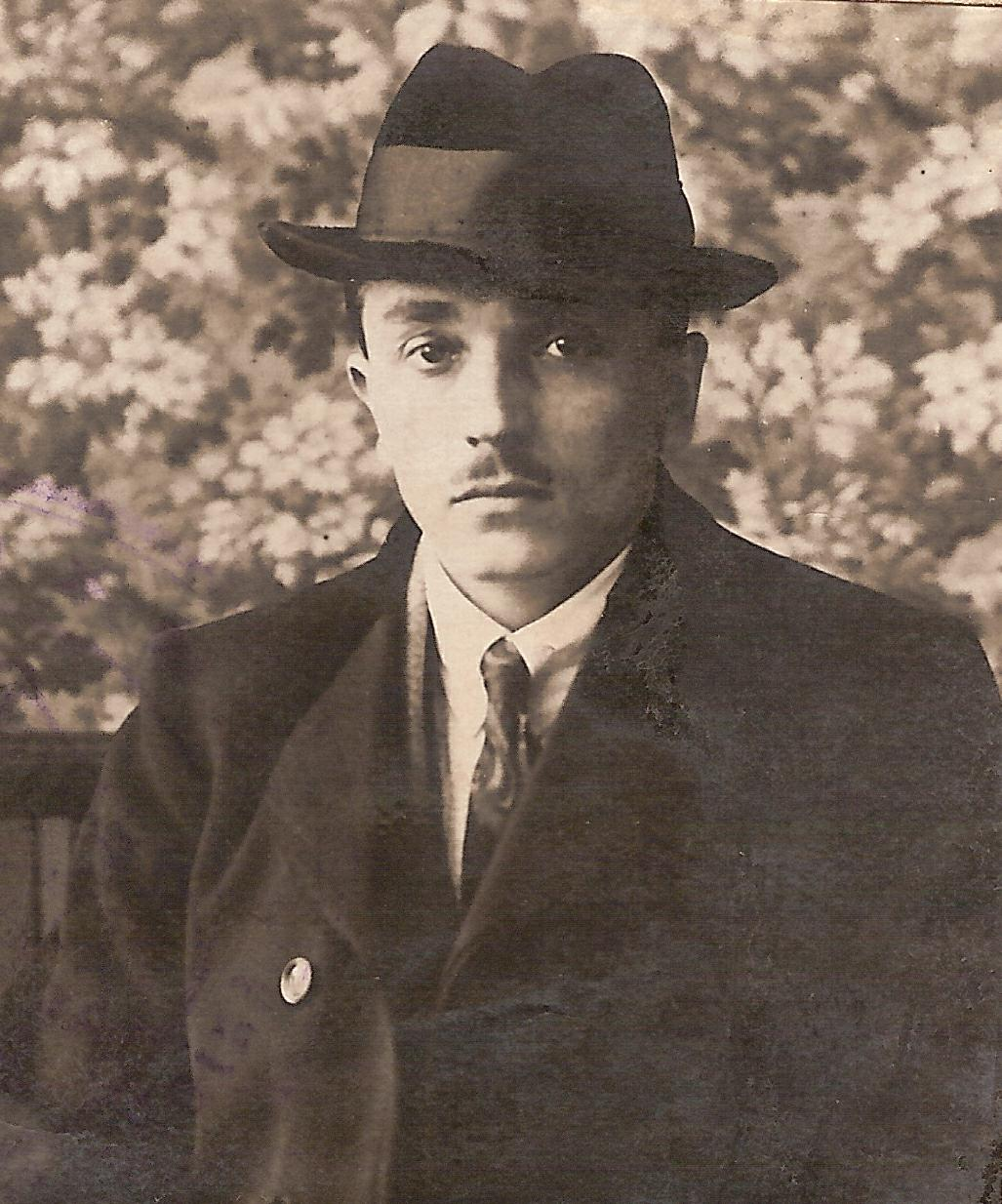
Friedrich Kellner (1885–1970)

- Kellner, Gyula (1871–1940), ungarischer Langstreckenläufer
- Kellner, Hans (1912–2008), deutscher Kommunalpolitiker (SPD)
- Kellner, Hans (1929–2005), österreichischer Politiker (ÖVP), Landtagsabgeordneter
- Kellner, Hans-Jörg (1920–2015), deutscher Provinzialrömischer Archäologe
- Kellner, Hansfried (1934–2017), deutscher Soziologe
- Kellner, Heinrich (1536–1589), Frankfurter Jurist und Historiker
- Kellner, Heinrich (1907–1936), deutscher Ordensgeistlicher, Missionar und Märtyrer
- Kellner, Herbert (1917–1983), deutscher Politiker (SPD), MdL (Baden-Württemberg)
- Kellner, Horst (* 1930), deutscher Jurist, Hochschullehrer und Politiker (KPD, SED, PDS), MdA
- Kellner, Johann Christoph (1736–1803), deutscher Komponist und Organist
- Kellner, Johann Peter (1705–1772), deutscher Organist und Komponist
- Kellner, Jörg (* 1958), deutscher Politiker (CDU), MdL
- Kellner, Josefa (1891–1965), österreichische Schwimmerin
- Kellner, Joseph, Nürnberger Kupferstecher, Radierer und Verleger
- Kellner, Karl (1850–1905), österreichischer Chemiker, Industrieller und Okkultist
- Kellner, Karl (1890–1965), deutscher Lehrer und Heimatforscher
- Kellner, Karl Adam Heinrich (1837–1915), deutscher Theologe und römisch-katholischer Priester
- Kellner, Kurt (1891–1972), deutscher Arzt und Kommunalpolitiker (KPD)
- Kellner, Lars David (* 1973), deutscher Pianist und Arzt
- Kellner, Leon (1859–1928), österreichischer Zionist, Anglist und Literaturhistoriker
- Kellner, Lonny (1930–2003), deutsche Schauspielerin und SängerinLonny Kellner (1930–2003)

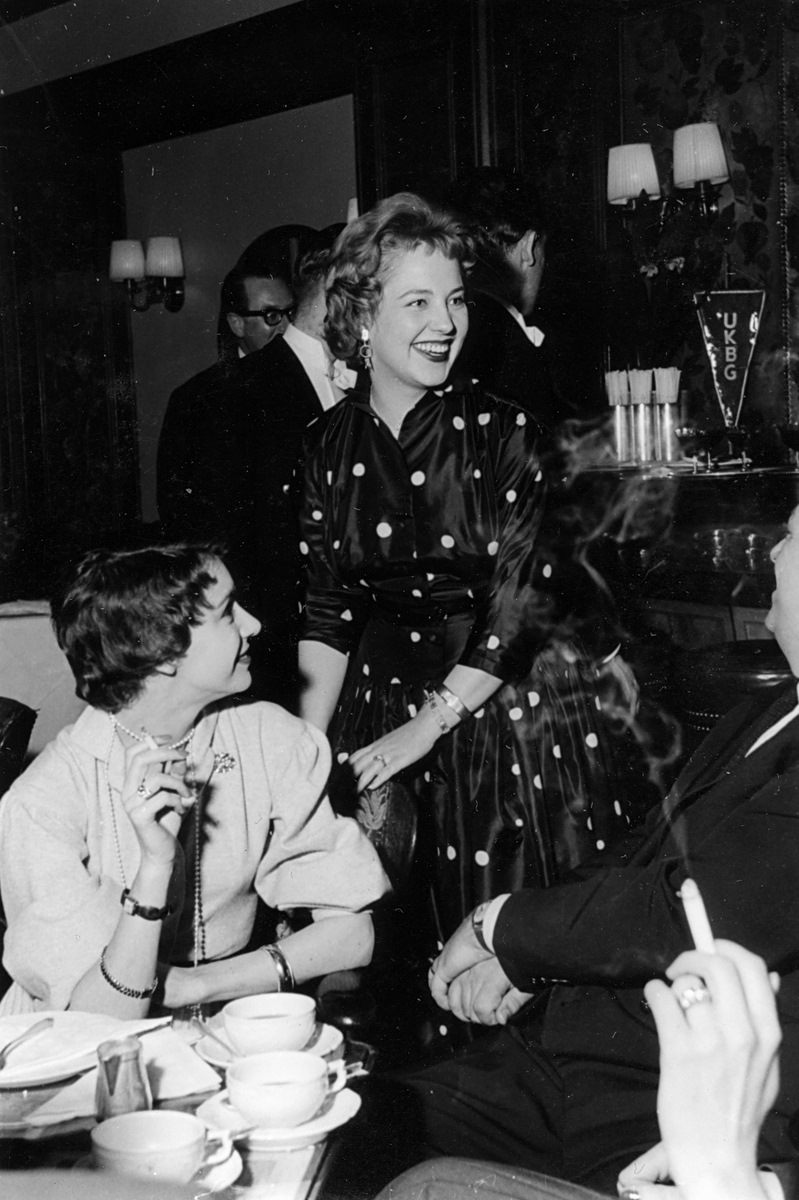
Lonny Kellner (1930–2003)

- Kellner, Lorenz (1811–1892), deutscher Pädagoge
- Kellner, Lotte (1904–1983), deutsch-britische Physikerin
- Kellner, Lukas (* 1991), deutscher Mittel- und Langstreckenläufer
- Kellner, Manuel (* 1955), deutscher Buchautor und Trotzkist
- Kellner, Mathias (* 1984), deutscher Sänger
- Kellner, Michael (* 1942), deutscher Fußballspieler
- Kellner, Michael (* 1953), deutscher Verleger und Übersetzer
- Kellner, Michael (* 1962), deutscher Arzt, Psychiater und Psychotherapeut
- Kellner, Michael (* 1977), deutscher Politiker (Bündnis 90/Die Grünen)Michael Kellner (* 1977)

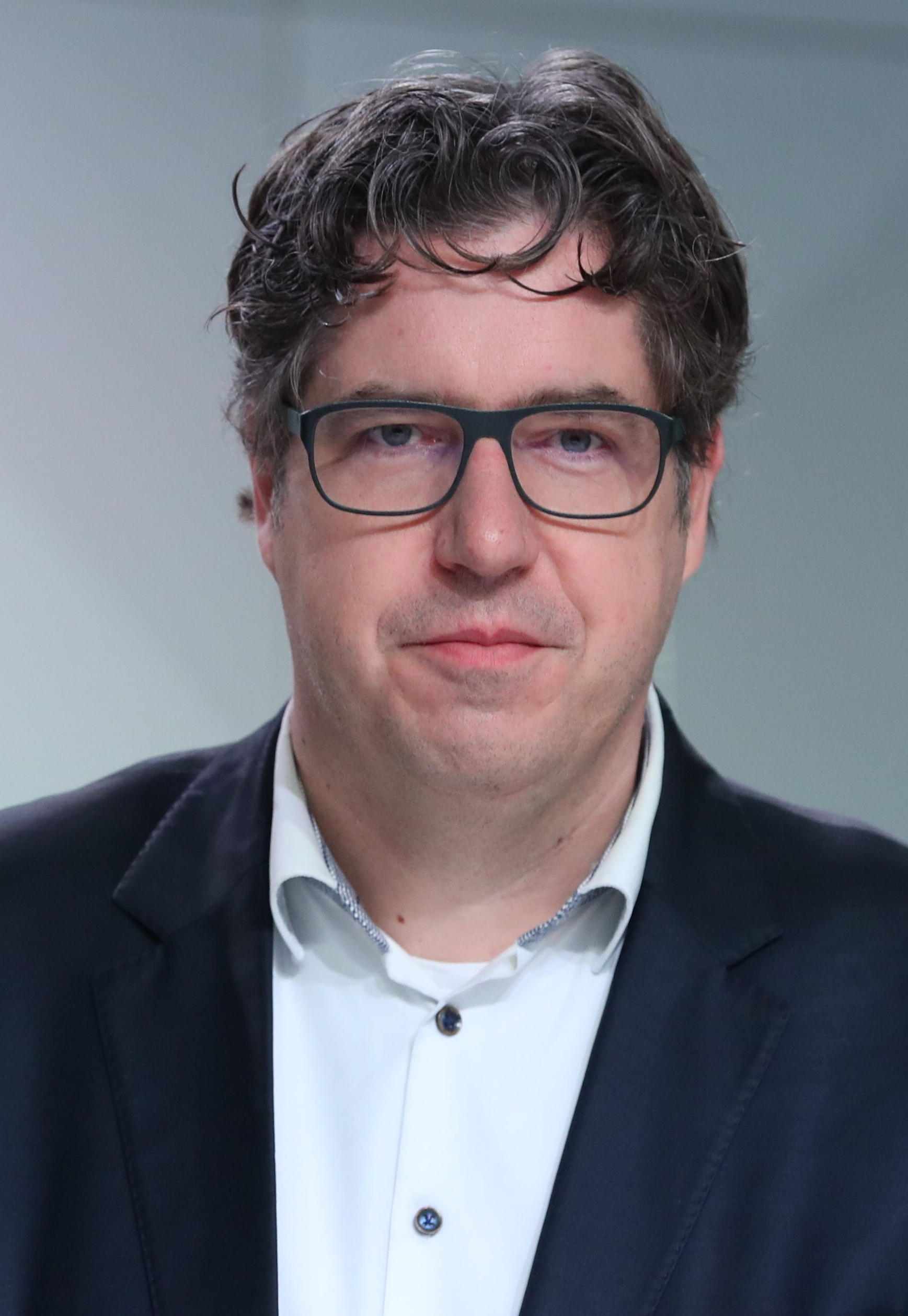
Michael Kellner (* 1977)

- Kellner, Narelle (1934–1987), australische Schachspielerin
- Kellner, Oskar (1851–1911), deutscher Agrikulturchemiker und Tierernährungswissenschaftler
- Kellner, Otto (* 1899), deutscher Kunsthistoriker
- Kellner, Paul (1890–1972), deutscher Schwimmer
- Kellner, Peter (* 1946), britischer Journalist und Wahlforscher
- Kellner, Peter (* 1989), slowakischer Opernsänger (Bass)
- Kellner, Petr (1964–2021), tschechischer Unternehmer
- Kellner, Philipp (* 1997), österreichischer Ruderer
- Kellner, Ralf, deutscher Ökonom
- Kellner, Robert Adolph (1842–1902), deutscher Industrieller und Politiker (Nationalliberale), MdL
- Kellner, Rolf (1897–1991), deutscher Verleger, Fotograf und Stifter
- Kellner, Rosa (1910–1984), deutsche Sprinterin
- Kellner, Rudolf (1938–2005), österreichischer Koch und Hotelier
- Kellner, Sebastian (* 1992), österreichischer Handballspieler
- Kellner, Stefan (* 1962), deutscher Handballspieler
- Kellner, Stephan (1812–1867), deutscher Glasmaler
- Kellner, Stephanie (* 1975), deutsche Schauspielerin und Synchronsprecherin
- Kellner, Theo (1899–1969), deutscher Architekt und Maler
- Kellner, Thomas (* 1966), deutscher Fotograf
- Kellner, Ute (* 1969), deutsche Volleyballspielerin
- Kellner, Uwe, deutscher parteiloser Politiker und ehemaliger Bürgermeister der Stadt Achim
- Kellner, Uwe (* 1966), deutscher Ruderer
- Kellner, Viktor (1887–1970), österreichisch-israelischer Pädagoge
- Kellner, William (1900–1996), österreichisch-britischer Szenenbildner
- Kellner, Wolf Erich (1930–1964), deutscher Archivar, Historiker und Politiker (FDP)
- Kellner, Wolfgang (1928–2014), deutscher Autor
- Kellner, Wolfgang (* 1963), deutscher Fußballtorhüter und -torwarttrainer
- Kellnhauser, Edith (1933–2019), deutsche Pflegewissenschaftlerin, Hochschullehrerin und Publizistin

### Kello
- Kellock, Brian (1962–2025), schottischer Jazzpianist
- Kellogg, Albert (1813–1887), US-amerikanischer Botaniker
- Kellogg, Charles (1773–1842), US-amerikanischer Jurist und Politiker
- Kellogg, Dana (* 2000), US-amerikanischer Rennrodler
- Kellogg, Donna (* 1978), englische Badmintonspielerin
- Kellogg, Edward Stanley (1870–1948), US-amerikanischer Marineoffizier
- Kellogg, Edward W. (1882–1960), US-amerikanischer Erfinder
- Kellogg, Fay (1871–1918), US-amerikanische Architektin
- Kellogg, Francis William (1810–1879), US-amerikanischer Geschäftsmann, Offizier und Politiker (Republikanische Partei)
- Kellogg, Frank Billings (1856–1937), US-amerikanischer Politiker, Jurist und Diplomat
- Kellogg, John Harvey (1852–1943), US-amerikanischer Arzt und Erfinder der CornflakesJohn Harvey Kellogg (1852–1943)

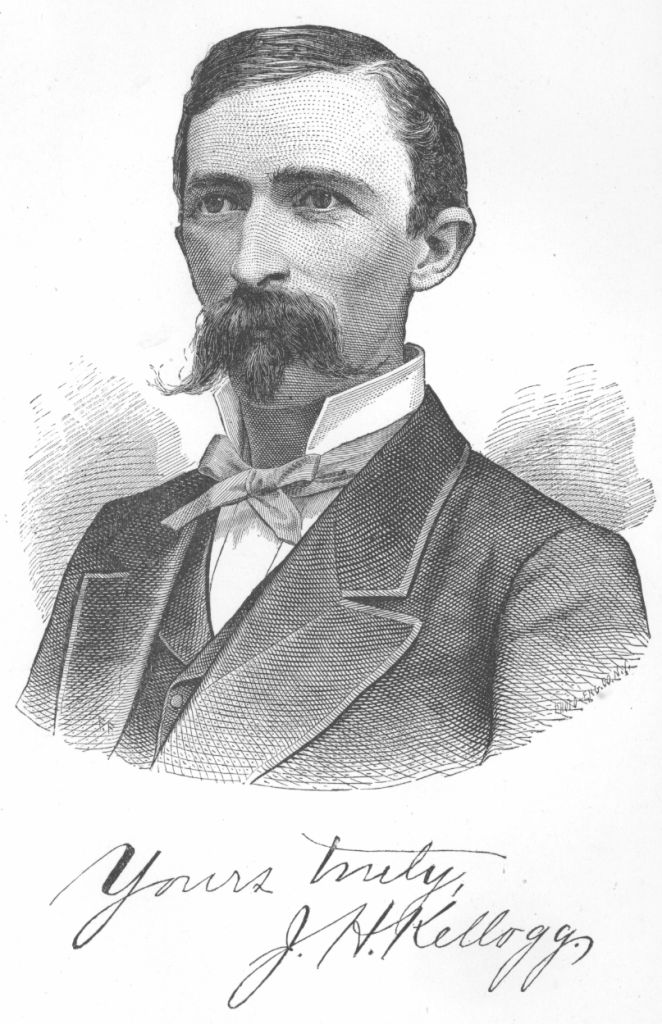
John Harvey Kellogg (1852–1943)

- Kellogg, Keith (* 1944), US-amerikanischer Offizier, Generalleutnant der US-Army, US-Sondergesandter
- Kellogg, Louise Phelps (1862–1942), amerikanische Historikerin und Autorin
- Kellogg, Marion S. (1920–2004), amerikanische Managerin und Unternehmensberaterin
- Kellogg, Martin (1828–1903), US-amerikanischer Klassischer Philologe, Präsident der University of California, Berkeley (1893–1899)
- Kellogg, Miner Kilbourne (1814–1889), US-amerikanischer Porträt-, Landschafts- und Orientmaler
- Kellogg, Oliver (1878–1932), US-amerikanischer Mathematiker
- Kellogg, Orlando (1809–1865), US-amerikanischer Jurist und Politiker
- Kellogg, Ray (1905–1976), US-amerikanischer Spezialist für visuelle Effekte, Kameramann und Filmregisseur
- Kellogg, Ray (1919–1981), US-amerikanischer Schauspieler und Sänger
- Kellogg, Remington (1892–1969), US-amerikanischer Mammaloge
- Kellogg, Stephen Wright (1822–1904), US-amerikanischer Politiker
- Kellogg, Vernon Lyman (1867–1937), US-amerikanischer Entomologe
- Kellogg, Virginia (1907–1981), US-amerikanische Drehbuchautorin
- Kellogg, Will Keith (1860–1951), US-amerikanischer Industrieller, der in der Nahrungsmittelproduktion tätig warWill Keith Kellogg (1860–1951)

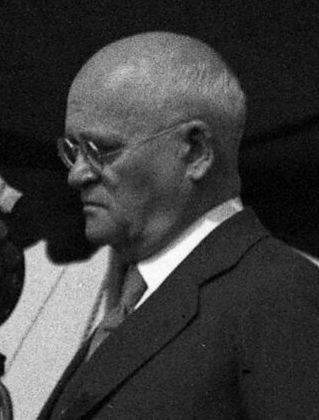
Will Keith Kellogg (1860–1951)

- Kellogg, William (1814–1872), US-amerikanischer Politiker
- Kellogg, William P. (1830–1918), US-amerikanischer Politiker und Gouverneur des Bundesstaates Louisiana (1873–1877)
- Kellokumpu, Martti (* 1963), finnischer Freestyle-Skisportler
- Kellond-Knight, Elise (* 1990), australische Fußballspielerin
- Kellor, Frances Alice (1873–1952), US-amerikanische Soziologin und Sozialreformerin
- Kellough, Kaie (* 1975), kanadischer Dichter und Autor

### Kells
- Kells, C. Edmund (1856–1928), US-amerikanischer Zahnarzt und Pionier der Zahnmedizin
- Kellso, Jon-Erik (* 1964), US-amerikanischer Musiker

### Kellu
- Kellum, Echo (* 1982), US-amerikanischer Schauspieler

### Kelly

#### Kelly J
- Kelly junior, Alan (* 1968), irischer Fußballtorwart

#### Kelly K
- Kelly Kelly (* 1987), US-amerikanische Wrestlerin und Model

#### Kelly M
- Kelly Marie (* 1957), britische Sängerin

#### Kelly O
- Kelly of Killanne, John († 1798), irischer Freiheitskämpfer

#### Kelly, A – Kelly, Y

##### Kelly, A
- Kelly, Adam (* 1997), estnisch und US-amerikanischer Hammerwerfer
- Kelly, Aimee (* 1993), britische Schauspielerin
- Kelly, Alan (* 1975), irischer Fußballschiedsrichter
- Kelly, Alan (* 1975), irischer Politiker, MdEP
- Kelly, Albert Edward (1914–1994), britischer Komponist und Dirigent
- Kelly, Alexander (1929–1996), schottischer Pianist und Musikpädagoge
- Kelly, Angelo (* 1981), irischer Sänger, Musiker und KomponistAngelo Kelly (* 1981)

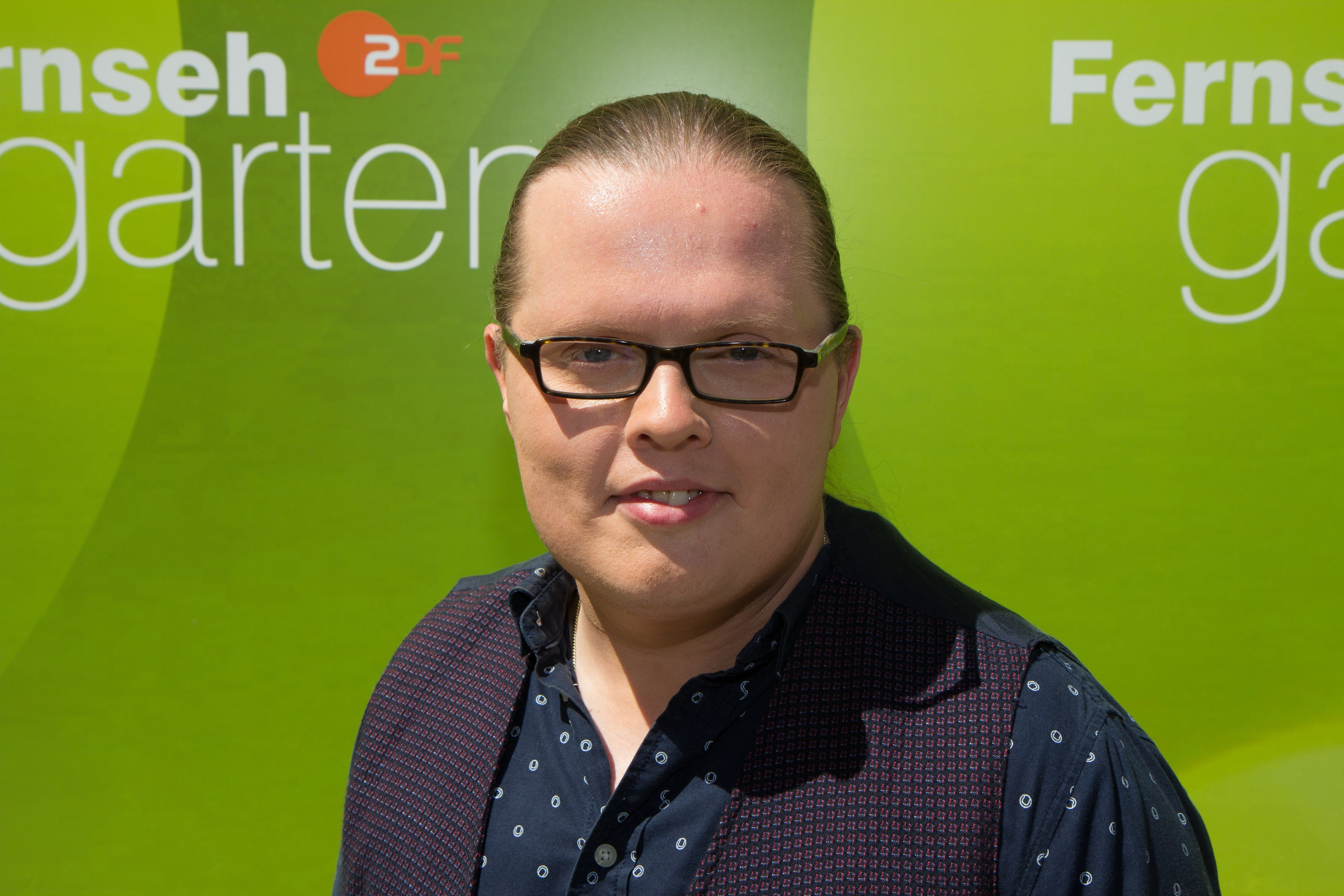
Angelo Kelly (* 1981)

- Kelly, Annie Elizabeth (1877–1946), neuseeländische Künstlerin und Porträtmalerin
- Kelly, Anthony (1929–2014), britischer Materialwissenschaftler
- Kelly, Arlene (* 1994), irisch-neuseeländische Cricketspielerin
- Kelly, Ashley (* 1991), britische Sprinterin der Britischen Jungferninseln

##### Kelly, B
- Kelly, Barbara (1924–2007), kanadisch-britische Schauspielerin
- Kelly, Barbara-Ann (1946–1982), US-amerikanische Tänzerin
- Kelly, Barby (1975–2021), irisch-US-amerikanische Musikerin
- Kelly, Barrie (* 1940), britischer Sprinter
- Kelly, Barry (* 1954), australischer Kanute
- Kelly, Bernard Matthew (1918–2006), US-amerikanischer römisch-katholischer Weihbischof
- Kelly, Billy (* 1945), irischer Snookerspieler
- Kelly, Bob (1893–1969), englischer Fußballspieler und -trainer
- Kelly, Bob (1928–2012), kanadischer Eishockeyspieler
- Kelly, Bob (* 1950), kanadischer Eishockeyspieler
- Kelly, Brendan (* 1946), irischer Geistlicher und römisch-katholischer Bischof von Galway und Kilmacduagh
- Kelly, Brian (1931–2005), US-amerikanischer Schauspieler
- Kelly, Bridget (* 1986), US-amerikanische Pop-Sängerin

##### Kelly, C
- Kelly, Cathy (* 1966), irische Schriftstellerin
- Kelly, Chantal (* 1950), französische Pop- und Schlagersängerin
- Kelly, Chloe (* 1998), britische FußballspielerinChloe Kelly (* 1998)

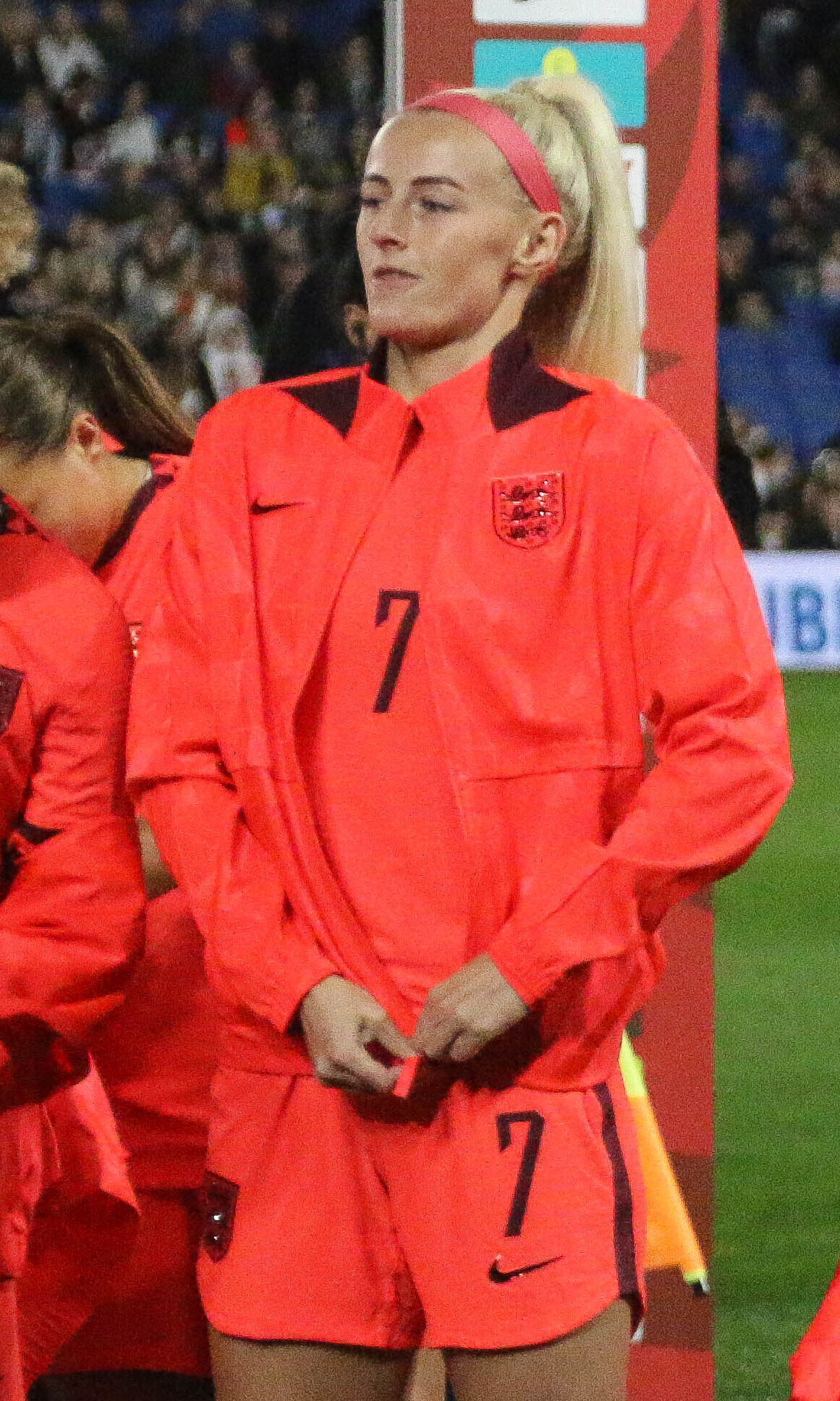
Chloe Kelly (* 1998)

- Kelly, Chris (1890–1929), US-amerikanischer Jazz-Trompeter und Bandleader
- Kelly, Chris (1978–2013), US-amerikanischer Rapper
- Kelly, Chris (* 1980), kanadischer Eishockeyspieler und -trainer
- Kelly, Christopher A., US-amerikanischer Offizier, Generalleutnant der US Air Force
- Kelly, Clare, neuseeländische Diplomatin
- Kelly, Clarence (1941–2023), sedisvakantistischer katholischer Bischof
- Kelly, Conor (* 2007), irischer Sprinter
- Kelly, Craig (* 1970), britischer Filmschauspieler

##### Kelly, D
- Kelly, D. K. (1947–2015), US-amerikanischer Schauspieler
- Kelly, Dan (* 1989), US-amerikanischer Pokerspieler
- Kelly, Daniel (1883–1920), US-amerikanischer Weitspringer und Sprinter
- Kelly, Daniel (* 2005), schottischer Fußballspieler
- Kelly, Daniel Hugh (* 1952), US-amerikanischer Schauspieler
- Kelly, Daniel Jerome (1930–2002), Musiker
- Kelly, Dave (* 1947), britischer Blues-Sänger, Gitarrist und Komponist
- Kelly, David (1929–2012), irischer Schauspieler
- Kelly, David (1944–2003), britischer Mikrobiologe, Biowaffenexperte und Berater des britischen Verteidigungsministeriums
- Kelly, David (* 1965), irischer Fußballspieler und -trainer
- Kelly, David Patrick (* 1951), US-amerikanischer Schauspieler
- Kelly, David Victor (1891–1959), britischer Botschafter
- Kelly, Dayne (* 1990), australischer Tennisspieler
- Kelly, Dean (* 1988), irischer Eishockeyspieler
- Kelly, Dean Lennox (* 1975), britischer Theater- und Film- und Fernsehschauspieler
- Kelly, Dennis (* 1970), britischer Autor für Theater, Hörfunk und Fernsehen
- Kelly, Dennis (* 1990), US-amerikanischer American-Football-Spieler
- Kelly, Don (* 1980), US-amerikanischer Baseballspieler

##### Kelly, E
- Kelly, Ed (1935–2005), US-amerikanischer Jazz-Pianist, Organist und Lehrer
- Kelly, Eddie (* 1951), schottischer Fußballspieler
- Kelly, Edna F. (1906–1997), US-amerikanische Politikerin
- Kelly, Edward (1883–1972), irischer Politiker
- Kelly, Edward A. (1892–1969), US-amerikanischer Politiker
- Kelly, Edward Joseph (1876–1950), US-amerikanischer Politiker, Bürgermeister von Chicago (1933–1947)
- Kelly, Elisabeth (1825–1890), schweizerische Malerin
- Kelly, Ellsworth (1923–2015), US-amerikanischer Maler und BildhauerEllsworth Kelly (1923–2015)

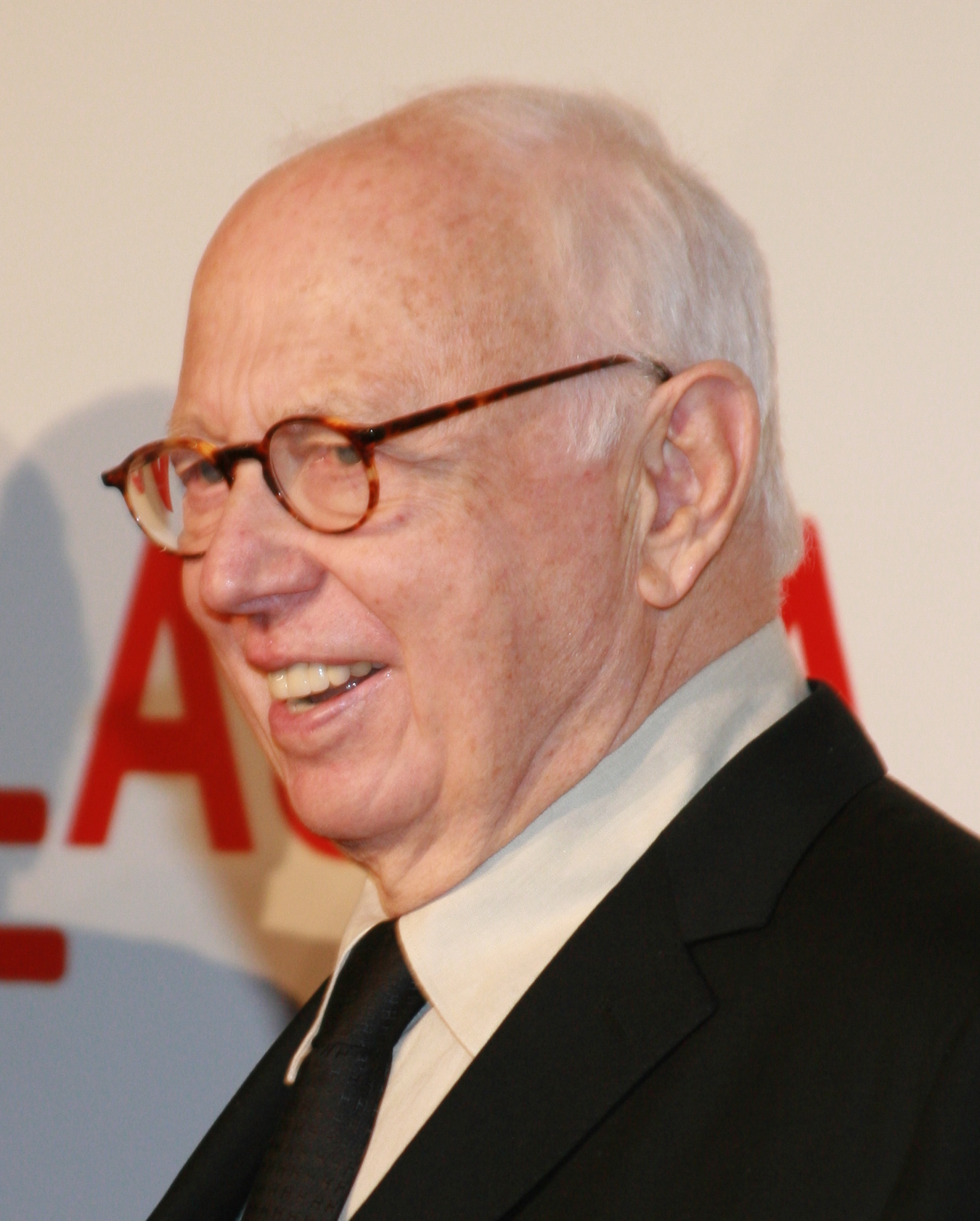
Ellsworth Kelly (1923–2015)

- Kelly, Elsa (* 1939), argentinische Juristin und Professorin für Völkerrecht
- Kelly, Erin (* 1976), britische Schriftstellerin
- Kelly, Erin (* 1981), US-amerikanische Schauspielerin

##### Kelly, F
- Kelly, Fanny (1845–1904), US-amerikanische Pioniersfrau und Autorin
- Kelly, Fiona (* 1959), britische Schriftstellerin
- Kelly, Francis E. (1903–1982), US-amerikanischer Politiker
- Kelly, Frank (1892–1919), schottischer Fußballspieler
- Kelly, Frank (1938–2016), irischer Schauspieler, Drehbuchautor und Sänger
- Kelly, Frank (* 1950), britischer Stochastiker
- Kelly, Fred (1891–1974), US-amerikanischer Hürdenläufer und Olympiasieger
- Kelly, Fred (* 1952), kanadischer Skilangläufer
- Kelly, Freda (* 1945), britische Sekretärin und Fanclubbeauftragte der Beatles
- Kelly, Frederick Septimus (1881–1916), britischer Komponist und Ruderer

##### Kelly, G
- Kelly, Gabriel (* 2001), deutsch-irischer Musiker
- Kelly, Gail (* 1956), australische Bankmanagerin
- Kelly, Gary (* 1974), irischer Fußballspieler
- Kelly, Gavin (* 1974), britischer Althistoriker und Altphilologe
- Kelly, Gene (1912–1996), US-amerikanischer Schauspieler und TänzerGene Kelly (1912–1996)

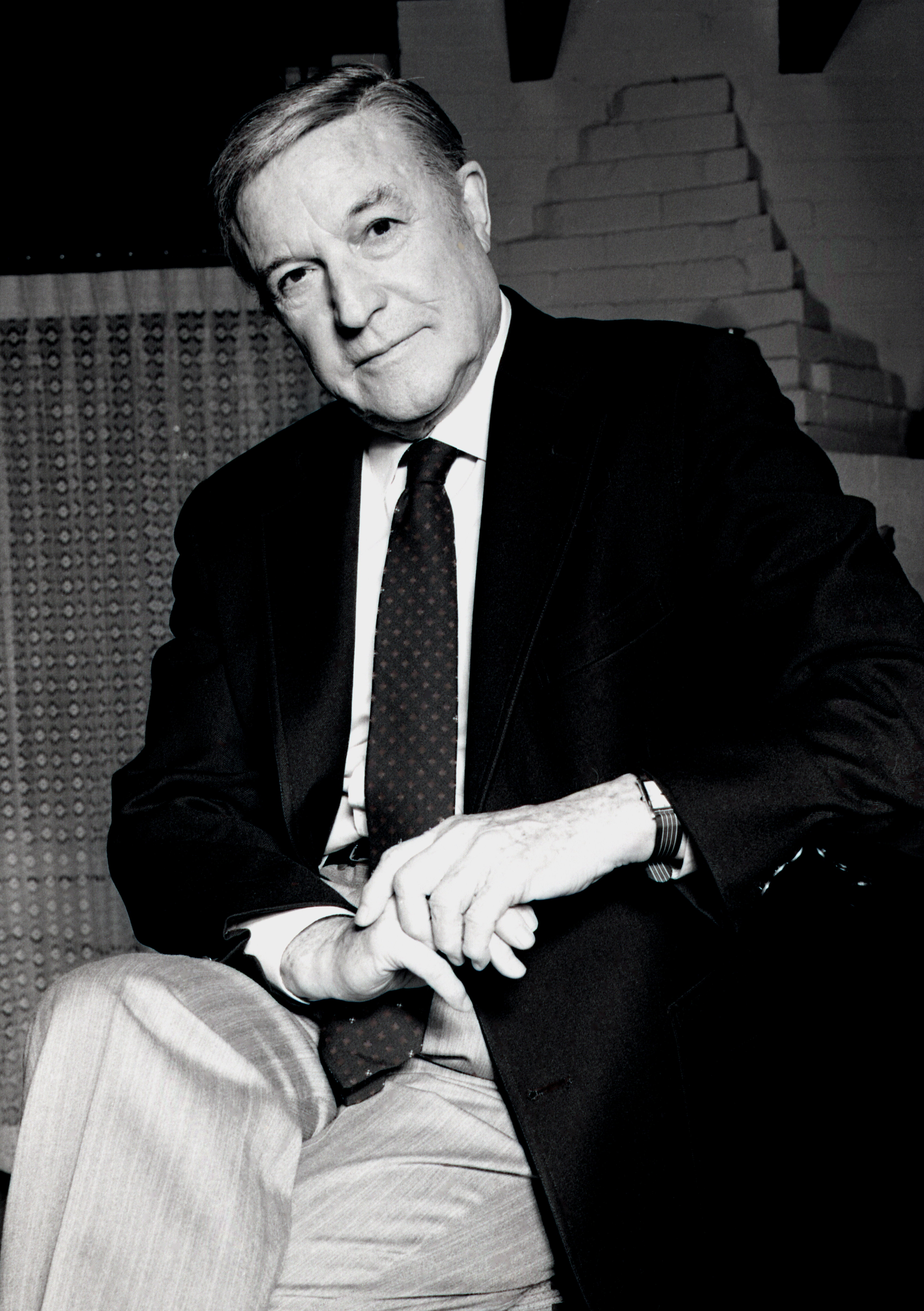
Gene Kelly (1912–1996)

- Kelly, George (1887–1974), US-amerikanischer Schriftsteller
- Kelly, George (1915–1998), US-amerikanischer Jazzmusiker
- Kelly, George A. (1905–1967), US-amerikanischer Psychologe, Professor für Klinische Psychologie
- Kelly, George B. (1900–1971), US-amerikanischer Politiker (Demokratische Partei)
- Kelly, Gerald Festus (1879–1972), britischer Maler
- Kelly, Godfrey (1928–2022), bahamaischer Regattasegler
- Kelly, Grace (1929–1982), US-amerikanische Filmschauspielerin, Fürstin von MonacoGrace Kelly (1929–1982)

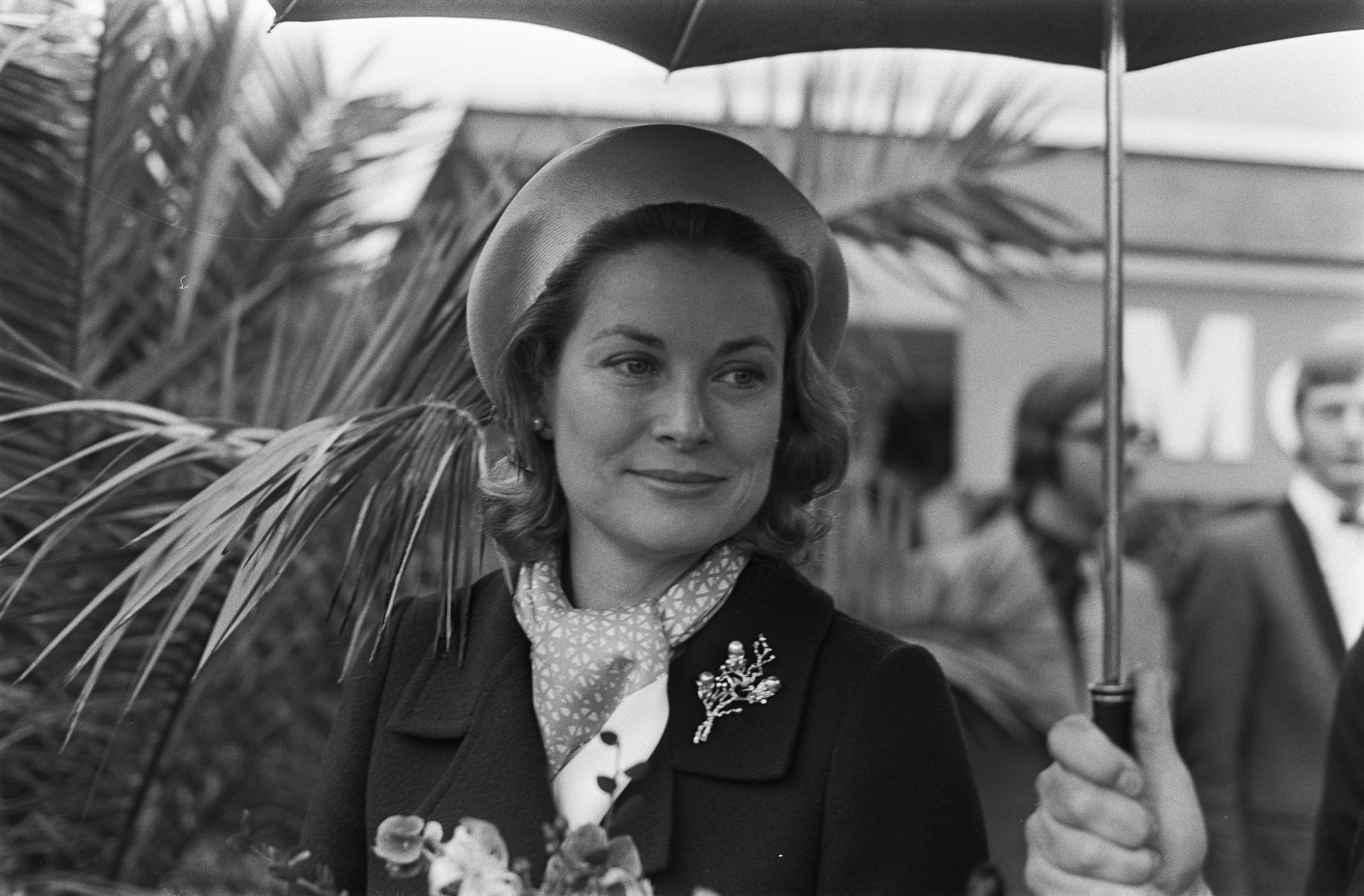
Grace Kelly (1929–1982)

- Kelly, Grace (* 1992), US-amerikanische Jazzmusikerin (Saxophone, Klarinette, Flöte, Piano, Schlagzeug, Gesang) und Komponistin
- Kelly, Gregory (* 1956), US-amerikanischer römisch-katholischer Geistlicher, Bischof von Tyler
- Kelly, Guy (1906–1940), US-amerikanischer Hot Jazz-Musiker (Trompete, Kornett, Gesang)

##### Kelly, H
- Kelly, Hannah (* 2000), britische Sprinterin
- Kelly, Harry (1895–1971), US-amerikanischer Jurist und Politiker
- Kelly, Howard Atwood (1858–1943), US-amerikanischer Gynäkologe

##### Kelly, J
- Kelly, J. Bob (* 1946), kanadischer Eishockeyspieler und -trainer
- Kelly, J. P. (* 1987), britischer Pokerspieler
- Kelly, J. W., US-amerikanischer Offizier, Unternehmer und Politiker (Demokratische Partei)
- Kelly, Jack (1927–1992), US-amerikanischer Schauspieler und Politiker
- Kelly, Jacqueline, US-amerikanische Kinderbuchautorin und Ärztin
- Kelly, Jadea (* 1986), kanadische Sängerin, Songwriterin und Gitarristin
- Kelly, James (1760–1819), US-amerikanischer Politiker
- Kelly, James (1865–1932), schottischer Fußballspieler
- Kelly, James (* 1963), schottischer Politiker
- Kelly, James K. (1819–1903), US-amerikanischer Jurist und Politiker
- Kelly, James McNeal (* 1964), amerikanischer Astronaut, Lieutenant Colonel der United States Air Force
- Kelly, James Patrick (* 1951), US-amerikanischer Science-Fiction-Autor
- Kelly, Jamie (* 1959), australischer Sprinter
- Kelly, Jamill (* 1977), US-amerikanischer Ringer
- Kelly, Jean Louisa (* 1972), US-amerikanische Schauspielerin
- Kelly, Jeffery (* 1960), US-amerikanischer Biochemiker
- Kelly, Jill (* 1971), US-amerikanische Schauspielerin, Pornodarstellerin, -regisseurin und -produzentinJill Kelly (* 1971)

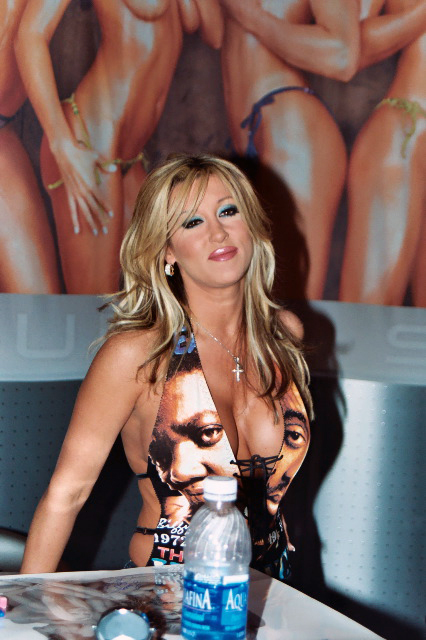
Jill Kelly (* 1971)

- Kelly, Jim, US-amerikanischer Basketballtrainer
- Kelly, Jim (1946–2013), US-amerikanischer Karateka und Schauspieler
- Kelly, Jim (* 1957), britischer Krimiautor
- Kelly, Jim (* 1960), US-amerikanischer American-Football-Spieler
- Kelly, Jimmy (* 1971), irischer Sänger, Musiker und Komponist
- Kelly, Jo Ann (1944–1990), britische Blues-Sängerin und Gitarristin
- Kelly, Joan (1928–1982), US-amerikanische Historikerin
- Kelly, Joanne (* 1978), kanadische Schauspielerin
- Kelly, Joe, US-amerikanischer Comicautor
- Kelly, Joe (1913–1993), irischer Automobilrennfahrer
- Kelly, Joey (* 1972), irisch-US-amerikanischer MusikerJoey Kelly (* 1972)

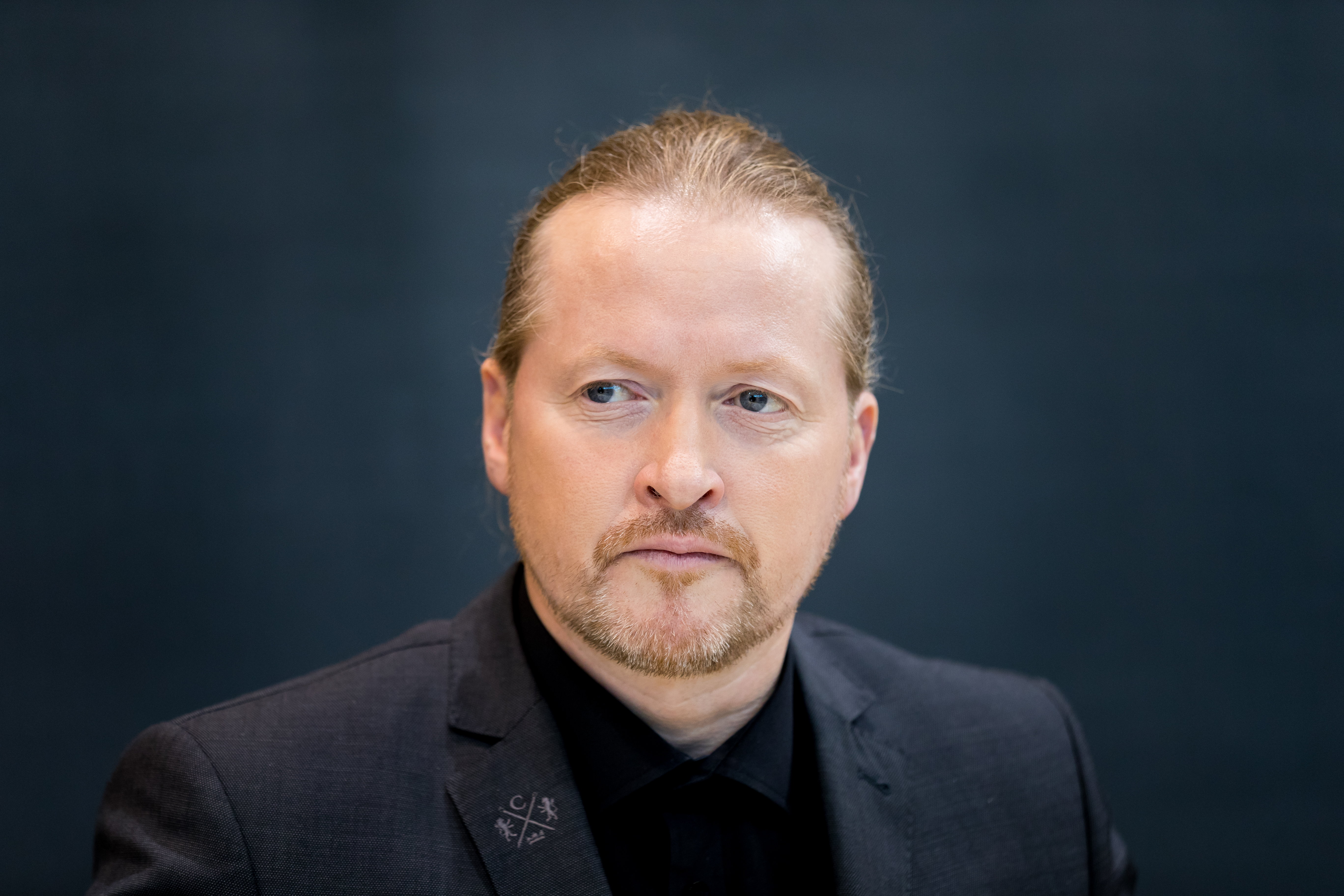
Joey Kelly (* 1972)

- Kelly, John, schottischer Fußballtorwart
- Kelly, John (1822–1886), US-amerikanischer Politiker
- Kelly, John (* 1996), irischer Leichtathlet
- Kelly, John Anthony (1915–1987), australischer römisch-katholischer Geistlicher und Weihbischof in Melbourne
- Kelly, John B. junior (1927–1985), US-amerikanischer Sportler, Sportfunktionär und Geschäftsmann
- Kelly, John B. senior (1889–1960), US-amerikanischer Ruderer
- Kelly, John E. (1911–1995), US-amerikanischer Offizier, Generalleutnant der US-Army
- Kelly, John F. (* 1950), US-amerikanischer General (US Marine Corps); Oberbefehlshaber US Southern Command; Minister für Innere Sicherheit der Vereinigten Staaten; Stabschef des Weißen Hauses
- Kelly, John Forrest (1859–1922), US-amerikanischer Erfinder
- Kelly, John J. (1898–1957), US-amerikanischer Soldat (USMC), zweifacher Träger der Medal of Honor
- Kelly, John M. (1931–1991), irischer Universitätsprofessor, Politiker der Fine Gael sowie mehrfach Minister
- Kelly, John Michael (* 1967), irischer Sänger, Musiker und Komponist
- Kelly, John Paul (* 1959), kanadischer Eishockeyspieler
- Kelly, Johnny (* 1968), US-amerikanischer Metal-SchlagzeugerJohnny Kelly (* 1968)

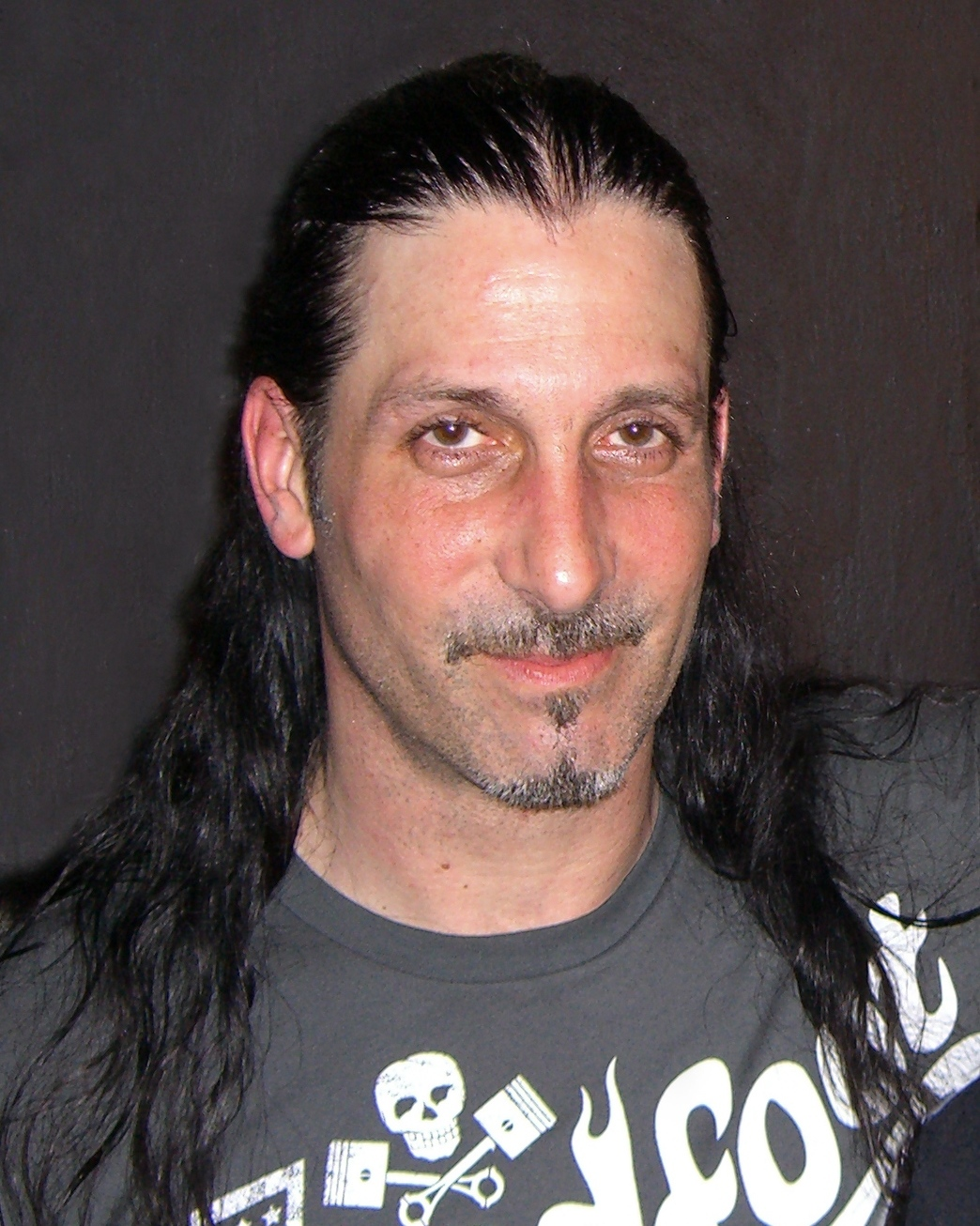
Johnny Kelly (* 1968)

- Kelly, Joseph D. († 2006), US-amerikanischer Toningenieur
- Kelly, Joseph J. (1897–1963), US-amerikanischer Politiker
- Kelly, Josh (* 1994), englischer Boxer
- Kelly, Judianne (* 1948), US-amerikanische Badmintonspielerin
- Kelly, Juliet (* 1970), britische Jazzmusikerin (Gesang, Komposition)
- Kelly, Justin (* 1981), kanadischer Eishockeyspieler
- Kelly, Justin (* 1992), kanadischer Schauspieler

##### Kelly, K
- Kelly, Kate (* 1980), US-amerikanische Frauenrechtlerin
- Kelly, Katherine (* 1979), britische Schauspielerin
- Kelly, Kathy (* 1953), US-amerikanische Pazifistin und Autorin
- Kelly, Kathy (* 1961), US-amerikanische Musikerin, älteste Tochter der Kelly FamilyKathy Kelly (* 1961)

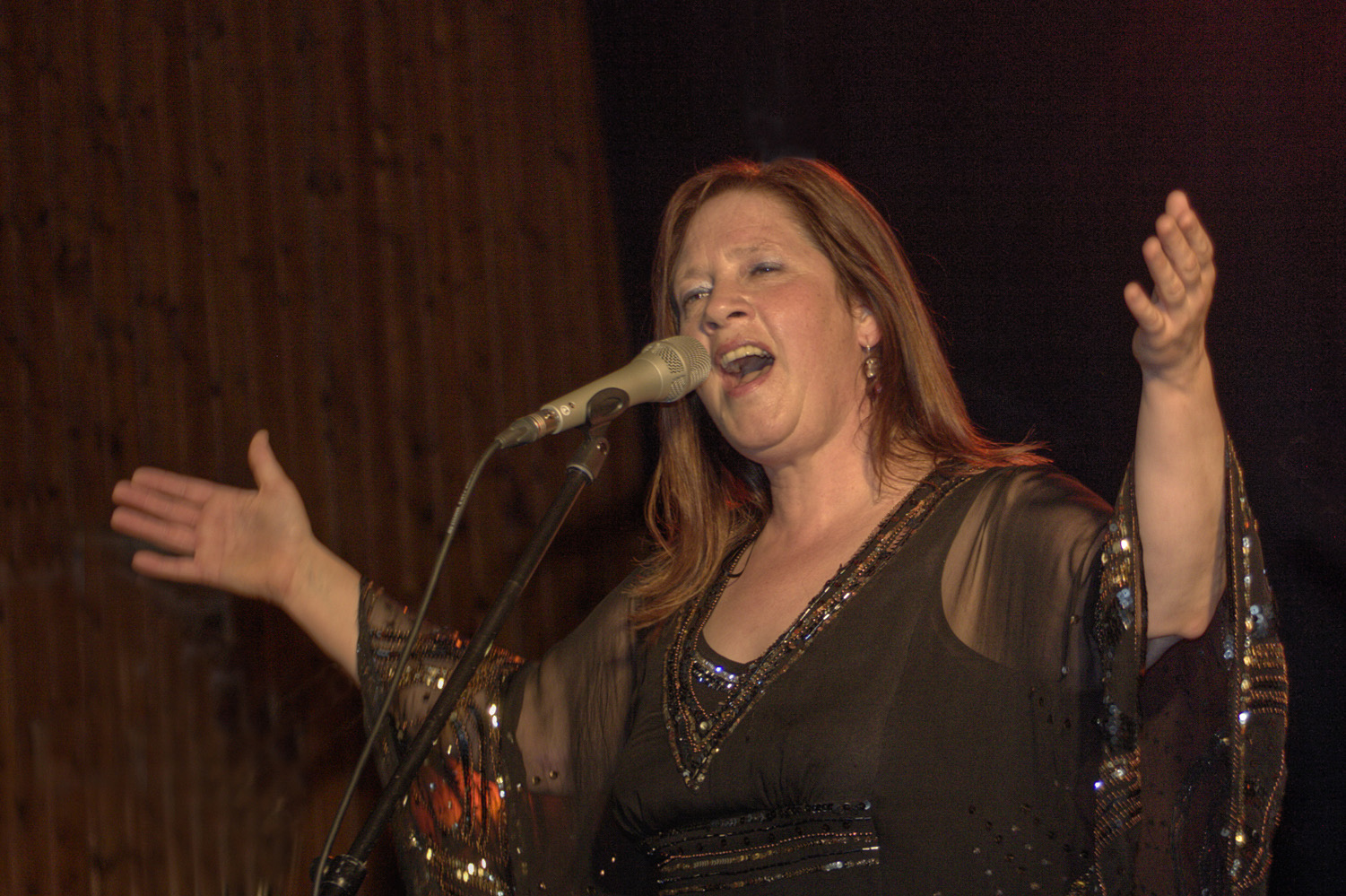
Kathy Kelly (* 1961)

- Kelly, Katie (* 1987), US-amerikanische Fußballspielerin
- Kelly, Kevin (* 1978), irischer Eishockeytorwart
- Kelly, Kevin T. (* 1933), britischer römisch-katholischer Theologe und Autor
- Kelly, Kevin Thomas (1910–1994), australischer Diplomat
- Kelly, Kira, US-amerikanische Kamerafrau
- Kelly, Klaudia (* 1988), US-amerikanische Pornodarstellerin
- Kelly, Klesie (* 1946), US-amerikanische Sängerin (Sopran) und Gesangspädagogin

##### Kelly, L
- Kelly, Laura (* 1950), US-amerikanische Politikerin
- Kelly, Laura Michelle (* 1981), britische Schauspielerin und Sängerin
- Kelly, Laurence (* 1946), irischer Politiker (Fianna Fáil), Teachta Dála
- Kelly, Leontine T. C. (1920–2012), US-amerikanische Bischöfin der evangelisch-methodistischen Kirche
- Kelly, Leroy (* 1942), US-amerikanischer Footballspieler
- Kelly, Leroy Milton (1914–2002), US-amerikanischer Mathematiker
- Kelly, Liam (1922–2011), irischer Politiker
- Kelly, Liam (* 1990), schottischer Fußballspieler
- Kelly, Liam (* 1996), schottischer Fußballtorwart
- Kelly, Lisa (* 1977), irische Sängerin
- Kelly, Lisa Robin (1970–2013), US-amerikanische Schauspielerin
- Kelly, Lloyd (* 1998), englischer Fußballspieler
- Kelly, Luke (1940–1984), irischer Folk-Sänger und Banjo-Spieler

##### Kelly, M
- Kelly, Madeleine (* 1995), kanadische Mittelstreckenläuferin
- Kelly, Maegan (* 1992), US-amerikanisch-kanadische Fußballspielerin
- Kelly, Maite (* 1979), US-amerikanische Sängerin und SchauspielerinMaite Kelly (* 1979)

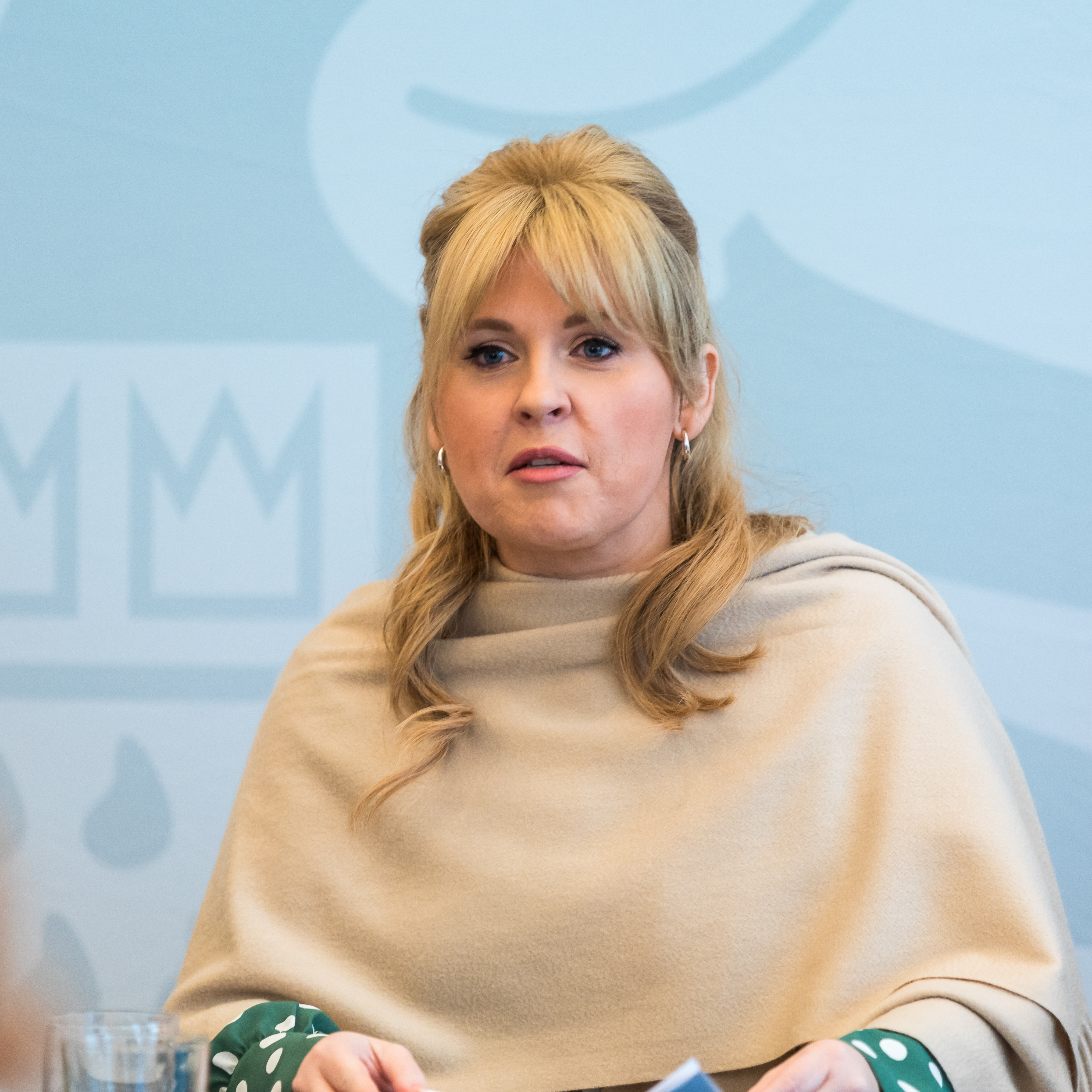
Maite Kelly (* 1979)

- Kelly, Margaret (* 1956), britische Schwimmerin
- Kelly, Mark (* 1961), irischer Keyboarder
- Kelly, Mark (* 1964), US-amerikanischer Politiker und Astronaut
- Kelly, Mark, englisch-schweizerischer Musiker
- Kelly, Mark D., US-amerikanischer Offizier, General der US Air Force
- Kelly, Martha Mott (1906–2005), US-amerikanische Schriftstellerin
- Kelly, Martin (1965–2008), britischer Schönheitschirurg
- Kelly, Martin (* 1990), englischer Fußballspieler
- Kelly, Martin, schottischer Musiker
- Kelly, Mary (* 1941), US-amerikanische Künstlerin und Autorin
- Kelly, Mary Jane (1863–1888), Opfer des Serienmörders Jack the Ripper
- Kelly, Mary Pat (* 1944), amerikanische Autorin und Regisseurin
- Kelly, Matt (* 1985), kanadischer Eishockeyspieler
- Kelly, Matthew (* 1973), katholischer Motivationsredner, Prediger, Berater und Autor
- Kelly, Maureen (1956–2008), US-amerikanische Schauspielerin und Showgirl
- Kelly, May (* 2000), britische Schauspielerin
- Kelly, Megyn (* 1970), US-amerikanische Journalistin und FernsehmoderatorinMegyn Kelly (* 1970)

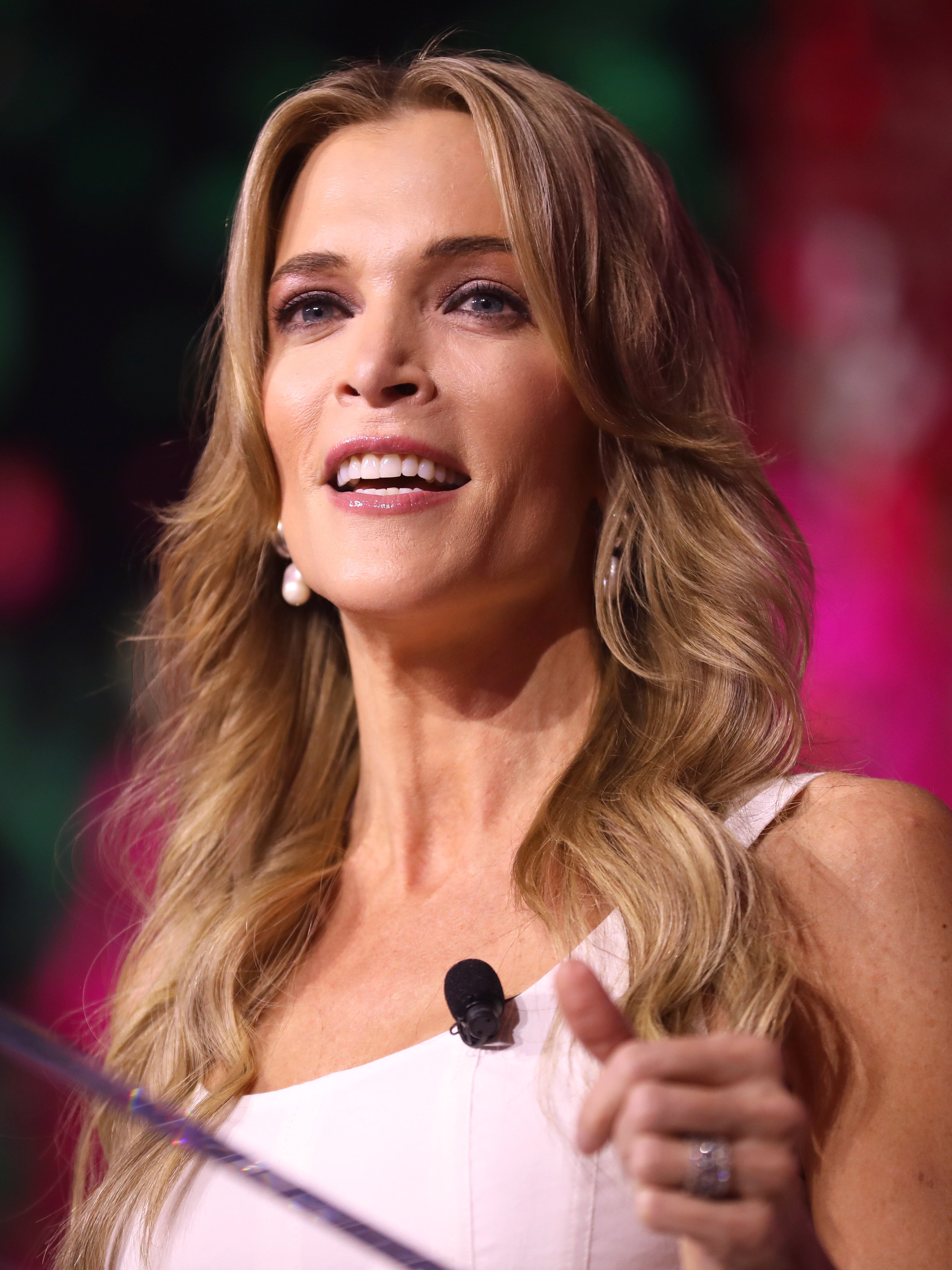
Megyn Kelly (* 1970)

- Kelly, Melville Clyde (1883–1935), US-amerikanischer Politiker
- Kelly, Mervin Joe (1894–1971), US-amerikanischer Physiker und Manager
- Kelly, Michael (1762–1826), irischer Schauspieler, Opernsänger (Tenor), Komponist und Theatermanager
- Kelly, Michael (1850–1940), irischer römisch-katholischer Geistlicher und Erzbischof von Sydney
- Kelly, Michael (1872–1923), US-amerikanischer Sportschütze
- Kelly, Michael (* 1949), neuseeländischer Physiker
- Kelly, Michael (* 1954), amerikanischer Philosoph und Kunsthistoriker
- Kelly, Michael (* 1969), US-amerikanischer Schauspieler
- Kelly, Michael Patrick (* 1977), irisch-US-amerikanischer Sänger, Musiker und KomponistMichael Patrick Kelly (* 1977)

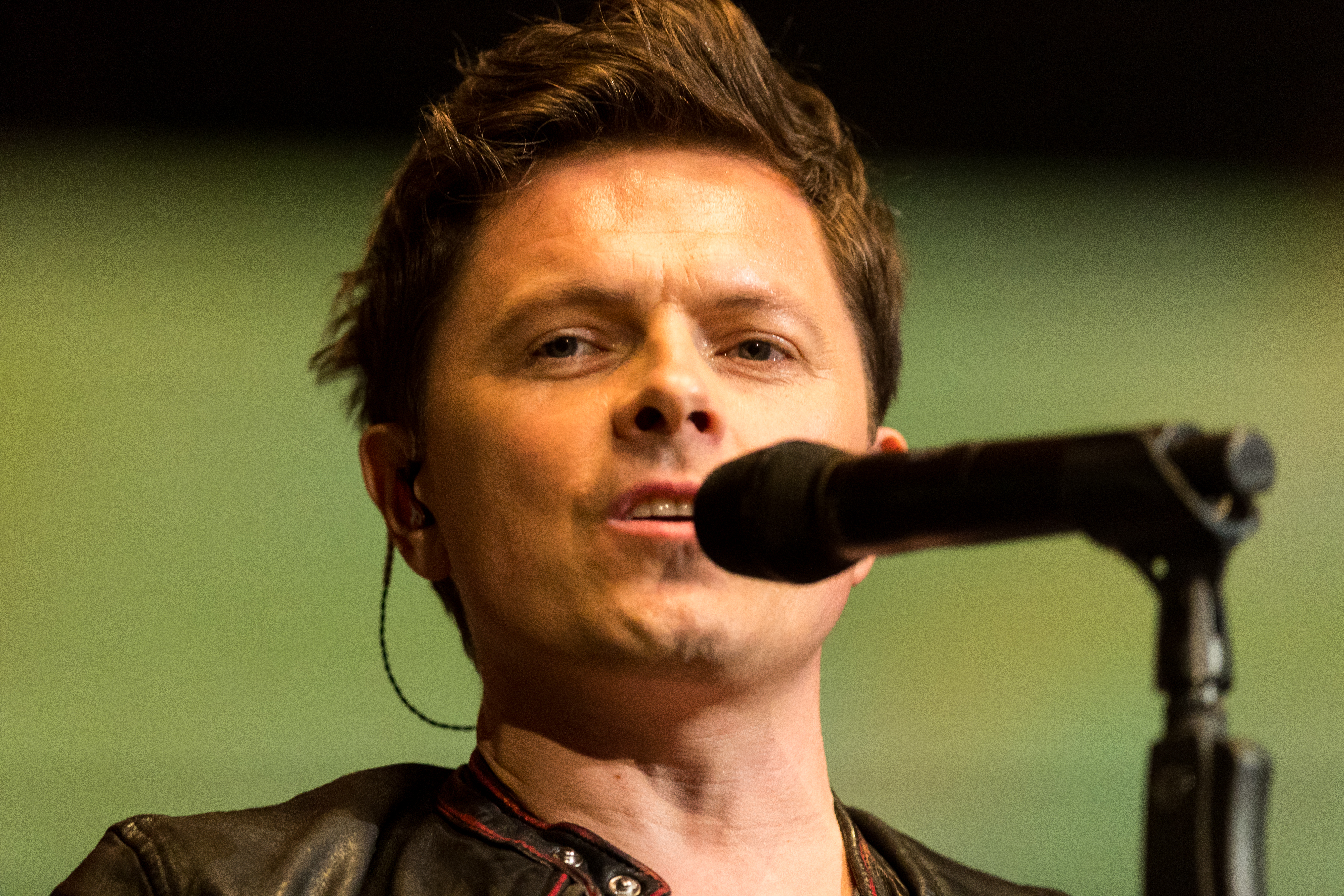
Michael Patrick Kelly (* 1977)

- Kelly, Michelle (* 1974), kanadische Skeletonpilotin
- Kelly, Mike (* 1948), US-amerikanischer Politiker
- Kelly, Minka (* 1980), US-amerikanische Schauspielerin
- Kelly, Moira (* 1968), US-amerikanische Schauspielerin
- Kelly, Mona (* 1940), kanadische Sängerin

##### Kelly, N
- Kelly, Nancy (1921–1995), US-amerikanische Schauspielerin
- Kelly, Natália (* 1994), österreichische Popsängerin
- Kelly, Natasha A. (* 1973), britisch-deutsche Kommunikationswissenschaftlerin und Soziologin
- Kelly, Ned (1855–1880), australischer Straßenräuber und Widerständler gegen die Kolonialbehörden

##### Kelly, O
- Kelly, Oisín (1915–1981), irischer Bildhauer
- Kelly, Oliver S. (1824–1904), US-amerikanischer Unternehmer und technischer Pionier
- Kelly, Olwen Catherine (* 1987), irisches Model und Schauspielerin

##### Kelly, P
- Kelly, Patricia (* 1969), irisch-US-amerikanische Sängerin, Musikerin und SongwriterinPatricia Kelly (* 1969)

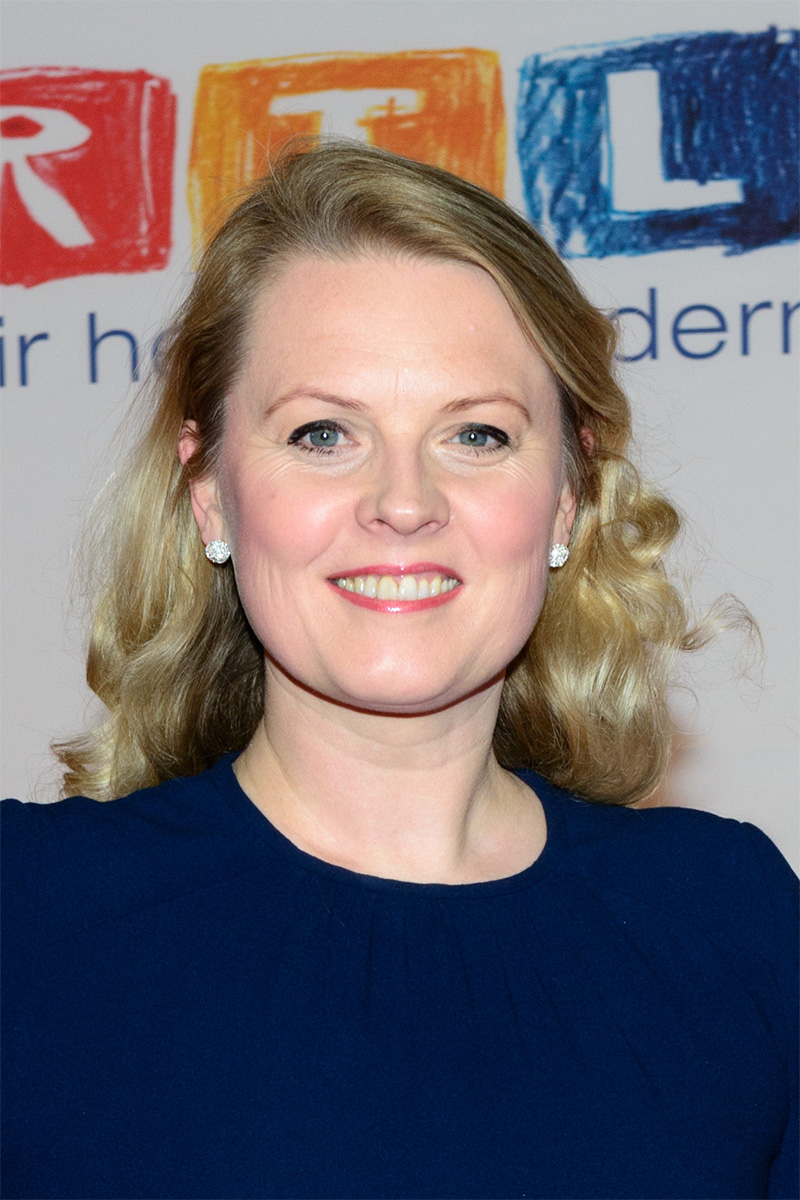
Patricia Kelly (* 1969)

- Kelly, Patrick (1779–1829), irischer Geistlicher, römisch-katholischer Bischof von Waterford und Lismore
- Kelly, Patrick (* 1938), englischer Geistlicher, emeritierter römisch-katholischer Erzbischof von Liverpool
- Kelly, Patrick (1954–1990), US-amerikanischer Modeschöpfer
- Kelly, Patrick (* 1967), US-amerikanischer Autorennfahrer
- Kelly, Patrick Joseph (1894–1991), irischer römisch-katholischer Missionar und Bischof von Benin City in Nigeria
- Kelly, Patsy (1910–1981), US-amerikanische Schauspielerin
- Kelly, Paul (1899–1956), US-amerikanischer Schauspieler
- Kelly, Paul (1940–2012), US-amerikanischer Soulsänger
- Kelly, Paul (* 1955), australischer Musiker
- Kelly, Paul (* 1964), US-amerikanischer Sänger und Musiker
- Kelly, Paul J. (1915–1995), US-amerikanischer Mathematiker
- Kelly, Paula (1942–2020), US-amerikanische Schauspielerin und Fotomodell
- Kelly, Peter (1944–2019), irischer Politiker (Fianna Fáil)
- Kelly, Peter (* 1950), irischer Jurist
- Kelly, Petra (* 1947), deutsche Politikerin (Die Grünen), MdB, Friedensaktivistin und Gründungsmitglied der Partei Die GrünenPetra Kelly (* 1947)

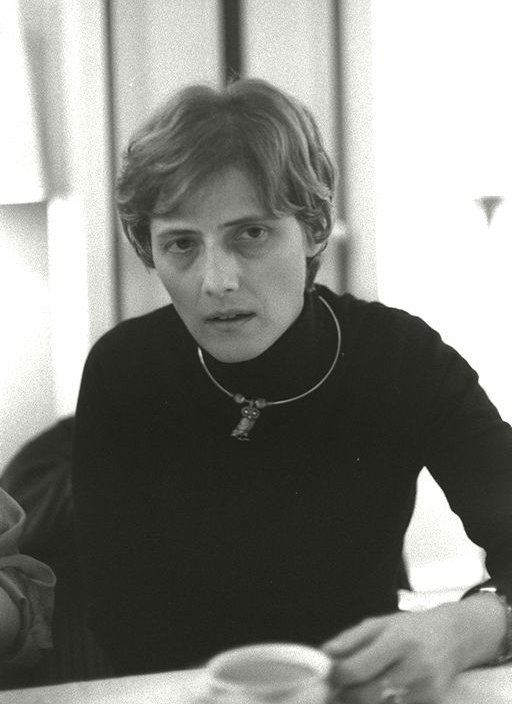
Petra Kelly (* 1947)

- Kelly, Phil (1937–2023), US-amerikanischer Komponist und Arrangeur
- Kelly, Phil (1939–2012), irischer Fußballspieler
- Kelly, Piper (* 1999), US-amerikanische Speedkletterin

##### Kelly, R
- Kelly, R. (* 1967), US-amerikanischer Sänger und Sexualstraftäter
- Kelly, Rae’Ven Larrymore (* 1985), US-amerikanische Schauspielerin und Filmproduzentin
- Kelly, Ray (* 1953), irischer Priester und Sänger
- Kelly, Red (1927–2019), kanadischer Eishockeyspieler, -trainer und -funktionär
- Kelly, Richard (1924–2005), US-amerikanischer Politiker
- Kelly, Richard (* 1975), US-amerikanischer Regisseur und Drehbuchautor
- Kelly, Rick, US-amerikanischer Schauspieler und Musiker
- Kelly, Robert (* 1955), schottischer Curler
- Kelly, Robert Talbot (1861–1934), britischer Maler, Aquarellist, Illustrator und Autor
- Kelly, Roberta (* 1942), US-amerikanische Sängerin
- Kelly, Robin (* 1956), US-amerikanische Politikerin
- Kelly, Ruth (* 1968), britische Politikerin, ehemalige Mitglied des House of Commons und Ministerin
- Kelly, Ryan (* 1993), US-amerikanischer American-Football-Spieler

##### Kelly, S
- Kelly, Scott (* 1964), US-amerikanischer Astronaut
- Kelly, Scott (* 1967), US-amerikanischer Sänger und Gitarrist
- Kelly, Seán (* 1956), irischer Politiker (Fine Gael), MdEP
- Kelly, Sean (* 1956), irischer RadrennfahrerSean Kelly (* 1956)

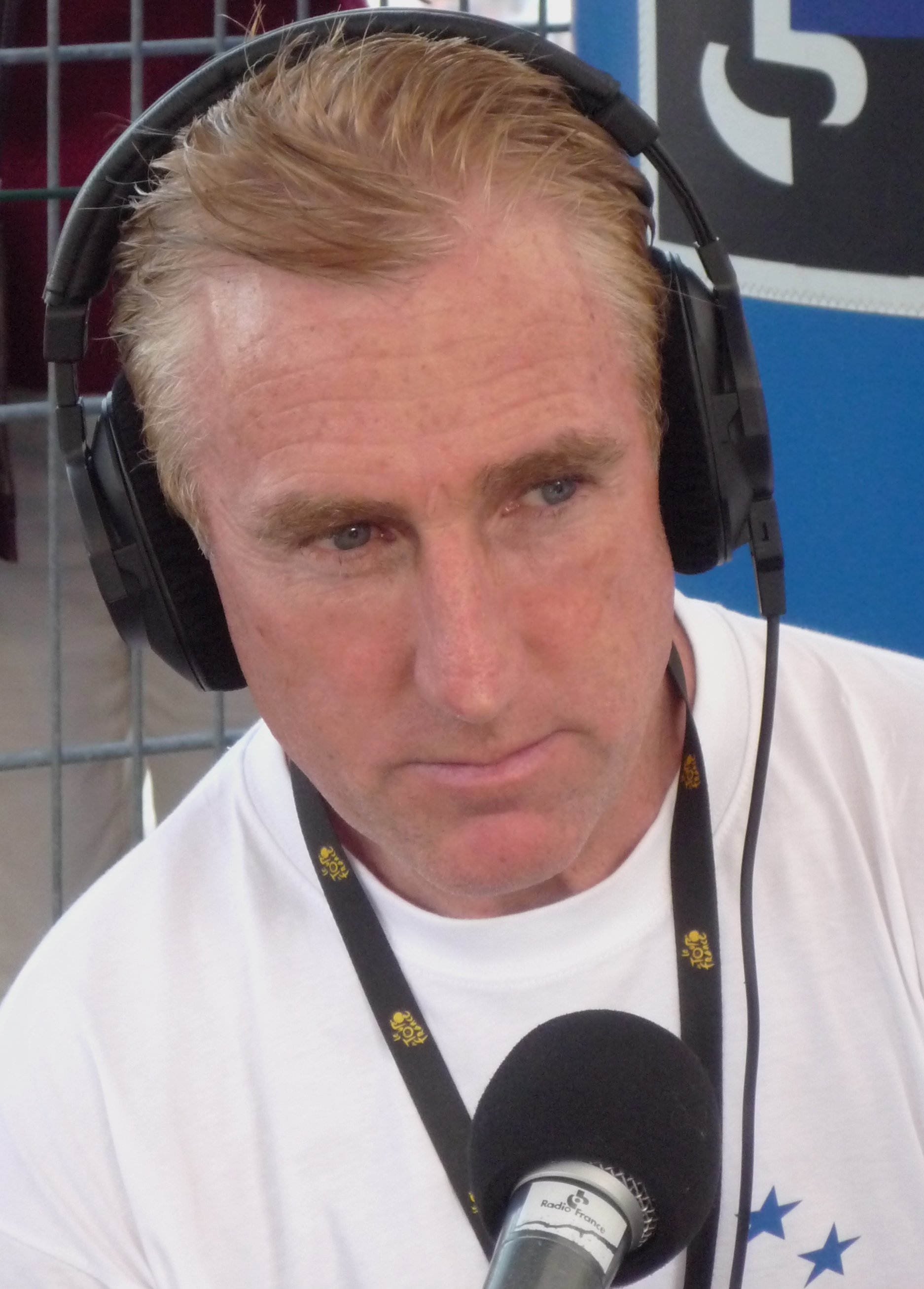
Sean Kelly (* 1956)

- Kelly, Sean (* 1993), schottischer Fußballspieler
- Kelly, Shane (* 1972), australischer Radrennfahrer
- Kelly, Sharon Pratt (* 1944), US-amerikanische Politikerin
- Kelly, Shipwreck (1910–1986), US-amerikanischer Footballspieler
- Kelly, Siena (* 1996), britische Schauspielerin
- Kelly, Stephen (* 1983), irischer Fußballspieler
- Kelly, Stephen (* 2000), schottischer Fußballspieler
- Kelly, Stephen F. (* 1947), englischer Autor und Journalist
- Kelly, Steve (* 1976), kanadischer Eishockeyspieler
- Kelly, Sue W. (* 1936), US-amerikanische Politikerin

##### Kelly, T
- Kelly, T. Ross (* 1942), US-amerikanischer Chemiker (Organische Chemie)
- Kelly, Tadhg (* 1988), US-amerikanischer Schauspieler
- Kelly, Theo (1896–1964), englischer Fußballtrainer
- Kelly, Thomas (1844–1893), australischer Cricketspieler
- Kelly, Thomas Cajetan (1931–2011), römisch-katholischer Geistlicher und Erzbischof von Louisville
- Kelly, Thomas J. (* 1941), US-amerikanischer Genforscher
- Kelly, Thomas P. junior (1929–2021), US-amerikanischer Filmproduzent, Autor, Filmemacher, Theaterschauspieler sowie Dekan
- Kelly, Thomas Raymond (1927–2004), amerikanischer Jazz-Bassist
- Kelly, Tom, US-amerikanischer Songwriter
- Kelly, Tommy (1925–2016), US-amerikanischer Schauspieler
- Kelly, Tori (* 1992), US-amerikanische Singer-SongwriterinTori Kelly (* 1992)

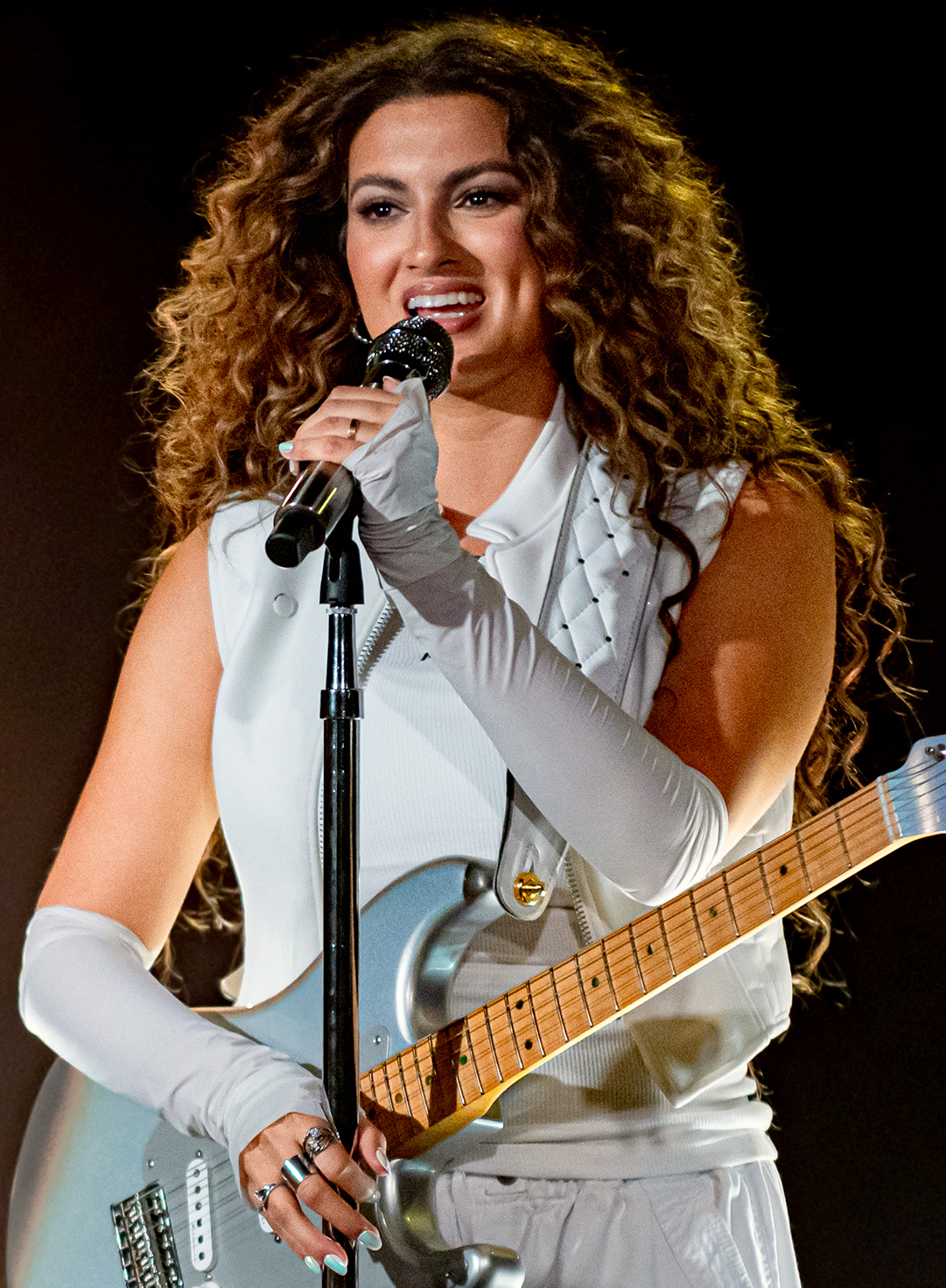
Tori Kelly (* 1992)

- Kelly, Trent (* 1966), US-amerikanischer Politiker

##### Kelly, V
- Kelly, Vance (* 1954), US-amerikanischer Gitarrist und Sänger

##### Kelly, W
- Kelly, Walt (1913–1973), US-amerikanischer Trickfilmzeichner, Comiczeichner und -autor
- Kelly, Wayne (1948–2012), US-amerikanischer Boxer und Box-Ringrichter
- Kelly, William (1786–1834), US-amerikanischer Politiker (Demokratisch-Republikanische Partei)
- Kelly, William (1821–1906), nordirischer Prediger, Bibellehrer und Autor der Brüderbewegung
- Kelly, William (1840–1907), neuseeländischer Politiker irischer Herkunft
- Kelly, William W. J. (1814–1878), US-amerikanischer Politiker und der erste Vizegouverneur des Staates Florida
- Kelly, Willis (1909–2012), US-amerikanischer Jazzmusiker
- Kelly, Wynton (1931–1971), US-amerikanischer Jazzpianist

##### Kelly, Y
- Kelly, Yvonne, irische Badmintonspielerin

#### Kelly-

##### Kelly-B
- Kelly-Blue, Ashra, britische Maskenbildnerin

##### Kelly-H
- Kelly-Heald, Lukas (* 2005), neuseeländischer Fußballspieler
- Kelly-Husain, Sara (* 1980), irische Schauspielerin, Moderatorin, Parodistin und Sprecherin

##### Kelly-K
- Kelly-Kenny, Thomas (1840–1914), britischer General

##### Kelly-Y
- Kelly-Young, Leonard (* 1948), US-amerikanischer Schauspieler

#### Kellym
- Kellyman, Erin (* 1998), britische SchauspielerinErin Kellyman (* 1998)

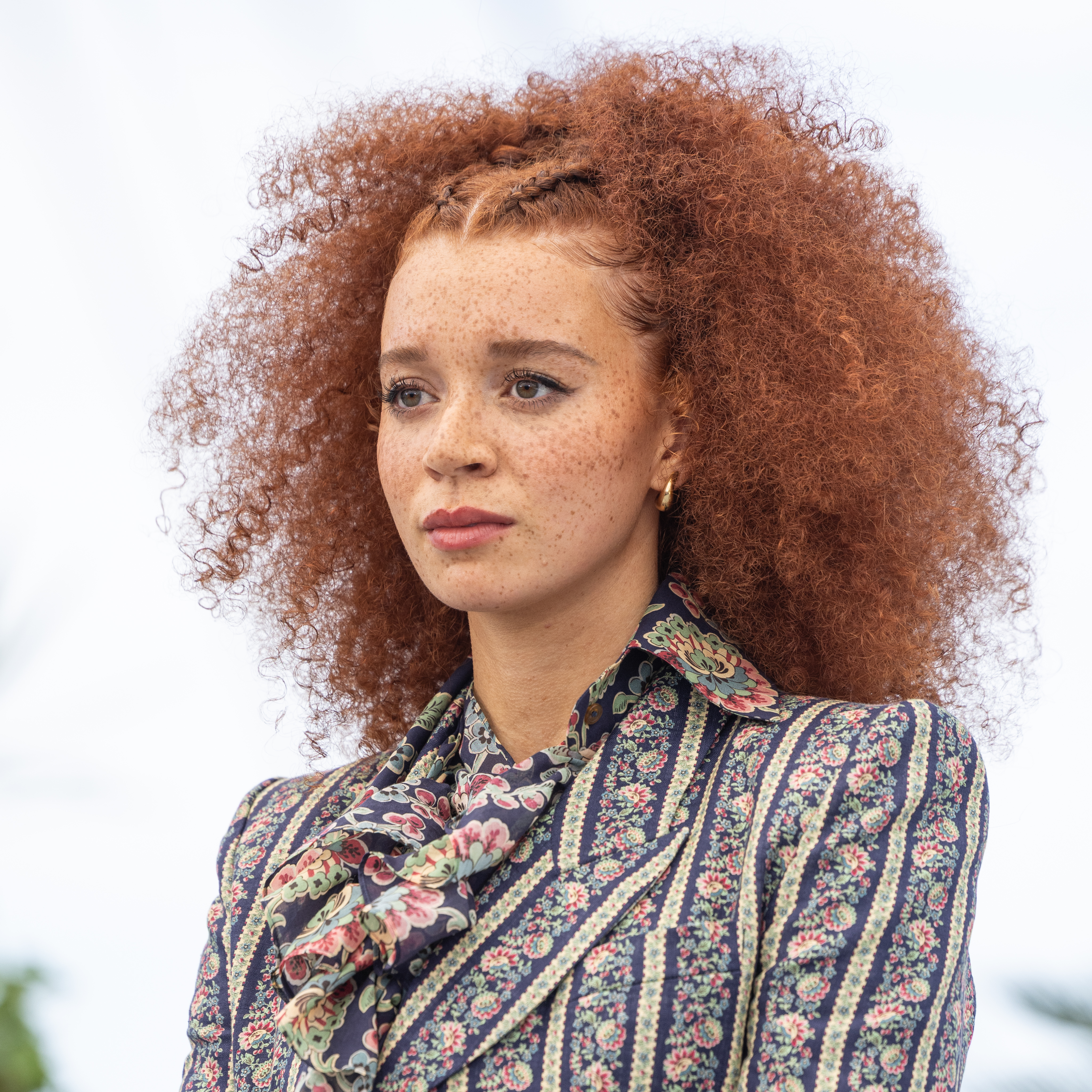
Erin Kellyman (* 1998)